# Nîmes
Pour l’article ayant un titre homophone, voir Nismes.
Nîmes ([nim] , ou prononcé localement [ˈnimə], en occitan : Nimes ['nimes]) est une commune du sud de la France, préfecture du département du Gard en région Occitanie. Ses habitants se nomment les Nîmois et les Nîmoises.
Nîmes est une commune urbaine qui compte 150 444 habitants en 2022. Elle est ville-centre de l'agglomération de Nîmes et fait partie de l'aire d'attraction de Nîmes.
Située à quelques dizaines de kilomètres de la mer Méditerranée et des montagnes des Cévennes, la ville se trouve sur l'axe très fréquenté reliant la basse vallée du Rhône à la plaine languedocienne et sur l'arc méditerranéen entre Marseille et Barcelone. Avec 151 001 habitants au 1er janvier 2016, elle est la troisième commune la plus peuplée d'Occitanie derrière Toulouse et Montpellier. Le dynamisme économique de la métropole s'accroît depuis plus d'une décennie. L'aire urbaine nîmoise atteint les 268 000 habitants, alors que le Gard qui est centré sur Nîmes totalise 745 000 habitants. La ville de Nîmes connaît en période estivale un afflux notable de touristes venus visiter ses monuments et participer à ses ferias et festivals. Son accessibilité est renforcée grâce à des lignes TGV. La gare Nîmes pont du Gard est reliée à la gare de Nîmes centre par TER. 

L'aéroport connaît un trafic moyen. Riche d'un patrimoine exceptionnel, de ses musées, la ville méditerranéenne connaît une effervescence culturelle. Avec 300 jours de soleil par an, la qualité de vie y est appréciée par les habitants et visiteurs.
La fondation de Nîmes remonte à l'Antiquité. De la période romaine, Nîmes conserve des monuments tels que les arènes, la Maison carrée ou encore la tour Magne au pied de laquelle se situe le site du sanctuaire de la Fontaine. Ce riche passé antique lui vaut le surnom de « Rome française ». Ville à la fois gauloise, romaine, camarguaise, cévenole, languedocienne et provençale, fief protestant depuis le XVIe siècle et centre de production de tissus à partir du XVIIIe siècle, avec notamment la fameuse toile denim, Nîmes possède une culture et une histoire abondantes et reste une ville à forte identité.
La valorisation de son patrimoine historique, culturel et architectural a permis à la ville d'obtenir le label de Ville d'art et d'histoire. Depuis 2012, date de son inscription sur la liste indicative française, Nîmes travaille son dossier de candidature pour l'inscription de la cité bimillénaire au patrimoine mondial de l'UNESCO. En 2023, la Maison Carrée de Nîmes a été inscrite sur la liste de l'UNESCO.
Exposée à un climat méditerranéen, elle est drainée par le Vieux Vistre, la Pondre, le Grand Campagnolle, le Pierrau, le vistre de la fontaine, le ruisseau de Campagne, le ruisseau de Goutajon et par divers autres petits cours d'eau. 
Incluse dans les gorges du Gardon, la commune possède un patrimoine naturel remarquable : deux sites Natura 2000 (les « costières nîmoises » et le « camp des Garrigues »), deux espaces protégés (le « domaine d'Escattes » et les « Costières de Nîmes ») et quatre zones naturelles d'intérêt écologique, faunistique et floristique.
Nîmes a fait partie des 52 endroits où aller en 2023 du New York Times, apparaissant en 24e position.

## Géographie

### Localisation
Préfecture du département du Gard, la commune se trouve dans l’étroite plaine du bas-Languedoc qui s’étire du Rhône à l’Aude. Sa position avantageuse sur l’arc méditerranéen la met en proximité de villes importantes. Nîmes est à 579 kilomètres au sud de Paris. À l’est, 27 kilomètres la séparent d'Arles, 79 kilomètres d’Istres, 84 kilomètres de Martigues, 95 kilomètres d’Aix-en-Provence et au sud-est, la métropole de Marseille n’est qu’à 110 kilomètres quand la capitale régionale, Toulouse, se trouve à 280 km. Au nord-est, elle est distante de 40 kilomètres d'Avignon, de 55 kilomètres d’Orange et au nord, Lyon est à 250 kilomètres par le couloir rhodanien. Au nord-ouest, Mende est à 102 kilomètres et Alès n'est qu'à 40 kilomètres. Au sud-ouest, une distance de seulement 48 kilomètres la sépare de Montpellier, 84 kilomètres de Sète, 120 kilomètres de Béziers, et 144 kilomètres de Narbonne. Barcelone, en Espagne, est distante de 381 km et Gênes, en Italie, de 475 km.
La commune de Nîmes est l'une des 79 communes membres du schéma de cohérence territoriale (SCOT) du sud-Gard, dont elle est la ville centre. Elle est également l'une des 41 communes du pays Garrigues et Costières de Nîmes.

### Communes limitrophes
Les communes limitrophes sont Bouillargues, Caissargues, La Calmette, Caveirac, Dions, Gajan, Générac, Marguerittes, Milhaud, Parignargues, Poulx, La Rouvière, Sainte-Anastasie, Saint-Gilles, Rodilhan et Clarensac.
Nîmes est entourée des 16 communes suivantes :
| La Rouvière Gajan Parignargues | La Calmette Dions Sainte-Anastasie | Poulx                             |
| Clarensac Caveirac             | Nîmes                              | Marguerittes                      |
| Milhaud                        | Générac Saint-Gilles               | Rodilhan Bouillargues Caissargues |

### Géologie et relief
La commune se compose de 5 983,74 hectares de territoires artificialisés (37,13 %), 4 361,97 hectares de territoires agricoles (27,07 %) et 5 767,82 hectares de forêts et milieux semi-naturels (35,79 %).

### Climat
La cité gardoise bénéficie d'un climat méditerranéen, codé « Csa » selon la classification de Köppen. L'ensoleillement est de 2662 heures par an sur la période 1990-2010. Cependant, la ville reste soumise à l'influence du mistral dont les rafales peuvent dépasser les 100 kilomètres par heure et qui souffle une centaine de jours par an en moyenne dans la vallée du Rhône. Ce vent froid du nord tend à relativiser les hivers doux. Les moyennes mensuelles varient entre 6,9 °C pour janvier qui est le mois le plus froid et 27,9 °C pour juillet qui est le mois le plus chaud.
L'influence méditerranéenne limite les précipitations et donne un été chaud ainsi qu'une aridité très marquée de la période estivale. Au contraire, l'automne est généralement la saison des perturbations pluvio-orageuses méditerranéennes pouvant déverser des quantités d'eau remarquables en quelques heures. Sa position topographique, au creux des collines de garrigues, retient parfois de fortes chaleurs. Cette situation explique les importantes chaleurs estivales et les fréquentes inondations. Les plus dramatiques furent celles du 3 octobre 1988 déversant, en moyenne, 250 à plus de 420 mm / 450 mm en six heures sur les hauteurs de la ville et entraînant la mort de dix personnes. 
Le 10 octobre 2014 au matin, la ville a échappé de peu à une nouvelle catastrophe; 425 mm étant à nouveau enregistrés à la station du mas de Ponge entrainant une forte crue du cadereau de Camplanier. 
La configuration de la ville n'arrange rien lors de ce type d'événement. En effet, de nombreux ruisseaux d'écoulement du plateau des garrigues, appelés cadereaux, convergent tous vers le centre de la ville.
La neige au sol reste un phénomène relativement marginal, apportant en général moins de 10 cm. Il n'est pas rare de voir se succéder plusieurs hivers de suite sans sa présence. La dernière chute d'importance s'est produite de manière assez tardive au cours de l'épisode « orageo-neigeux » du 8 mars 2010 avec pas moins de 23 cm relevés à la station météo de Nîmes-Courbessac et plus de 30–40 cm sur les hauteurs des garrigues avec des congères, par endroits, supérieures à 2 mètres.
Le 28 février 2018, 10 cm en moyenne ont été relevés sur la cité.
Le 28 juin 2019, pendant la canicule européenne de 2019, Nîmes était la ville avec la température la plus élevée d'une grande ville de France: 44,4 °C.
Le tableau suivant donne la comparaison du climat nîmois avec la moyenne nationale et quelques villes représentatives :
| Ville             | Ensoleillement | Pluie       | Neige    | Orage     | Brouillard |
| ----------------- | -------------- | ----------- | -------- | --------- | ---------- |
| Nîmes             | 2 663 h/an     | 763 mm/an   | 4 j/an   | 24 j/an   | 11 j/an    |
| Toulon            | 2 899 h / an   | 665 mm / an | 1 j / an | 23 j / an | 3 j / an   |
| Paris             | 1 797 h/an     | 642 mm/an   | 15 j/an  | 19 j/an   | 13 j/an    |
| Strasbourg        | 1 637 h/an     | 610 mm/an   | 30 j/an  | 29 j/an   | 65 j/an    |
| Besançon          | 1 872 h/an     | 1 108 mm/an | 29 j/an  | 28 j/an   | 22 j/an    |
| Moyenne nationale | 1 973 h/an     | 770 mm/an   | 14 j/an  | 22 j/an   | 40 j/an    |

La station météorologique de Météo-France installée sur la commune et mise en service en 1921 permet de connaître en continu l'évolution des indicateurs météorologiques. Le tableau détaillé pour la période 1981-2010 est présenté ci-après.
| Mois                                  | jan.             | fév.            | mars            | avril           | mai             | juin            | jui.            | août            | sep.            | oct.          | nov.            | déc.            | année     |
| ------------------------------------- | ---------------- | --------------- | --------------- | --------------- | --------------- | --------------- | --------------- | --------------- | --------------- | ------------- | --------------- | --------------- | --------- |
| Température minimale moyenne (°C)     | 2,7              | 3,2             | 5,8             | 8,3             | 12,1            | 15,8            | 18,7            | 18,4            | 14,9            | 11,5          | 6,5             | 3,6             | 10,2      |
| Température moyenne (°C)              | 6,8              | 7,8             | 10,9            | 13,5            | 17,5            | 21,7            | 24,9            | 24,4            | 20,3            | 16            | 10,5            | 7,4             | 15,2      |
| Température maximale moyenne (°C)     | 11               | 12,4            | 16              | 18,6            | 23              | 27,5            | 31              | 30,5            | 25,7            | 20,4          | 14,5            | 11,3            | 20,2      |
| Record de froid (°C) date du record   | −12,2 07.01.1985 | −14 23.02.1948  | −6,8 02.03.2005 | −2 04.04.1935   | 1,1 03.05.1979  | 5,4 04.06.1984  | 10 05.07.1978   | 9,2 30.08.1935  | 5,4 30.09.1974  | −1 30.10.1932 | −4,8 30.11.1925 | −9,7 28.12.1962 | −14 1948  |
| Record de chaleur (°C) date du record | 21,5 10.01.2015  | 25,1 24.02.2020 | 27,3 21.03.1990 | 30,7 08.04.2011 | 34,7 31.05.2001 | 44,4 28.06.2019 | 40,3 15.07.2022 | 42,3 23.08.2023 | 36,8 17.09.2019 | 32 08.10.2023 | 26,1 03.11.1970 | 21,2 23.12.2022 | 44,4 2019 |
| Ensoleillement (h)                    | 141,6            | 166,3           | 222,2           | 229,8           | 262             | 311             | 341,1           | 301,6           | 239             | 166,6         | 147,9           | 134             | 2 662,9   |
| Précipitations (mm)                   | 64,7             | 47,3            | 40,4            | 65,1            | 58,5            | 40,9            | 28,2            | 53,3            | 96,4            | 119,2         | 83,1            | 65,8            | 762,9     |

### Voies de communication et transports
Déjà à l'époque romaine, Nîmes (en latin Nemausus) était une étape sur la Voie Domitienne, cette ancienne voie de communication qui reliait l’Italie à la péninsule Ibérique. Aujourd’hui la ville tire profit pour son développement des excellentes infrastructures de communication, tant autoroutières que routières, ferroviaires ou aériennes qui irriguent le sud de la France.

#### Transports en commun

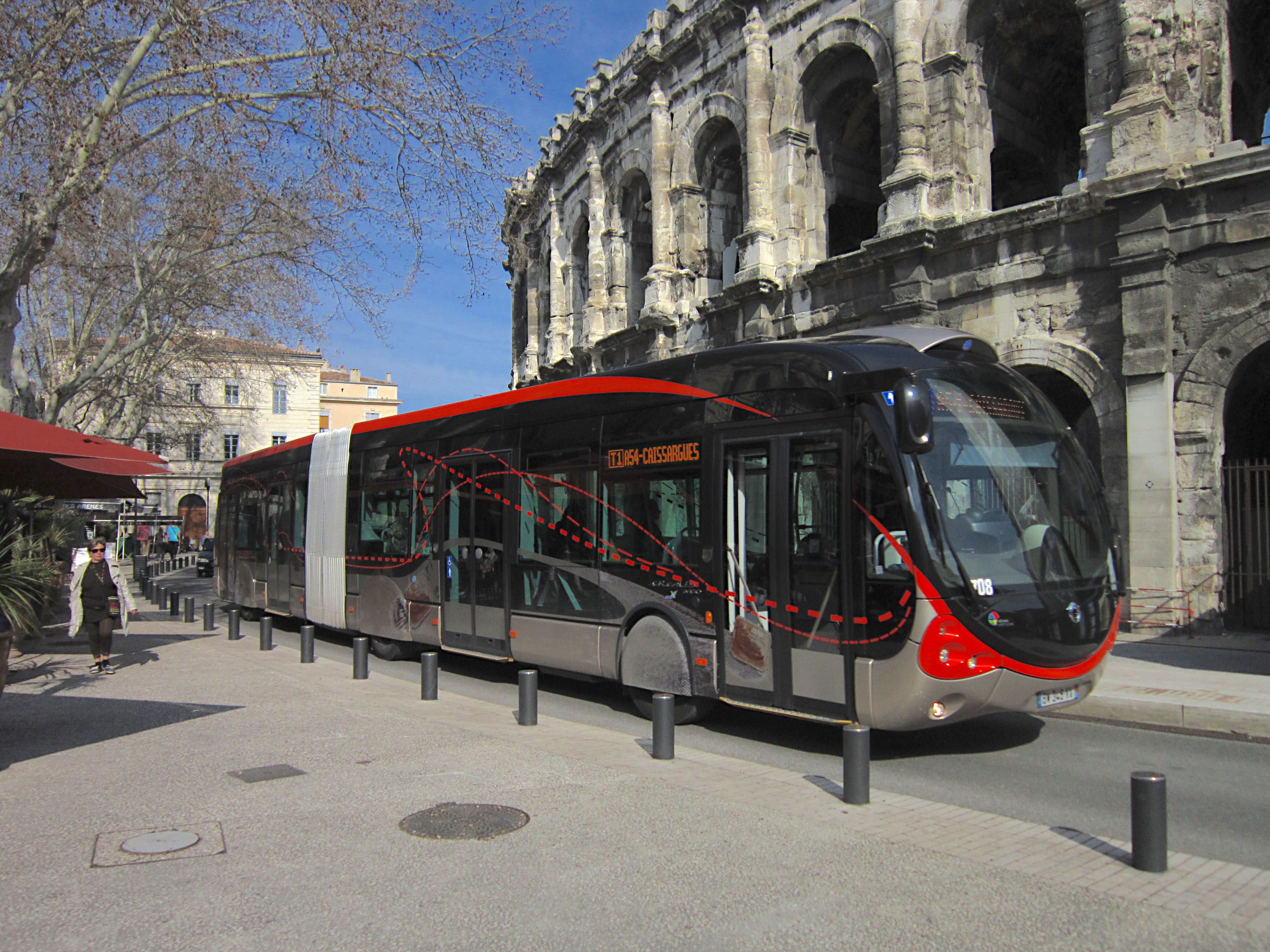
Le « Tram'Bus » de Nîmes.

Les réseaux de transports en commun sont sous la responsabilité de la communauté d'agglomération Nîmes Métropole, qui est l'autorité organisatrice de la mobilité. Il est exploité sous la marque Tango !, TAN étant l'acronyme de Transports de l'agglomération nîmoise et Go ayant été ajouté pour signifier le déplacement et le dynamisme.
Le 29 septembre 2012, la ligne T1 du BHNS de Nîmes, un bus à haut niveau de service en site propre (appelé « Tram'Bus ») a été mise en service entre l'autoroute A54 et les arènes. Elle dessert notamment les nouvelles zones commerciales et de loisirs du sud de la ville, le quartier des Costières ainsi que le centre historique. Les travaux de prolongement de la ligne autour de l’Écusson, d'abord suspendus par le tribunal administratif en mars 2011 pour vice de forme, notamment au niveau de l'impact environnemental et des nuisances en centre-ville, ont finalement démarré en 2015 pour une mise en service le 3 décembre 2016.
La Ligne T2 du BHNS de Nîmes est mise en service en 2020 et relie sur 6,7 km CHU Carémeau à Gare Feuchères.
En 2019, Transdev remporte l'exploitation du réseau.

#### Réseaux routiers et autoroutiers
L’autoroute A9, dite aussi « la Languedocienne » est un des axes majeurs qui assurent la liaison entre l'Europe du Nord et l'Espagne via la vallée du Rhône. Dans sa traversée du Languedoc, elle borde la ville de Nîmes sur sa façade sud. Ses deux accès est et ouest favorisent les liaisons rapides avec les villes importantes ; au nord en direction de Lyon et les villes au-delà, et à l’ouest vers Montpellier, et les prolongements vers l’Espagne, ou Toulouse et Bordeaux. La liaison autoroutière avec les villes du sud de la France comme Arles, Aix-en-Provence, Marseille et au-delà vers Nice puis l’Italie est établie par l'autoroute A54.
Une route à deux fois deux voies, assure les importantes relations vers le nord du département du Gard, vers la cité gardoise d'Alès et les Cévennes. La proche rive droite du Rhône et les villes et les sites touristiques de Vaucluse sont accessibles par route N86, mais on notera l'absence d'une liaison autoroutière avec la cité des papes (section de 20 km sur route classique très encombrée entre Remoulins et Les Angles - Villeneuve-lès-Avignon). De Nîmes, vers les sites touristiques du littoral, la cité d'Aigues-Mortes et du Grau-du-Roi, les plages du littoral méditerranéen, le lien routier a été largement dimensionné pour répondre à la demande de la forte densité de circulation de la période estivale.
Une rocade permet de contourner la ville par l'ouest, le sud et le sud-est. Elle sera complétée par un tracé au nord en cours de concertation.

#### Transport ferroviaire

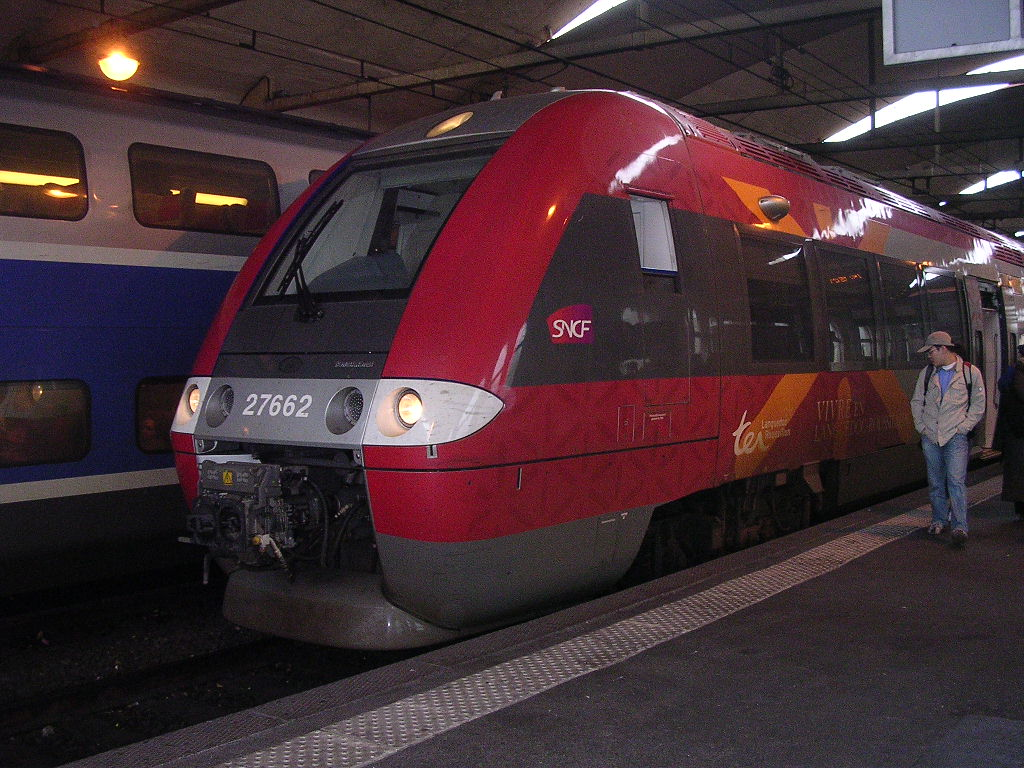
Croisement d'un TGV et d'un TER (AGC) aux couleurs de la région Languedoc-Roussillon en gare de Nîmes.

Le réseau ferroviaire nîmois est également de première importance, constituant un nœud stratégique depuis 1845. La première gare ouverte aux voyageurs remonte à 1839. La ville bénéficie des relations directes assurées par des trains à grande vitesse de la ligne à grande vitesse Méditerranée. Le TGV met la gare de Nîmes à environ 1 heure de Marseille-Saint-Charles, 1 heure 20 de Lyon-Part-Dieu, 2 heures 50 de Paris ou même à 4 heures 40 de Lille.
Dans les années 1990, sous l'impulsion de Jean Bousquet, l’hypothèse d’une gare proche de l’aéroport de Nîmes-Garons avait été étudiée avec le prolongement sur 7 km des allées Jean Jaurès (« axe Foster ») qui aboutissait à une future gare TGV avec vue panoramique sur Nîmes. Mais ce projet monumental et ambitieux a été abandonné.
Le prolongement de la ligne à grande vitesse vers l'Espagne, prévu initialement à l'horizon des années 2020 aurait dû faciliter les relations avec la ville de Barcelone, la capitale de la Catalogne et l'Espagne en général. Cependant, Nîmes n’est pas assurée de disposer d'une gare TGV prévue pourtant à Manduel et Redessan, à 12 km à l'est de Nîmes. Bien que cette implantation très excentrée engendre de nombreuses polémiques et protestations, le projet est malgré tout maintenu par SNCF Réseau et une nouvelle gare appelée Gare Nouvelle de Nîmes Pont du Gard est mise en service en décembre 2019,, permettant d'augmenter considérablement le trafic ferroviaire sur la nouvelle ligne (et dans la nouvelle Gare de Montpellier Sud de France). Un contournement ferroviaire a donc été réalisé afin de ne plus saturer la gare de triage de fret.
Le réseau ferroviaire classique, par la ligne de Tarascon à Narbonne assure les liaisons par trains TER ou Intercités de, ou vers, Avignon, Marseille, Montpellier, Perpignan, Toulouse ou Bordeaux. En direction du nord, la ligne des Cévennes à fort intérêt touristique, met en relation Nîmes et Paris via Alès et Clermont-Ferrand. Vers les plages du littoral, la ligne Nîmes – Le Grau-du-Roi assure, avec du matériel TER la desserte des stations touristiques d'Aigues-Mortes et du Grau-du-Roi, son terminus.

#### Transport aérien
L'aéroport de Nîmes-Grande Provence Méditerranée, appelé aussi « Nîmes Garons » bien que le territoire de cette dernière commune, certes voisine, n'empiète pas sur l'emprise des installations qui se trouve sur la commune de Saint-Gilles, assure la desserte aérienne de la ville. Situé à environ 10 kilomètres au sud de l'agglomération nîmoise et à 15 kilomètres d'Arles sur les communes de Nîmes et Saint-Gilles, il possède une piste longue de 2 440 mètres. Il reçoit les vols réguliers qui relient Nîmes à Londres (Luton), Liverpool, East Midlands et Bruxelles-Charleroi. La gestion de l'aéroport a été confiée en janvier 2007 à Veolia Transport pour une durée de cinq ans. La gestion est depuis 2017 sous la gestion de Edeis. Sa fréquentation a enregistré une hausse de 75 000 passagers entre les années 2004 et 2005, passant ainsi de 135 000 à 210 000 passagers. Toutefois, une trop grande proximité avec l'aéroport de Montpellier-Méditerranée (éloigné seulement de 50 kilomètres) semble nuire au développement naturel de ces deux infrastructures aéroportuaires qui auraient dû trouver un compromis de fusion depuis fort longtemps.
Par ailleurs, Nîmes dispose encore, à l’est de la ville de son premier et ancien aérodrome de tourisme et loisirs de Nîmes-Courbessac, doté d’une piste non revêtue. L'ancienne base aéronavale de « Nîmes Garons » accueille depuis 2017 la base nationale des moyens aériens de la sécurité civile (BASC) (canadairs).

### Paysages naturels

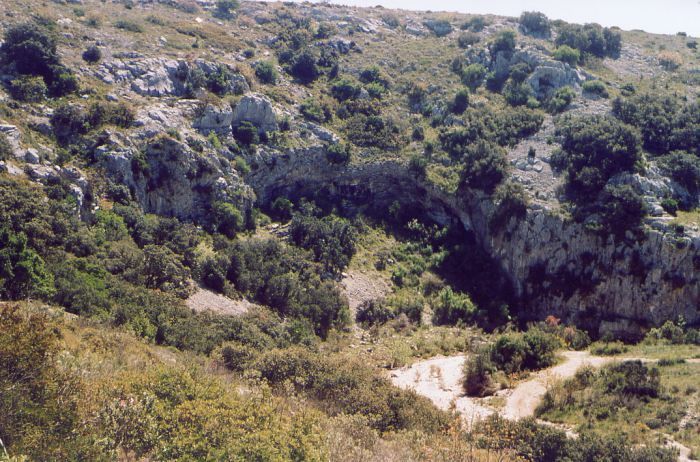
Un paysage de garrigue.

Du sud-ouest au nord-est, la ville de Nîmes s'étend sur une longueur de 10 km pour 3 à 6 km de largeur de la plaine aux garrigues (S-E/N-O). L'altitude maximale atteint 215 mètres sur les collines situées au nord de la ville (116 mètres en zone urbaine) et l'altitude minimale est de 21 mètres dans la plaine du Vistre (30 mètres à 60 mètres en zone urbaine). Depuis sa position dominante sur la large plaine du Vistre et le plateau des Costières, notamment au niveau de la fameuse tour Magne, Nîmes embrasse un large paysage, parfois jusqu'à 100 kilomètres. Les « sept collines de Nîmes », qui topographiquement n'en constituent que trois ont pour toponyme d'ouest en est : Puech du Teil, Montaury, Canteduc, mont Cavalier au sommet duquel trône la tour Magne, Mont Margarot, colline des moulins, La Croix de Fer-Mont Duplan.
En direction du midi, s’étalent tout d’abord la plaine fertile de la Vistrenque, où coule le Vistre, ce petit cours d’eau qui descend des collines de Cabrières, puis le bas plateau des Costières : deux éléments géographiques qui constituent à la fois un grand couloir de circulation et un riche espace agricole grâce aux vignobles réputés, à côté desquels le canal du Bas-Rhône Languedoc a permis de développer vergers et maraîchages. Ce secteur comporte des villages importants qui soutiennent des densités de population assez élevées. Au-delà du bourrelet des Costières arrive le pays de l’eau, du sable et du sel, nature grandiose et sauvage de la Petite Camargue et de la Camargue par delà le Petit-Rhône, qui s’achève par les salines. Le paysage s’ouvre alors sur le cordon littoral sablonneux baigné par les eaux de la mer Méditerranée, où s’est développé l'ensemble touristique et balnéaire comprenant les villes d'Aigues-Mortes, du Grau-du-Roi et de Port-Camargue.
Vers le nord, en direction d’Alès, s’étagent successivement les paysages arides et calcaires des Garrigues nîmoises, puis de la large plaine de la Gardonnenque, dominée par le mont Bouquet (631 m), où le Gard serpente à travers des gorges et parfois perd ses eaux avant de croiser le pont qui porte son nom. Au pied de la ville d’Alès, la chaîne montagneuse des Cévennes dresse ses premiers contreforts. La barrière du mont Lozère est parfaitement visible, tout comme le mont Aigoual au nord-ouest.
Au levant, le mont Ventoux du haut de ses 1 912 mètres découpe la ligne d'horizon de sa masse imposante flanqué au sud des montagnes de Luberon, des Alpilles, et, par temps clair, la montagne Sainte Victoire au loin. Au-delà du Rhône, qui trace les limites entre les départements du Gard et de Vaucluse et des régions Occitanie et Provence-Alpes-Côte d’Azur, la ville côtoie les cités d’Avignon et d’Arles. Les cités « jumelles » de Beaucaire et Tarascon se situent à 25 km plein est, en direction des Alpilles.
À l'ouest, sur la ligne d'horizon, le regard s'accroche, en terre héraultaise précédée de la Vaunage, sur la silhouette pittoresque du pic Saint Loup qui culmine du haut de ses 658 mètres d'altitude à vingt-cinq kilomètres au nord de Montpellier auquel répond l'impressionnante falaise de l'Hortus. Plus près, à environ vingt-cinq kilomètres, peu avant Lunel, notamment au niveau de Sommières, le Vidourle (petit fleuve dont la longueur ne dépasse pas 100 kilomètres mais sujet à des crues automnales violentes appelées vidourlades) chevauche la limite entre les départements du Gard et de l’Hérault.

## Urbanisme

### Typologie
Au 1er janvier 2024, Nîmes est catégorisée grand centre urbain, selon la nouvelle grille communale de densité à sept niveaux définie par l'Insee en 2022.
Elle appartient à l'unité urbaine de Nîmes, une agglomération intra-départementale regroupant neuf communes, dont elle est ville-centre,,. Par ailleurs la commune fait partie de l'aire d'attraction de Nîmes, dont elle est la commune-centre,. Cette aire, qui regroupe 92 communes, est catégorisée dans les aires de 200 000 à moins de 700 000 habitants,.

### Occupation des sols

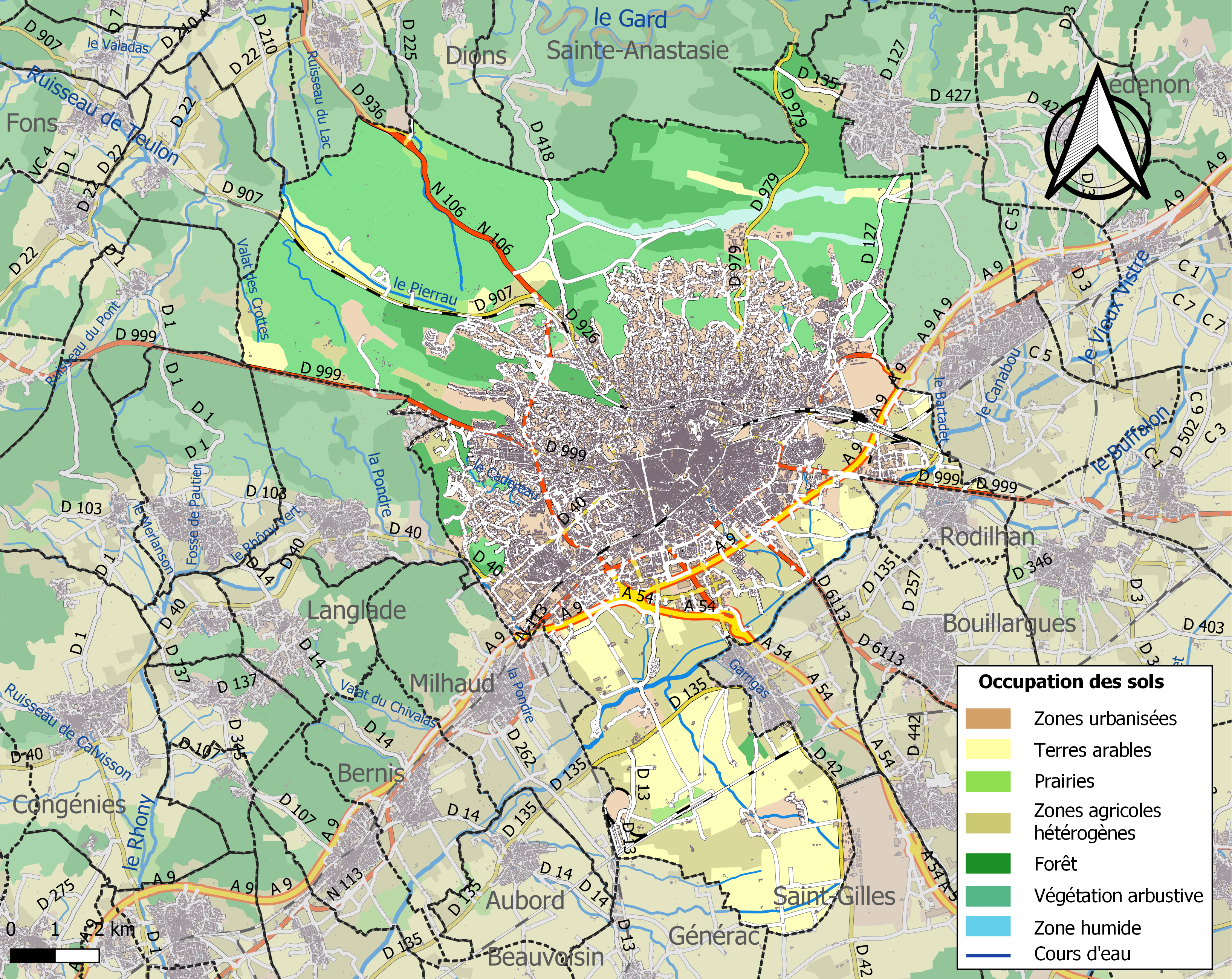
Carte des infrastructures et de l'occupation des sols de la commune en 2018 (CLC).

L'occupation des sols de la commune, telle qu'elle ressort de la base de données européenne d’occupation biophysique des sols Corine Land Cover (CLC), est marquée par l'importance des territoires artificialisés (37,1 % en 2018), en augmentation par rapport à 1990 (30,8 %). La répartition détaillée en 2018 est la suivante :
zones urbanisées (25,4 %), milieux à végétation arbustive et/ou herbacée (24,8 %), zones agricoles hétérogènes (13,5 %), cultures permanentes (10,1 %), forêts (9,8 %), zones industrielles ou commerciales et réseaux de communication (9,1 %), terres arables (2,5 %), espaces verts artificialisés, non agricoles (2,3 %), espaces ouverts, sans ou avec peu de végétation (1,2 %), prairies (1 %), mines, décharges et chantiers (0,4 %). L'évolution de l’occupation des sols de la commune et de ses infrastructures peut être observée sur les différentes représentations cartographiques du territoire : la carte de Cassini (XVIIIe siècle), la carte d'état-major (1820-1866) et les cartes ou photos aériennes de l'IGN pour la période actuelle (1950 à aujourd'hui).

### Logement
La commune comptait 80 676 logements en 2014, avec 70 786 résidences principales, 3 468 résidences secondaires ou occasionnelles, et 6 422 logements vacants. Le nombre de logements HLM loués vides était 13 505 ou 19,1 % des logements à Nîmes, juste sous le seuil minimum légal de 20 % déterminé par la loi SRU.

### Morphologie urbaine
La ville s’est développée à partir de l’Écusson, son centre historique contenu à l’intérieur d’une enceinte constituée par de larges boulevards, eux-mêmes aménagés sur l'emplacement des anciens remparts médiévaux. Ces boulevards sont ombragés par des doubles alignements d'arbres séculaires (micocouliers et platanes). L’Écusson médiéval, secteur protégé par le PSMV (plan de sauvegarde et de mise en valeur), dense et saturé avec ses places et placettes, son dédale de rues étroites, commerçantes et ombragées, propices à la flânerie, recèle de trésors architecturaux, hôtels particuliers érigés entre le XVIe et le XIXe siècle, hôtel de ville du XVIIIe siècle, cathédrale, chapelles, façades, dont la plupart a été récemment mise en valeur et constitue un ensemble architectural fort intéressant.
Au nord-ouest de l'Écusson, la Maison carrée, monument romain deux fois millénaire, côtoie le Carré d'art, œuvre de verre de Norman Foster qui abrite le musée d'art contemporain et la bibliothèque municipale. La pointe méridionale de l'Écusson s’ouvre sur le monument le plus emblématique de la ville, l'amphithéâtre romain ou arènes. Au sud-est de ce dernier s'ouvre l'esplanade Charles-de-Gaulle, ornée en son centre de la monumentale fontaine Pradier et prolongée jusqu’à la gare ferroviaire par la monumentale avenue Feuchères. Dans ces quartiers du XIXe siècle, se localisent le palais de justice, l’église Sainte-Perpétue et Sainte-Félicité, l'hôtel de la préfecture ou encore l'hôtel Silhol, qui accueille le tribunal administratif. Ce bel ordonnancement architectural est fermé au sud par la façade particulièrement monumentale de la gare de Nîmes (1844) qui lui fait face. La voie ferrée posée en hauteur sur un viaduc long de plus de 2 km, dont la plupart des grandes arcades sont bouchées créant ainsi une sorte de « muraille », traverse en son centre la ville d'est en ouest.
Ce secteur a fait l'objet d'aménagements dans le cadre du programme « Arènes-Esplanade-Feuchères », achevé en 2013. Dès 2007, ce programme débute avec la reminéralisation du parvis des arènes. Puis, en 2009, la ville lance de nouveaux travaux afin de rajeunir l'entrée de son cœur historique. L'esplanade Charles-de-Gaulle entame alors sa métamorphose, avec l'aménagement de nouveaux accès pour le parking souterrain des arènes et l'apparition de tout nouveaux espaces verts. Les travaux sur l'Esplanade se sont terminés en avril 2012. À cela s'ajoute une troisième restructuration, celle de l'avenue Feuchères, qui, entièrement restaurée, accueille depuis 2013 plus d'un hectare de végétation avec un petit canal à la manière de celui de la place d'Assas. Ce projet a cherché à réunir trois espaces distincts en un seul. Plusieurs artères (dont la rue de la République) ont également été réaménagées à la fin des années 2000 lors de la création de la ligne T1 du bus à haut niveau de service.

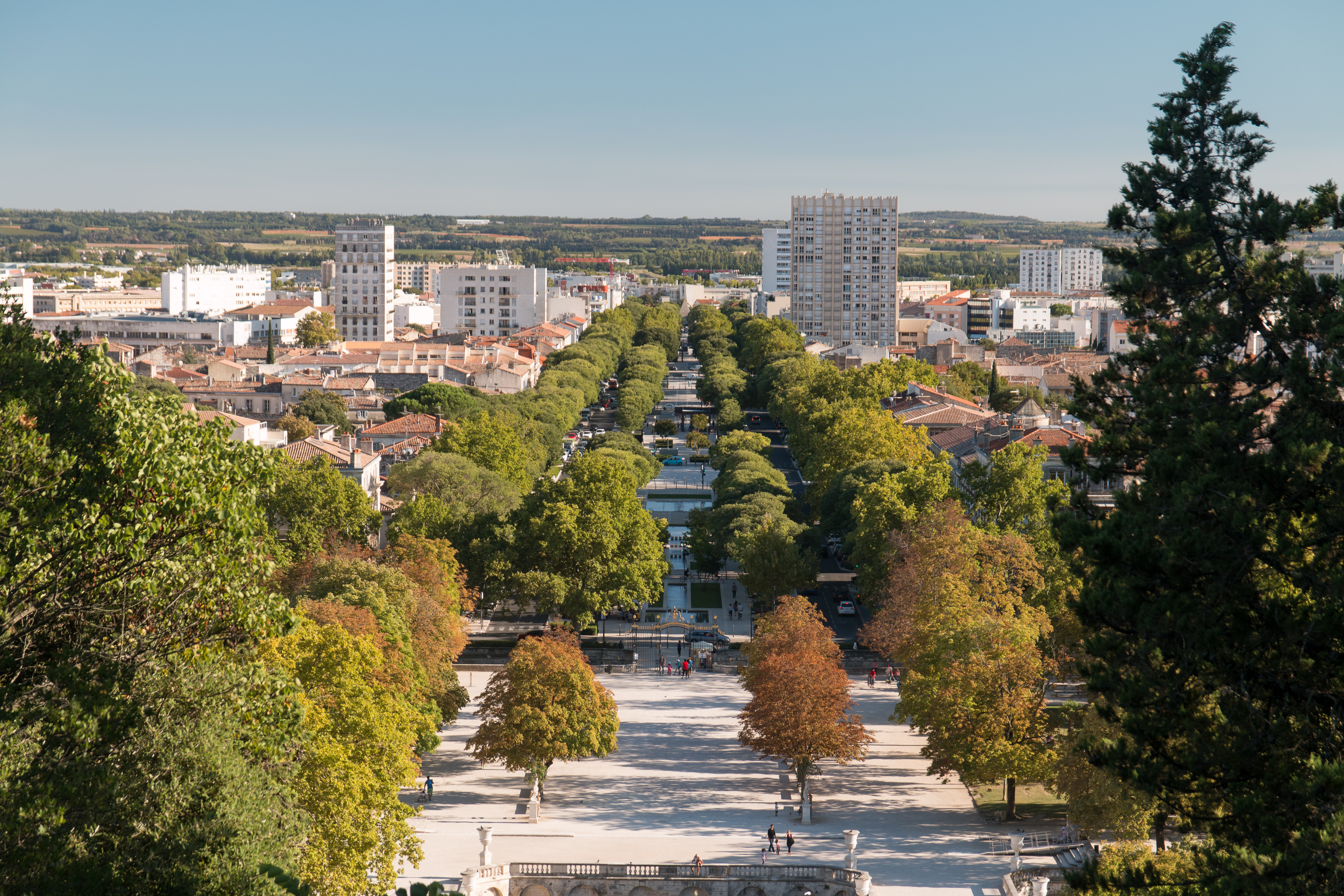
Vue sur l'avenue Jean-Jaurès depuis les jardins de la Fontaine.

En se développant vers l'ouest, la ville a ouvert de larges et longues artères. L'avenue Jean-Jaurès ou les « allées Jaurès », la plus longue (1,8 km pour environ 60 m de large), orientée nord-sud, s'étire des immeubles du Forum-Camargue au sud jusqu'aux grilles des jardins de la Fontaine au nord, avec en ligne de mire la tour Magne. Cette avenue a connu de 2009 à 2013 une restructuration complète de sa voirie et une modernisation de son design urbain. Ces nouvelles allées ont été redessinées par Jean-Michel Wilmotte.
L'espace urbain nîmois s’est donc développé d’une façon relativement dissymétrique. Le centre urbain posé au pied des reliefs s’est moins développé au nord, en s’adossant aux petites collines qui montent en gradin sur les garrigues, tandis qu’il s’étalait plus facilement vers l’ouest débordant les collines de Valdegour et de Pissevin et au sud sur la plaine du Vistre en délaissant quelque peu le secteur est. La ville en elle-même s'étend sur près de 10 km de longueur pour une largeur n'excédant pas 2 à 5 km. Pour faire face à la poussée urbaine et démographique, la ville autorise ou lance de nombreuses opérations immobilières, résidences ou zone d'aménagement concerté (ZAC) et accepte l'ajout d'un étage aux immeubles dans certains quartiers, même en centre-ville.

### Aménagements urbains en cours ou prévus

#### Requalification urbaine en centre-ville
Depuis le milieu des années 2000, le centre-ville a connu des vagues successives de requalification urbain et continue à transformer des secteurs urbains anciens, telles que les place du Chapitre, Montcalm, les places du Griffe à Saint-Césaire, la percée Clérisseau, l'îlot Corcomaire, le square Antonin ainsi que les places Saint-Baudile, Saint-Charles, Questel et Saint-Paul qui bordent les boulevards qui ceinturent « l’Écusson médiéval ».
Ces derniers travaux se sont déroulés dans le cadre du prolongement de Tango+, le réseau de bus à haut niveau de service autour de l’Écusson.
À ces travaux s'ajoute également la construction de l'immeuble La Porte Romaine face à l'antique porte d'Auguste et à proximité de l'église Saint-Baudile, par le cabinet Norman Foster inauguré en 2015.

#### Musée de la Romanité et autres projets culturels
Nîmes renoue également avec la « tradition » des nouvelles constructions à but culturel en vogue dans les années 1980-1990 avec l'ouverture du musée de la Romanité en 2018, situé face à l'amphithéâtre romain et conçu par les architectes Elizabeth de Portzamparc et Christian de Portzamparc.
La ville souhaite enfin construire un palais des congrès d'une capacité de 800 places et créer un Institut de formation des métiers et de l'artisanat, juste à côté de l'actuelle chambre des métiers. Cet édifice d'une superficie de 6 500 m2 fera partie intégrante du futur projet d'université régionale des métiers. Ce projet doit se concrétiser pour 2026.

#### Écoquartier Hoche-Sernam et Triangle de la Gare
Dans le nouvel écoquartier qui sort de terre autour de l'ancien hôpital Gaston-Doumergue et la réhabilitation de l'ancien hôpital du XIXe siècle, la ville a aménagé un nouveau site universitaire pour l'université de Nîmes : le site Hoche, qui accuille notamment l'unifop ainsi que plusieurs centaines de logements étudiants.
À ces grands chantiers s'ajoute également celui du Triangle de la gare, en construction depuis 2007 entre la gare de Nîmes, le boulevard Natoire et l'avenue du général Leclerc. Soumis à de vifs débats, le réaménagement de cet espace vise à prolonger vers le sud la nouvelle avenue Feuchères. Il accueille de nouveaux logements, des bureaux, des locaux commerciaux de même qu'un cinéma depuis 2017. Le dernier aménagement de ce quartier se réalisera en 2023 avec la construction d'un dernier bâtiment à usage variés dont 89 logements.

#### Nouveau programme national de renouvellement urbain
Nîmes compte aussi des zones de grands ensembles populaires très vieillissants comme à l'Est avec les zones du Chemin-bas d'Avignon et à l'ouest, sur les collines, de Valdegour et de Pissevin, devenues des îlots de précarité comportant des immeubles vieillissants qui ne répondent plus aux normes de vie.
L'agglomération de Nîmes Métropole fait ainsi l'objet de l'aide nationale du NPNRU financée en partie par le plan européen France Relance de même que le plan du gouvernement France 2030 pour lancer un vaste programme de modernisation, de désenclavement et de réhabilitation de ces quartiers,.

### Risques majeurs
Le territoire de la commune de Nîmes est vulnérable à différents aléas naturels : météorologiques (tempête, orage, neige, grand froid, canicule ou sécheresse), inondations, feux de forêts et séisme (sismicité faible). Il est également exposé à deux risques technologiques, le transport de matières dangereuses et le risque industriel. Un site publié par le BRGM permet d'évaluer simplement et rapidement les risques d'un bien localisé soit par son adresse soit par le numéro de sa parcelle.

#### Risques naturels
La commune fait partie du territoire à risques importants d'inondation (TRI) de Nîmes, regroupant 20 communes soumises aux aléas de ruissellement pour la commune de Nîmes et de débordements de cours d’eau, notamment du Vistre, d'un de ses affluents, le Rhôny, et plus à la marge du Rhône, à l’aval, un des 31 TRI qui ont été arrêtés fin 2012 sur le bassin Rhône-Méditerranée. Les événements significatifs passés relatifs au Vistre sont des crues rapides et violentes, qui causent d’importants dégâts, voire des pertes humaines en novembre 1963, 3 octobre 1988, 9 septembre 2002, décembre 2003, septembre 2005, octobre 2014, septembre 2021, septembre 2022 notamment. Concernant le Rhôny, les principales crues recensées à Codognan ont eu lieu en 1845, 1907, 1933, 1938, 1945, 1958, 1963, 1976, 1977, 1987 et surtout en octobre 1988 sans oublier octobre 2014 et septembre 2021. Celle de 1988 est la plus importante et marquante pour la population nîmoise. Des cartes des surfaces inondables ont été établies pour trois scénarios : fréquent (crue de temps de retour de 10 ans à 30 ans), moyen (temps de retour de 100 ans à 300 ans) et extrême (temps de retour de l'ordre de 1 000 ans, qui met en défaut tout système de protection),. La commune a été reconnue en état de catastrophe naturelle au titre des dommages causés par les inondations et coulées de boue survenues en 1982, 1983, 1987, 1988, 1994, 1998, 2003, 2005, 2014, 2018 et 2021,.

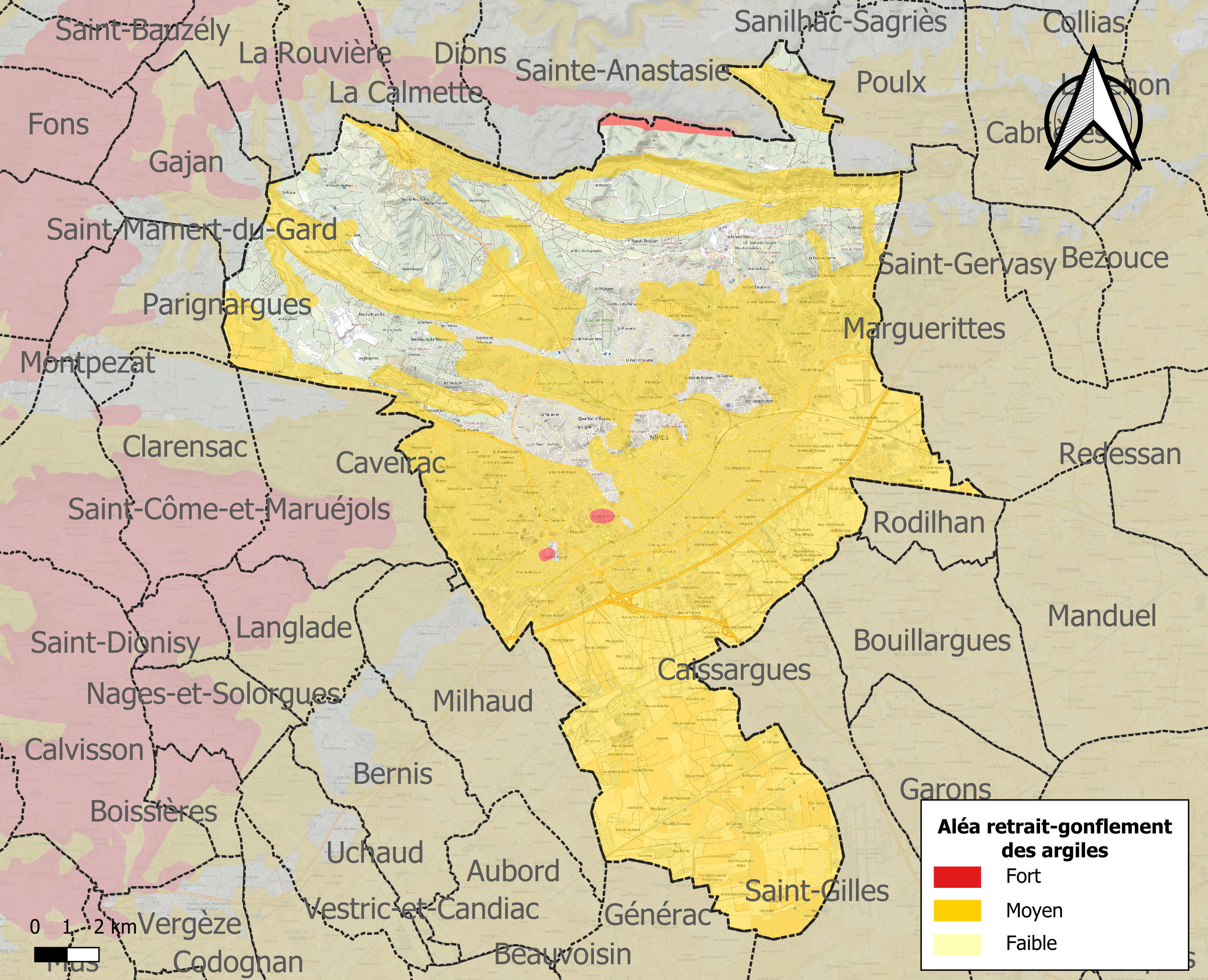
Carte des zones d'aléa retrait-gonflement des sols argileux de Nîmes.

Le retrait-gonflement des sols argileux est susceptible d'engendrer des dommages importants aux bâtiments en cas d’alternance de périodes de sécheresse et de pluie. 72,2 % de la superficie communale est en aléa moyen ou fort (67,5 % au niveau départemental et 48,5 % au niveau national). Sur les 23 261 bâtiments dénombrés sur la commune en 2019, 18120 sont en aléa moyen ou fort, soit 78 %, à comparer aux 90 % au niveau départemental et 54 % au niveau national. Une cartographie de l'exposition du territoire national au retrait gonflement des sols argileux est disponible sur le site du BRGM,.
Par ailleurs, afin de mieux appréhender le risque d’affaissement de terrain, l'inventaire national des cavités souterraines permet de localiser celles situées sur la commune.
Concernant les mouvements de terrains, la commune a été reconnue en état de catastrophe naturelle au titre des dommages causés par la sécheresse en 2007, 2012, 2017, 2018 et 2019 et par des mouvements de terrain en 1983.

#### Risques technologiques
La commune est exposée au risque industriel du fait de la présence sur son territoire d'une entreprise soumise à la directive européenne SEVESO.
Le risque de transport de matières dangereuses sur la commune est lié à sa traversée par des infrastructures routières ou ferroviaires importantes ou la présence d'une canalisation de transport d'hydrocarbures. Un accident se produisant sur de telles infrastructures est en effet susceptible d’avoir des effets graves au bâti ou aux personnes jusqu’à 350 m, selon la nature du matériau transporté. Des dispositions d’urbanisme peuvent être préconisées en conséquence.

## Toponymie
Le nom de la ville dérive du latin  Nemausus qui devint en occitan médiéval Nimes ou Nemze, puis en occitan moderne Nimes, puis en français Nîmes. La légende veut que l’origine de la ville soit attribuée à Nemausus, un des fils d’Hercule héros éponyme de Nîmes. Étymologiquement Nemausus pourrait trouver son origine dans le mot celtique nem, qui signifie lieu consacré et que l'on retrouve dans nemeto(n), enclos sacré, temple, suivi du suffixe gaulois -ausu.

## Histoire

### Antiquité

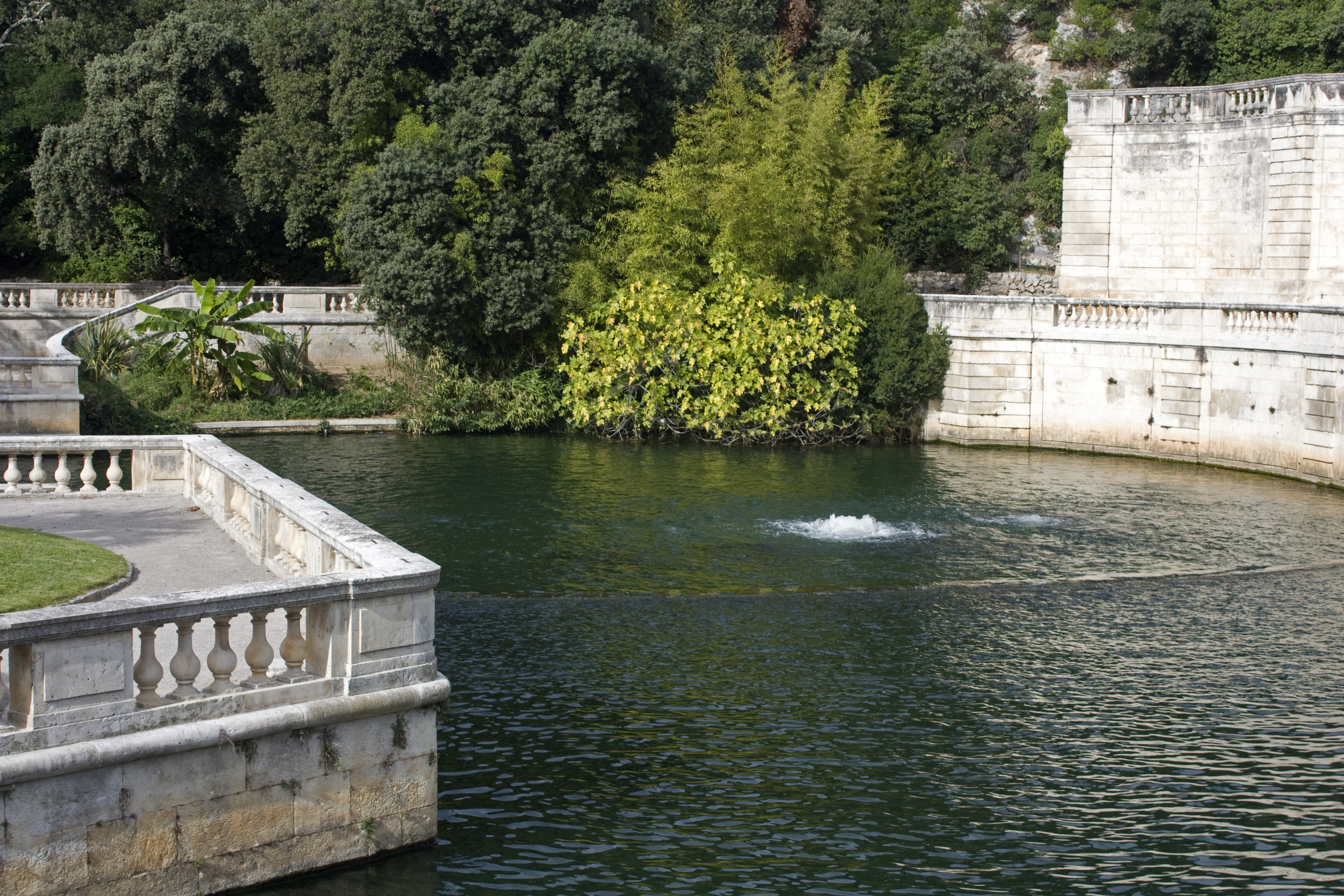
La source de la Fontaine.

#### Époque pré-romaine
Strabon et Pline rapportent qu’une peuplade celte se serait établie dans la région et aurait fondé, sur le territoire de la ville de Nîmes, l’antique capitale des Volques Arécomiques. Cette dernière devint maîtresse de vingt-quatre bourgs considérables. Durant l'âge du fer (VIIIe – IIe siècles av. J.-C.), sous le possible toponyme de Namausikabo,, se constitue l'un des principaux oppida de la Celtique méditerranéenne.
À Nîmes, les Volques Arécomiques s'installent près de la source de la Fontaine. Là, au pied du mont Cavalier, un sanctuaire se crée et la source est divinisée. C'est à cette époque qu'est notamment édifiée la tour Magne, au sommet du mont Cavalier, qui sera plus tard intégrée à l'enceinte romaine.

#### Époque romaine
La victoire remportée sur les Arvernes par Cnaeus Domitius Ahenobarbus et Quintus Fabius Maximus, en 121 av. J.-C., décida du sort de la ville. En effet, l’inquiétude que leur causaient leurs turbulents voisins engagea les Volques à s'offrir d'eux-mêmes aux Romains et à se mettre sous leur protection. Cela ne leur permit pas pour autant d’échapper aux dévastations causées par l’irruption des Cimbres et des Teutons. La colonie fondée par Octave Auguste sous la direction de Marcus Vipsanius Agrippa ne fut définitivement organisée qu’en l’an 27 av. J.-C..
Avers : deux têtes adossées, à droite celle d'Auguste nue et à gauche celle d'Agrippa avec la Couronne rostrale d'or suprême récompense pour ses exploits militaires.
Avec en exergue les inscriptions : « IMP P P DIVI F » (« IMPerator DIVI Filius Pater Patriæ », Emperor).
La Colonia Augusta Nemausus est dotée de nombreux monuments et d’une enceinte de 6 km de long, enfermant la troisième superficie urbaine des Gaules (provinces de Germanie incluses), 220 ha.
Vers la fin du IIIe siècle, le christianisme commença son histoire en 287 à Nîmes avec saint Baudile. Au début du Ve siècle (407-408), une invasion des Vandales avec Chrocus à leur tête apporta son lot de dévastations dans la colonie qui vit disparaître, entre autres, la basilique élevée en l’honneur de Plotine.
En 333, l'anonyme de Bordeaux, sur la route de Jérusalem, s'y arrêta et nota sur son itinéraire : Civitas Nemauso.
En 2016 est officialisée la découverte de ce qui aurait été la première église de Nîmes, construite au Ve siècle, avec approximativement 130 tombes.

### Moyen Âge

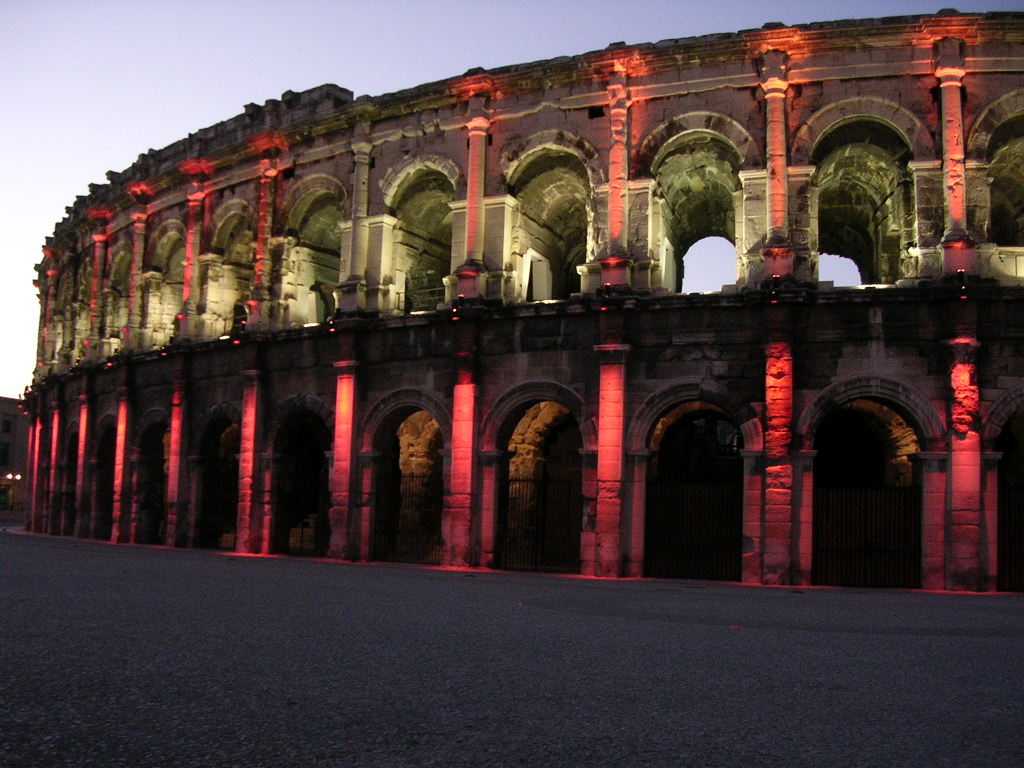
Les arènes en habit de lumière.

#### Grandes invasions
En 472, aux Vandales succédèrent les Wisigoths. Aux Wisigoths succédèrent les Arabo-musulmans du califat omeyyade (appelés "Sarrasins" par les occidentaux de ce temps) qui, après avoir franchi les Pyrénées en 719, prennent Nîmes en 725, comme en témoignent les sépultures exceptionnelles découvertes dans la ville en 2007,.
De Nîmes partit un raid musulman en direction de la ville d'Autun, qui fut ravagée le 22 août 725. Les Omeyyades demeurèrent dans la région jusqu'à sa reconquête par Charles Martel en 737, les divers combats de ces rudes époques entraînant de très grands dommages à la cité.
Ce fut certainement pendant ce temps que l’amphithéâtre fut converti en citadelle.
Reprise par les Sarrasins, avec plusieurs autres communes voisines, la ville fut définitivement libérée[réf. souhaitée] en 752 par Pépin le Bref, grâce à l'action d'un seigneur goth du nom d’Ansemond, qui se plaça sous la protection du nouveau roi franc. Néanmoins, Ansemond fut tué par un groupe wisigoth rival. Un soulèvement eut lieu à Nîmes en 754, lequel fut rapidement réprimé par le roi, qui imposa le comte franc Radulfe.
En 892, le comté de Nîmes passa dans la maison des comtes de Toulouse, puis aux Trencavels, vicomtes d'Albi, qui restèrent néanmoins soumis à la suzeraineté des comtes de Toulouse, avant de revenir en 1181 sous l’autorité directe des comtes de Toulouse. En 925, la ville eut à subir de nouvelles désolations : les Normands et les Hongrois la traversèrent et en emportèrent quelques lambeaux.

#### Moyen Âge tardif
En 1226, les Nîmois, à l’approche de Louis VIII en croisade contre les Albigeois, se soumirent volontairement. Le roi en profita pour réunir la ville au domaine royal (sénéchaussée de Nîmes-Beaucaire). Le traité fut passé le 12 avril 1229.
Au XIIe siècle, la ville avait déjà perdu son unité matérielle et formait deux quartiers indépendants. D'un côté, l’amphithéâtre romain devenu forteresse (le castrum arenarum, occupé par la noblesse qui en avait la garde sous le titre de Chevaliers des arènes). De l'autre, le reste de la cité occupé par la population. En 1378, le consulat sortait presque tout entier des rangs de la bourgeoisie. Les chevaliers quittèrent peu à peu les arènes en abandonnant aux bourgeois une partie de leurs privilèges municipaux. En 1390, la population entière des arènes avait disparu et avec elle son consulat.
La fin du XIVe siècle voit une ville qui, si elle n'est plus menacée par les Anglais ni les routiers, n’en est pas moins épuisée par les tailles et les pestes. Elle eut à disputer le peu de substance qui lui restait à l’avidité fiscale d’abord du duc d’Anjou, puis du duc de Berry, frère du duc d’Anjou nommé gouverneur du Languedoc. La résistance que la ville opposa à la rapacité du duc donna naissance en 1382 à une jacquerie locale que l'on nomma « Tuchinat » et dont les protagonistes étaient qualifiés de Tuchins.
L'histoire de Nîmes pendant la première moitié du XVe siècle s'inscrit comme une triste continuation de celle du XIVe siècle, sans compter les calamités climatiques qui dévastèrent la ville. La peste, qui trouvait une proie facile sur une population déjà malade, faible et mal nourrie, y sévit trois fois en dix ans (1448, 1455 et 1459).

### Époque moderne

#### Guerres de religion

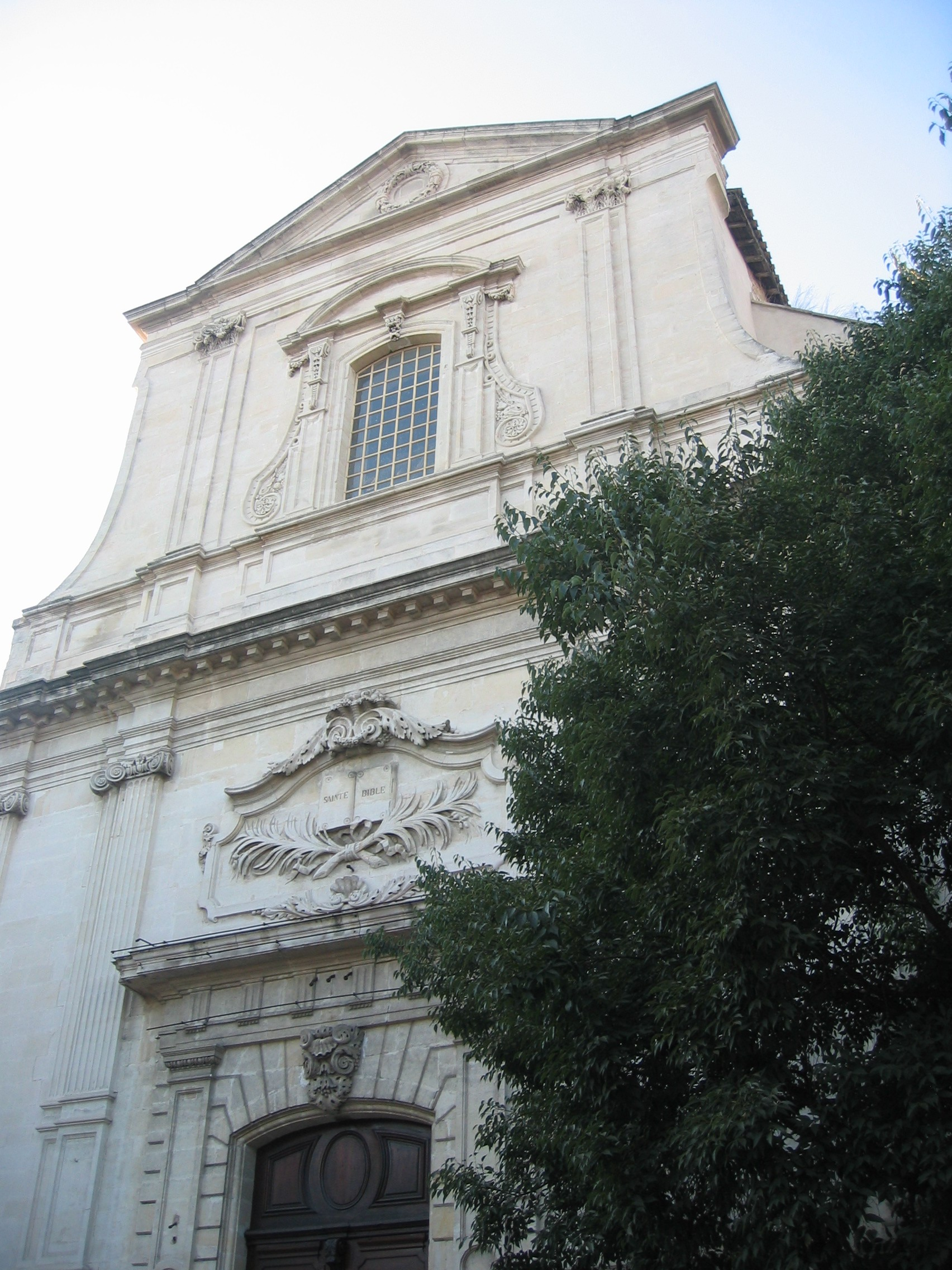
Le Grand temple.

Au XVIe siècle la situation de la ville s’améliora sensiblement. En 1533 elle fit un accueil magnifique au roi François Ier et mérita l’établissement de son université par lettres patentes datées de mai 1539. Très vite, Nîmes devint un foyer des plus actifs du calvinisme et les désaccords entre catholiques et protestants furent courants, se partageant le pouvoir soit de manière consensuelle, soit de manière forcée et violente.
Le 29 septembre 1567, le jour de la Saint-Michel, a lieu la Michelade par laquelle des protestants assassinent près de 90 clercs catholiques. En 1569, la ville, fortement gardée par les troupes catholiques, fut prise par un coup d'audace des huguenots, commandés par Nicolas Calvière. En effet, ceux-ci parvinrent à s'introduire par les égouts.
Si l’édit de Nantes apporta une relative tranquillité, sa révocation en octobre 1685, à la suite des pressions violentes des Réformés, fut suivie de restrictions à l'encontre des protestants. Les réformés ne pouvaient éduquer leurs enfants dans la religion calviniste, leurs inhumations étaient interdites dans les cimetières paroissiaux, leurs cultes encadrés et limités et ils se voyaient refuser toute fonction publique. C'est logiquement qu'en 1702, à la suite de l'assassinat de l'abbé du Chayla, commença la guerre des Cévennes, dénommée également guerre des Camisards, où de simples paysans et des bourgeois, fanatisés, se battirent contre les dragons du roi. L'équivalent du territoire actuel du Gard fut touché par ce conflit et Nîmes vit se reproduire, le 1er avril 1703, des tueries de Protestants contre Catholiques et vice versa comme celle du massacre du moulin de l’Agau où les troupes catholiques du maréchal de Montrevel engagèrent des répressions contre des Protestants.
La première moitié du XVIIIe siècle ne voyait pas encore l'avènement d'une véritable entente. Celle-ci fut véritablement acquise en 1789 avec la Révolution française et la Déclaration des droits de l'homme et du citoyen, dont l'un des auteurs, Rabaut-Saint-Étienne, est un pasteur nîmois anticlérical (il est notamment l'auteur de l'article garantissant la liberté de culte). Cependant, la Révolution provoqua de derniers affrontements. Catholiques, proches des royalistes, et protestants, proches des idées révolutionnaires, se livrèrent, du 13 au 16 juin 1790, à des combats meurtriers désignés sous le nom de « bagarre de Nîmes ».

#### Essor économique
Dans le domaine économique, c'est à la Renaissance, puis aux XVIIIe et XIXe siècles que Nîmes connaît un essor impressionnant, lorsque se développent de grandes manufactures de tissus. Dès 1552, le conseil municipal installe un grand marché de la viande et subventionne l'installation d'une usine de douilles, puis en 1557 il fait venir à Nîmes des soyeux italiens qui vont développer l'industrie de la soie, au moment où Olivier de Serres et le jardinier François Traucat, développent la culture du ver à soie. La ville finance un an plus tard la création d'une manufacture de soie par Pierre Dupont. Vers 1680, le métier à tisser les bas est introduit à Nîmes. On attribue cette importation à Simon-Pierre Grizot,.

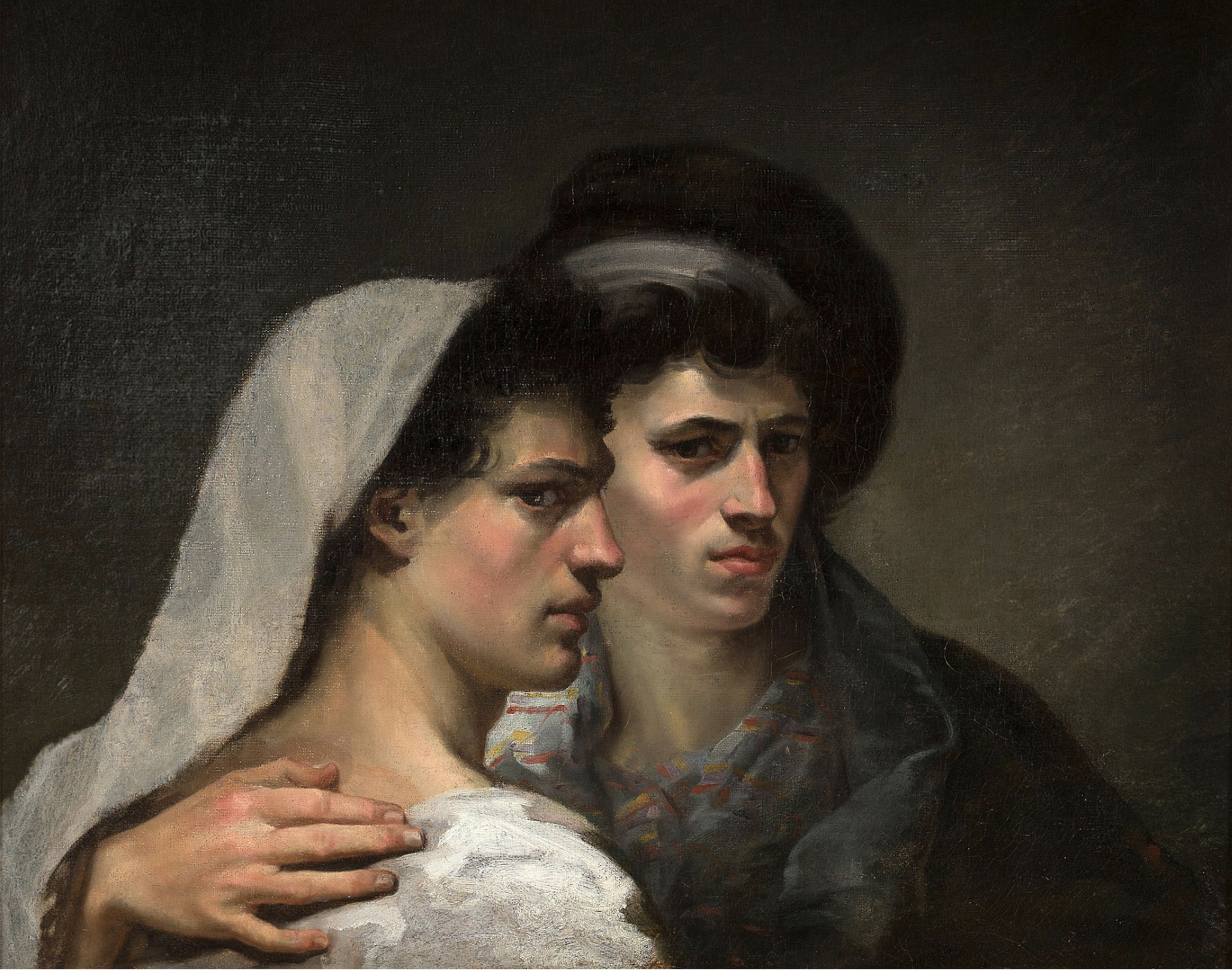
Xavier Sigalon, Deux portefaix de Nîmes, vers 1831.

Nîmes, cité manufacturière vouée au textile et place commerciale importante, devient une plaque tournante ferroviaire essentielle lors de la mise en place du réseau de chemin de fer dès les années 1830-1840. Mais la concurrence lyonnaise est rude durant la deuxième moitié du XIXe siècle et la bourgeoisie nîmoise réinvestit les capitaux du textile dans la banque ou la vini-viticulture. La culture de la vigne est facilitée par la construction du canal du Midi (dès le XVIIe siècle) et surtout sa liaison avec le Rhône, par Sète (XIXe siècle). Le transport du vin est aussi grandement favorisé par l'apparition du chemin de fer à Nîmes dès 1839. On notera cependant le coup rude porté aux activités vinicoles par la terrible crise liée au phylloxéra à partir de 1872.

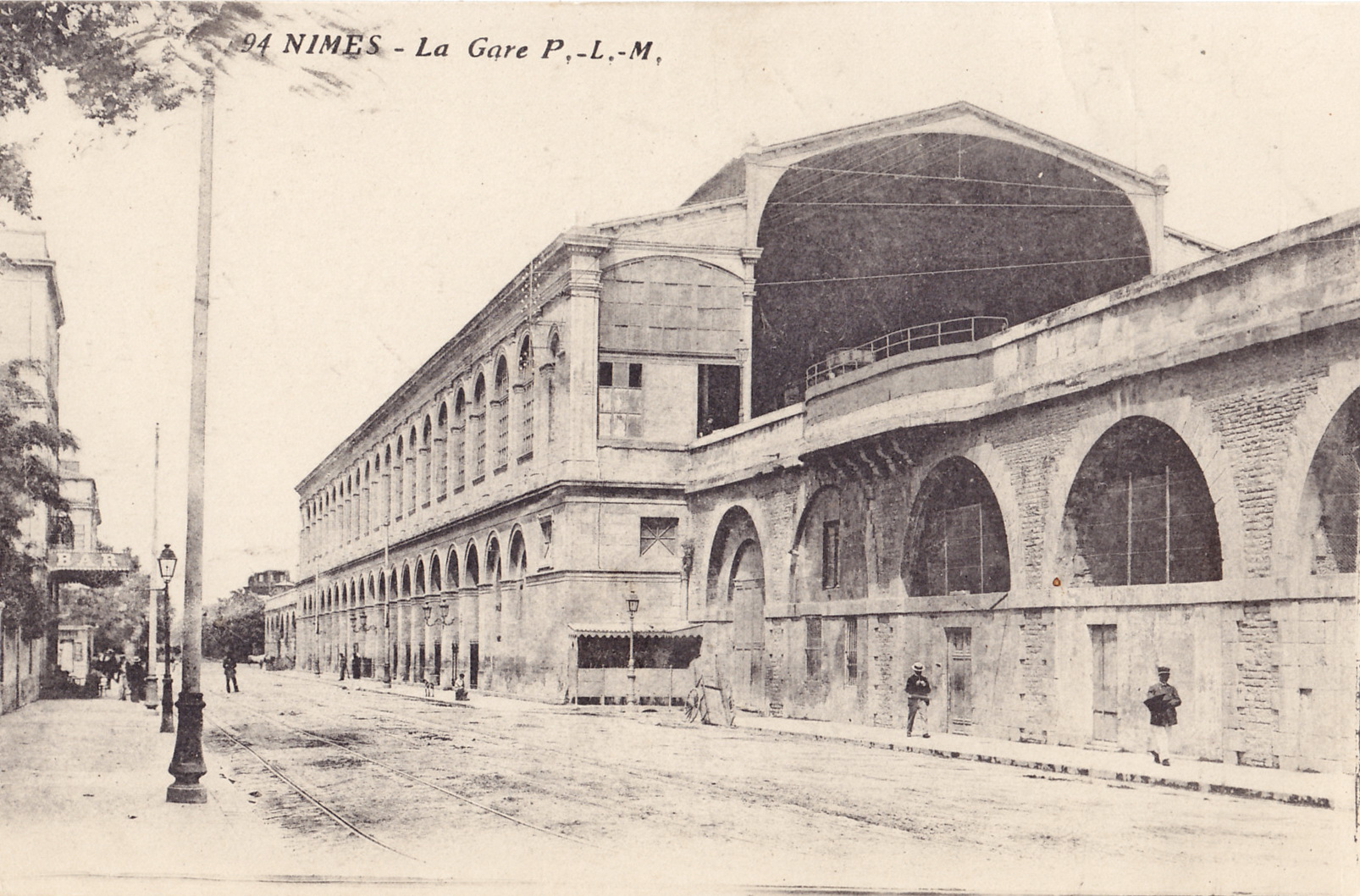
Nîmes est raccordé au chemin de fer dès 1839.
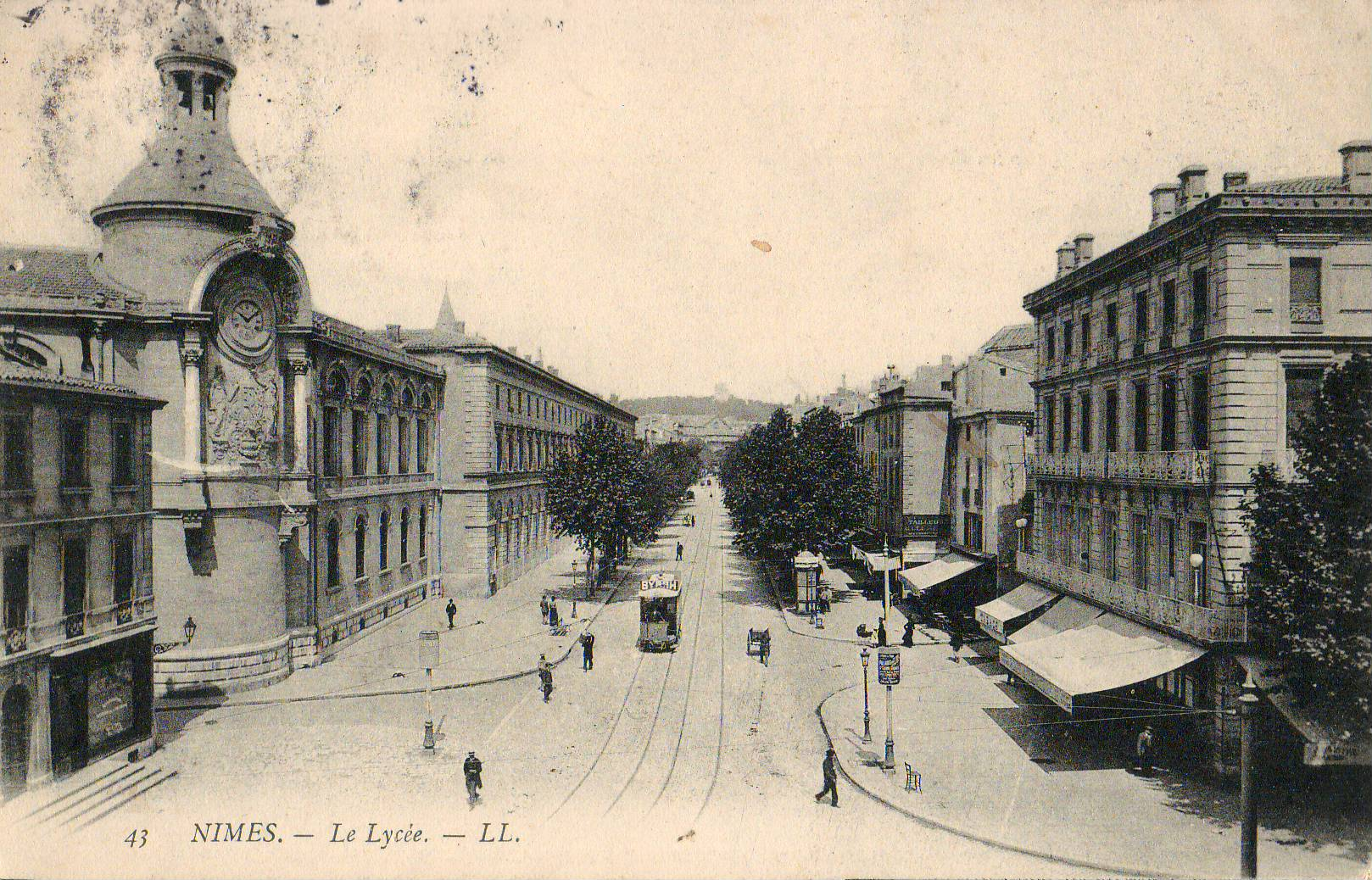
Le tramway de Nîmes a desservi la ville de 1880 à 1951.

### Époque contemporaine

#### XXesiècle
Le 27 mai 1944, quatre vagues de bombardiers américains Consolidated B-24 Liberator larguent plus de 450 bombes visant la gare de marchandises. Le bilan sera de 271 morts, 289 blessés, 443 immeubles détruits et 5 000 sinistrés. Seront notamment détruits ou gravement endommagés : la caserne des pompiers de la place de l’Écluse, l’École ménagère de la rue Notre-Dame, l’imprimerie Notre-Dame-le-Carmel, le monastère des carmélites, l’hôpital Gaston-Doumergue, la clinique des Franciscaines et les salles du presbytère de Jeanne-d’Arc.
Le bombardement était une des préparations pour le Débarquement de Provence à partir du 15 août 1944.

## Politique et administration

### Tendances politiques et résultats

#### Récapitulatif de résultats électoraux récents
| Scrutin              | 1er tour | 1er tour | 1er tour | 1er tour | 1er tour | 1er tour | 1er tour | 1er tour | 1er tour | 1er tour | 1er tour | 1er tour | 2d tour     | 2d tour     | 2d tour     | 2d tour     | 2d tour     | 2d tour     | 2d tour     | 2d tour     | 2d tour     | 2d tour     | 2d tour     | 2d tour     |
| Scrutin              | 1er      | 1er      | %        | 2e       | 2e       | %        | 3e       | 3e       | %        | 4e       | 4e       | %        | 1er         | 1er         | %           | 2e          | 2e          | %           | 3e          | 3e          | %           | 4e          | 4e          | %           |
| -------------------- | -------- | -------- | -------- | -------- | -------- | -------- | -------- | -------- | -------- | -------- | -------- | -------- | ----------- | ----------- | ----------- | ----------- | ----------- | ----------- | ----------- | ----------- | ----------- | ----------- | ----------- | ----------- |
| Municipales 2014     |          | UCD      | 37,18    |          | FN       | 21,77    |          | PS       | 14,73    |          | FG       | 12,04    |             | UCD         | 46,80       |             | FN          | 24,42       |             | FG          | 14,84       |             | PS          | 13,94       |
| Européennes 2014     |          | FN       | 26,16    |          | UMP      | 23,30    |          | PS       | 11,61    |          | EELV     | 10,77    | Tour unique | Tour unique | Tour unique | Tour unique | Tour unique | Tour unique | Tour unique | Tour unique | Tour unique | Tour unique | Tour unique | Tour unique |
| Régionales 2015      |          | FN       | 33,49    |          | UCD      | 21,80    |          | PS       | 18,93    |          | EELV     | 11,31    |             | UGE         | 42,01       |             | FN          | 34,94       |             | UCD         | 23,05       | Pas de 4e   | Pas de 4e   | Pas de 4e   |
| Présidentielles 2017 |          | LFI      | 23,99    |          | FN       | 21,56    |          | EM       | 21,31    |          | LR       | 20,32    |             | EM          | 65,28       |             | FN          | 34,72       | Pas de 3e   | Pas de 3e   | Pas de 3e   | Pas de 4e   | Pas de 4e   | Pas de 4e   |
| Européennes 2019     |          | RN       | 24,43    |          | LREM     | 21,64    |          | EELV     | 13,11    |          | LR       | 9,94     | Tour unique | Tour unique | Tour unique | Tour unique | Tour unique | Tour unique | Tour unique | Tour unique | Tour unique | Tour unique | Tour unique | Tour unique |
| Municipales 2020     |          | LR       | 34,35    |          | PCF      | 15,68    |          | UC       | 15,73    |          | RN       | 14,34    |             | LR          | 41,96       |             | PCF         | 26,47       |             | UC          | 18,62       |             | RN          | 12,92       |
| Régionales 2021      |          | PS       | 34,13    |          | RN       | 25,76    |          | LR       | 14,20    |          | EELV     | 8,69     |             | PS          | 54,18       |             | RN          | 26,57       |             | LR          | 19,25       | Pas de 4e   | Pas de 4e   | Pas de 4e   |
| Présidentielles 2022 |          | LFI      | 28,68    |          | LREM     | 23,21    |          | RN       | 20,14    |          | REC      | 9,86     |             | LREM        | 60,05       |             | RN          | 39,95       | Pas de 3e   | Pas de 3e   | Pas de 3e   | Pas de 4e   | Pas de 4e   | Pas de 4e   |

##### Européennes
Lors des élections européennes de 2014, le Front national arrive en tête dans la ville. La liste conduite par Louis Aliot recueille 26,16 % des suffrages, devant la liste UMP de Michèle Alliot-Marie qui obtient 23,3 % et devant la liste PS loin derrière avec 11,61 %.

#### Élections locales

##### Municipales
En 2014, le maire sortant Jean-Paul Fournier est réélu au second tour avec 46,80 % des suffrages lors d'une quadrangulaire l'opposant au Front national (qui recueille 24,41 % des voix), au Front de gauche (qui en obtient 14,83 %) et au Parti socialiste de la député Françoise Dumas (13,94 %).
La liste menée par Jean-Paul Fournier est élue après une élection qui fut reportée à cause de la pandémie mondiale qui sévissait alors.

### Administration municipale
Le conseil municipal actuel de la ville de Nîmes est présenté dans le tableau ci-dessous.
Conseil municipal de Nîmes (2020-)

### Liste des maires
Depuis 1945, six maires se sont succédé à Nîmes. Le tableau ci-dessous en présente la liste.
| Période      | Période   | Identité           | Étiquette        | Qualité |
| ------------ | --------- | ------------------ | ---------------- | --- |
| 1945         | 1947      | Léon Vergnole      | PCF              | Sénateur du Gard Conseiller général |
| octobre 1947 | mars 1965 | Edgar Tailhades    | SFIO             | Sénateur du Gard |
| mars 1965    | mars 1983 | Émile Jourdan      | PCF              | Député (1973-1986) Conseiller général (1967-1973)                                                                                        |
| mars 1983    | juin 1995 | Jean Bousquet      | UDF-RAD          | Député (1986-1997) |
| juin 1995    | mars 2001 | Alain Clary        | PCF              | Député (1997-2002) Conseiller général du canton de Nîmes-3 (2004-2011)                                                                   |
| mars 2001    | En cours  | Jean-Paul Fournier | RPR, UMP puis LR | Sénateur du Gard (2008-2017) Conseiller général (1988-2008) du canton de Nîmes-1 Conseiller régional du Languedoc-Roussillon (1986-2001) |

### Situation administrative

#### Cantons
Depuis le redécoupage cantonal de 2014, Nîmes est divisée en cinq cantons dont 4 ont pour bureau centralisateur la ville de Nîmes. Les anciens cantons de Nîmes-5 et Nîmes-6 sont intégrés au nouveau découpage nîmois tandis que la partie de la commune située dans l'ancien canton de La Vistrenque est intégrée au canton de Saint-Gilles.
| Les cinq cantons de Nîmes                                                                             | Les cinq cantons de Nîmes                                                                                | Les cinq cantons de Nîmes                                                                                          | Les cinq cantons de Nîmes                                                                                         | Les cinq cantons de Nîmes |
| --- | --- | --- | --- | --- |
| Canton de Nîmes-1 36 504 habitants Conseillers départementaux Julien Plantier (LR) Sophie Roulle (LR) | Canton de Nîmes-2 38 081 habitants Conseillers départementaux Christian Bastid (PCF) Amal Couvreur (PCF) | Canton de Nîmes-3 37 503 habitants Conseillers départementaux Dominique Andrieu-Bonnet (EELV) Vincent Bouget (PCF) | Canton de Nîmes-4 38 040 habitants Conseillers départementaux Véronique Gardeur-Bancel (UD) Richard Tiberino (UD) | Canton de Saint-Gilles 482 habitants (uniquement la partie nîmoise) Conseillers départementaux Huguette Sartre (UD) Eddy Valadier (UD) |

#### Circonscriptions
Nîmes est divisée en deux circonscriptions législatives :
- 1re circonscription du Gard, député : Yoann Gillet (RN)
- 6e circonscription du Gard, député : Philippe Berta (MoDem)

#### Intercommunalité
La communauté d'agglomération nîmoise, Nîmes Métropole, compte 39 communes depuis 2017 :
- Nîmes
- Bernis
- Bezouce
- Bouillargues
- Cabrières
- Caissargues
- Caveirac
- Clarensac
- Dions
- Domessargues
- Fons
- Gajan
- Garons
- Générac
- La Calmette
- Langlade
- Lédenon
- Manduel
- Marguerittes
- Mauressargues
- Milhaud
- Montagnac
- Montignargues
- Moulézan
- Poulx
- Redessan
- Rodilhan
- La Rouvière
- Saint-Bauzély
- Saint-Chaptes
- Saint-Côme-et-Maruéjols
- Saint-Dionisy
- Saint-Geniès-de-Malgoirès
- Saint-Gervasy
- Saint-Gilles
- Saint-Mamert-du-Gard
- Sainte-Anastasie
- Sauzet
- Sernhac

### Instances judiciaires et administratives
Nîmes est le siège de la cour d'appel du Gard, de l'Ardèche, du Vaucluse et de la Lozère.
Nîmes est également le siège du tribunal administratif du Gard, du Vaucluse et de la Lozère, récemment installé dans les locaux de l'ancien hôtel Silhol qui abritait, jusqu'en 2006, l'ancien commissariat central.

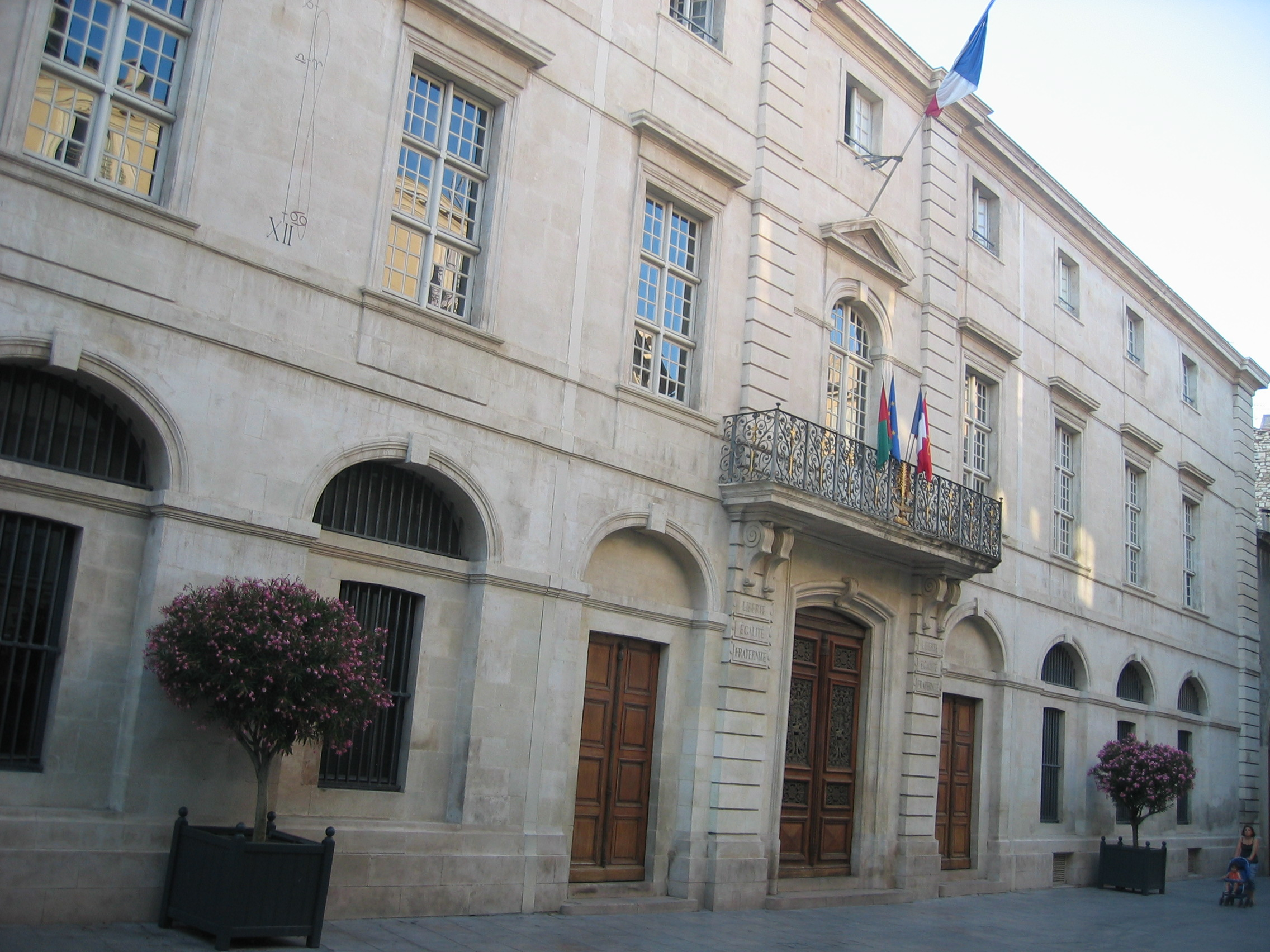
L'hôtel de ville.
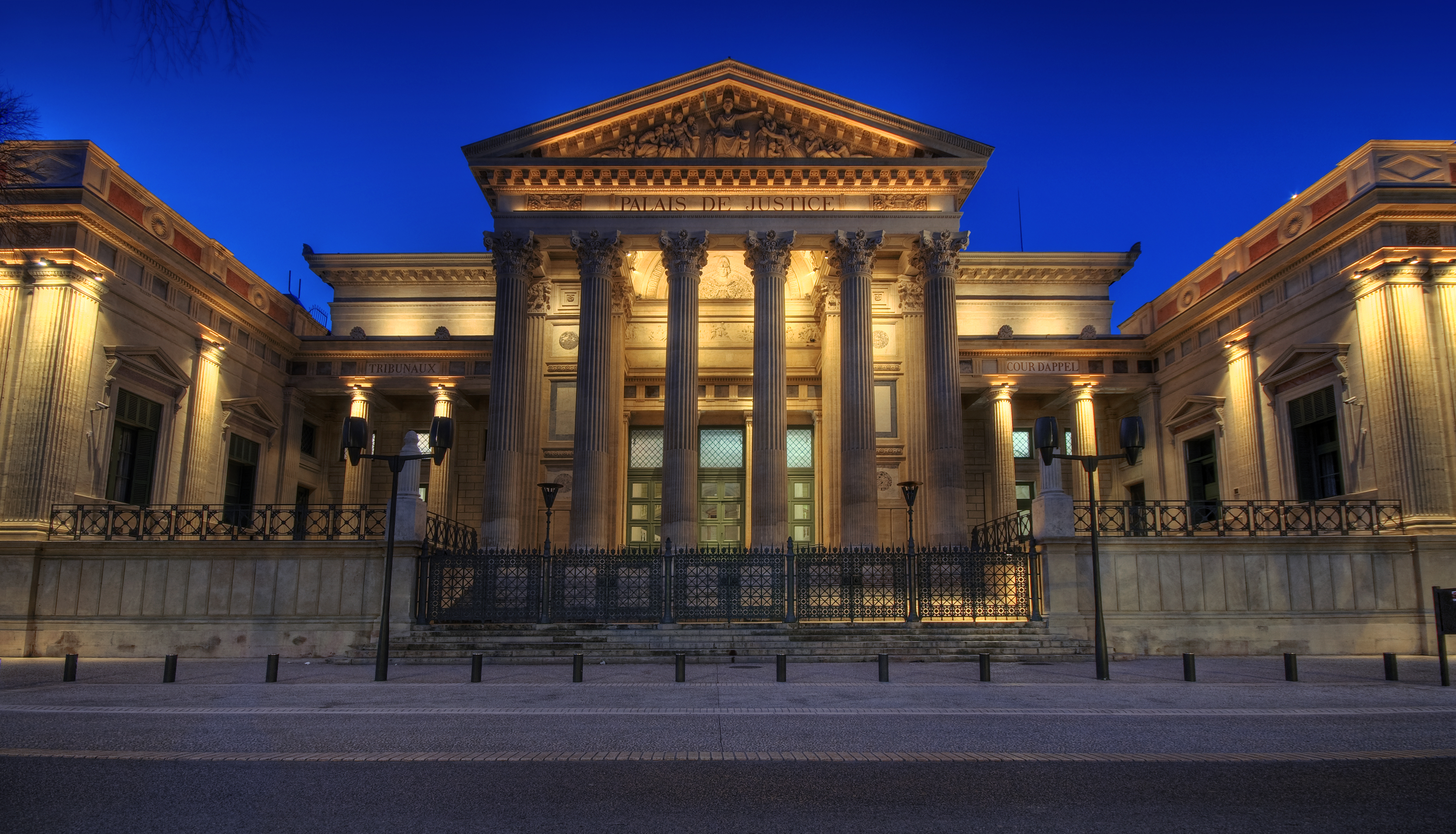
Le palais de justice.
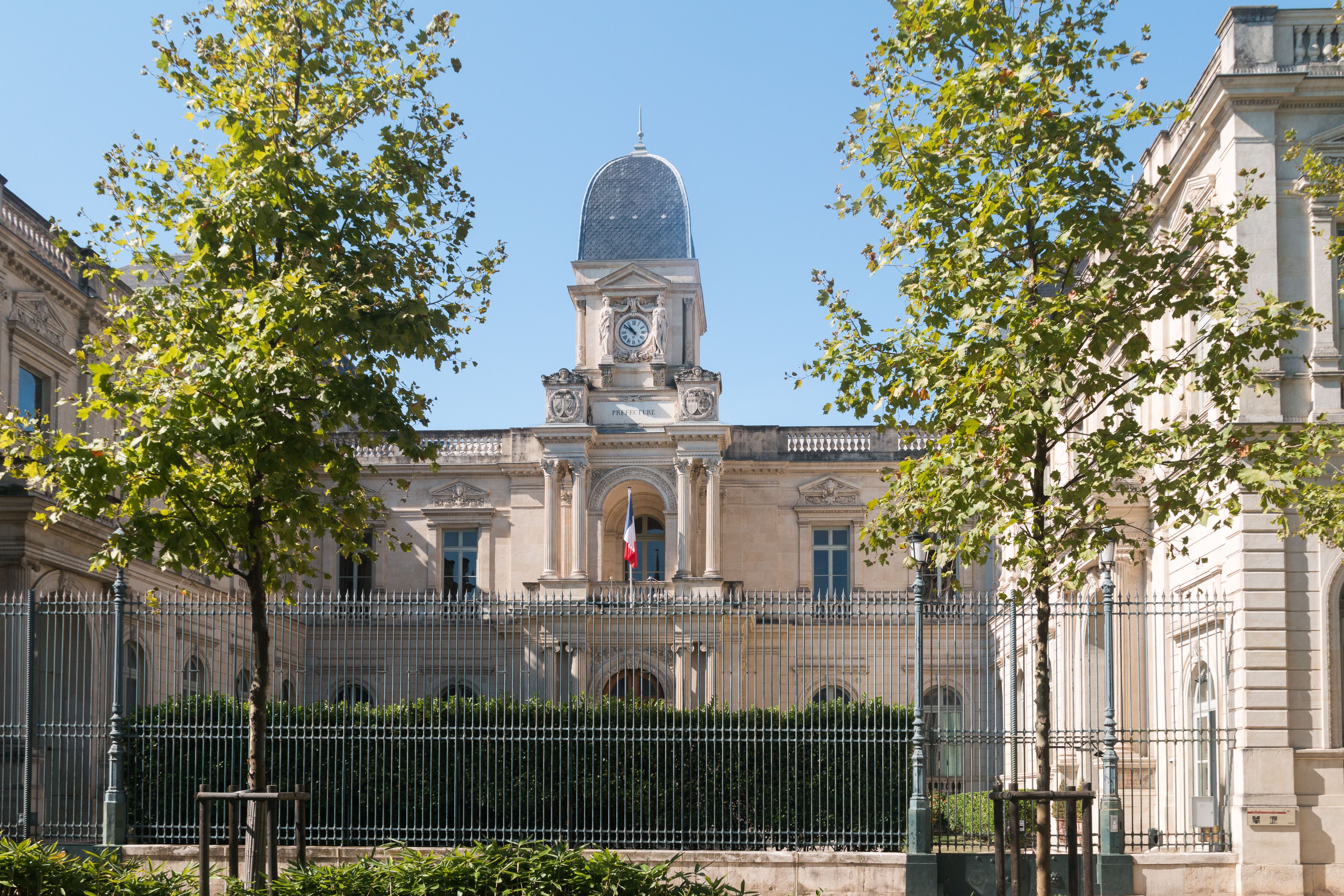
L'hôtel de préfecture.

### Finances et fiscalité locales
Nîmes est l'une des villes les plus endettées de France :
- 1995 (fin des mandatures de Jean Bousquet, UDF) : 290 M€
- 2001 (fin de la mandature d'Alain Clary, PC) : 280 M€
- 2011 (deuxième mandature en cours de Jean-Paul Fournier, UMP) : 210 M€

La ville affiche un taux d'endettement deux fois supérieur à la moyenne des autres villes françaises, (+ 37,78 % pour des communes similaires). Toutefois son endettement par habitant est en baisse 27,94 % entre 2000 et 2011 (plutôt mieux que des communes comparables). Par ailleurs sa "rigidité structurelle" (qui traduit les marges de manœuvre dans les dépenses de la commune) est inférieure de 5,44 % à la moyenne.
L'accroissement de la dette correspond à l'ère des « grands travaux » de Jean Bousquet qui a réveillé cette « belle endormie ». À la fin de son mandat en 1995, avec une dette de 2,4 milliards de francs, Nîmes se classait parmi les dix villes françaises les plus endettées et a failli être mise sous tutelle préfectorale.
Cette situation pèse sur la fiscalité locale, Nîmes se classant dans le palmarès des villes où les taxes foncière et d'habitation sont les plus élevées.

### Sécurité
Depuis les années 1980, le problème de la sécurité est évoqué dans la ZUP de Pissevin. Le quartier est marqué par le trafic de drogues. Selon l’ancien procureur de Nîmes Eric Maurel, une quinzaine de règlements de compte font huit morts dans la ville en 2020 et trois en 2021, dont un adolescent de 17 ans.
En juin 2023, l’aggravation des violences liées au trafic de stupéfiants à Pissevin, conduit le maire à fermer la médiathèque municipale. Ce dernier prend cette mesure pour protéger le personnel municipal, plusieurs fois agressé par des dealers de ce quartier. Selon la préfecture, entre janvier et début juin 2023, « pas moins de 93 opérations de police (anti-délinquance, lutte contre le trafic de stupéfiants, contrôles anti-rodéo urbain et opérations de visibilité sur réquisition du parquet) » ont été menées dans le quartier de Pissevin-Valdegour. Elles ont pour résultat 44 interpellations et à la saisie de 26 kg de résine de cannabis, plus de 5 kg d’herbe, et 480 000 euros. En août de la même année, après deux homicides, Gérald Darmanin annonce des renforts « au moins jusqu’à la fin de l’année » et des moyens d’enquête supplémentaires dans le quartier « gangrené par le trafic de drogues ».
En septembre 2023, le quartier Pissevin n'est plus desservi par les bus Tango pour des raisons de sécurité. La direction du réseau de bus Tango met en avant l'augmentation des « actes d'incivilité » dont une fusillade, mais aussi des caillassages à bord des bus,. À la fin du mois, le maire annonce une réduction du temps d'accueil périscolaire à Pissevin afin de protéger les agents des risques liés au quartier. En 2024, le quartier est décrit comme un « haut lieu du trafic de stupéfiants de Nîmes (Gard) et sa région ».

### Politique environnementale
La ville a été récompensée par trois fleurs en 2007 et 2010 puis quatre fleurs au palmarès 2014 du concours des villes et villages fleuris.
La ville a hébergé, au sein de l'incubateur technologique de l'école des Mines d'Alès (Innov'up) sur le site de Georges-Besse, le projet de vigilance de la filière apicole en Europe Apisystems. Ce projet donné naissance à l'association internationale Maksiska et au programme d'évaluation de l'environnement et de la santé des abeilles Bee Secured, à partir de 300 000 ruches innovantes instrumentées déployées sur toute l'Europe.
Pour faire face aux enjeux climatiques de la transition énergétique et à la croissante pollution de l'air, la préfecture du Gard n’échappe pas à au projet national de création d'une ZFE (zone à faibles émissions) et se prépare à sa mise en place qui interviendra au 1er janvier 2025.

### Jumelages
Au 25 décembre 2022, Nîmes est jumelée avec, :
- Preston (Royaume-Uni) depuis 1954 ;
- Vérone (Italie) depuis 1960 ;
- Brunswick (Allemagne) depuis 1962 ;
- Francfort-sur-l'Oder (Allemagne) depuis 1962 ;
- Prague (Tchéquie) depuis 1967 ;
- Salamanque (Espagne) depuis 1979 ;
- Rishon LeZion (Israël) depuis 1986.
- Meknès (Maroc) depuis 2005
- Fort Worth (États-Unis) depuis le 13 février 2019

Par ailleurs, un contrat de partenariat a été signé en 1965 avec la ville de Meknès au Maroc et le centre de préparation militaire marine (PMM) de Nîmes est parrainé par la frégate anti-sous-marine Montcalm de la Marine nationale française.

## Population et société

### Démographie

#### Évolution démographique
Au regard de la population, Nîmes était jusqu'en 2016 la deuxième ville de l'ancienne région Languedoc-Roussillon et est depuis cette date la troisième de l'actuelle région Occitanie. La ville qui fut un centre de l'immigration espagnole, italienne, portugaise et maghrébine est devenue la vingtième ville de France par sa population intra-muros.
En 2007, l'unité urbaine de Nîmes compte 175 990 habitants. D'après les prévisions, la population de celle-ci pourrait atteindre 300 000 habitants dans les années 2030. En 2008, elle est au centre d'une aire urbaine de 246 300 habitants, ce qui en fait la troisième aire urbaine de la région après celles de Montpellier et Perpignan. C'est la quarantième aire urbaine de France.
La communauté d'agglomération Nîmes Métropole qui comprend 27 communes depuis 2009 totalise 230 000 habitants selon son site officiel.
L'évolution du nombre d'habitants est connue à travers les recensements de la population effectués dans la commune depuis 1793. Pour les communes de plus de 10 000 habitants les recensements ont lieu chaque année à la suite d'une enquête par sondage auprès d'un échantillon d'adresses représentant 8 % de leurs logements, contrairement aux autres communes qui ont un recensement réel tous les cinq ans,.
En 2022, la commune comptait 150 444 habitants, en évolution de −0,37 % par rapport à 2016 (Gard : +2,97 %, France hors Mayotte : +2,11 %).
| 1793   | 1800   | 1806   | 1821   | 1831   | 1836   | 1841   | 1846   | 1851   |
| ------ | ------ | ------ | ------ | ------ | ------ | ------ | ------ | ------ |
| 40 000 | 39 594 | 41 195 | 37 908 | 41 266 | 43 036 | 44 697 | 53 497 | 53 619 |

| 1856   | 1861   | 1866   | 1872   | 1876   | 1881   | 1886   | 1891   | 1896   |
| ------ | ------ | ------ | ------ | ------ | ------ | ------ | ------ | ------ |
| 54 293 | 57 129 | 60 151 | 62 394 | 63 001 | 63 552 | 69 898 | 71 623 | 74 601 |

| 1901   | 1906   | 1911   | 1921   | 1926   | 1931   | 1936   | 1946   | 1954   |
| ------ | ------ | ------ | ------ | ------ | ------ | ------ | ------ | ------ |
| 80 605 | 80 184 | 80 437 | 82 774 | 84 667 | 89 213 | 93 758 | 91 667 | 89 130 |

| 1962   | 1968    | 1975    | 1982    | 1990    | 1999    | 2006    | 2011    | 2016    |
| ------ | ------- | ------- | ------- | ------- | ------- | ------- | ------- | ------- |
| 99 802 | 123 292 | 127 933 | 124 220 | 128 471 | 133 424 | 144 092 | 144 940 | 151 001 |

| 2021    | 2022    | - | - | - | - | - | - | - |
| ------- | ------- | - | - | - | - | - | - | - |
| 148 104 | 150 444 | - | - | - | - | - | - | - |

#### Pyramide des âges
En 2021, le taux de personnes d'un âge inférieur à 30 ans s'élève à 38,1 %, soit au-dessus de la moyenne départementale (32,1 %). À l'inverse, le taux de personnes d'âge supérieur à 60 ans est de 27,6 % la même année, alors qu'il est de 30,7 % au niveau départemental.
En 2021, la commune comptait 70 619 hommes pour 77 485 femmes, soit un taux de 52,32 % de femmes, légèrement supérieur au taux départemental (51,77 %).
Les pyramides des âges de la commune et du département s'établissent comme suit :
| Hommes | Classe d’âge | Femmes |
| ------ | ------------ | ------ |
| 0,9    | 90 ou +      | 2,2    |
| 7,8    | 75-89 ans    | 10,5   |
| 15,8   | 60-74 ans    | 17,6   |
| 17,2   | 45-59 ans    | 17,6   |
| 17,1   | 30-44 ans    | 16,7   |
| 22,7   | 15-29 ans    | 19,5   |
| 18,5   | 0-14 ans     | 15,9   |

| Hommes | Classe d’âge | Femmes |
| ------ | ------------ | ------ |
| 0,9    | 90 ou +      | 2      |
| 8,3    | 75-89 ans    | 10,6   |
| 19,4   | 60-74 ans    | 19,9   |
| 20,4   | 45-59 ans    | 20,3   |
| 16,8   | 30-44 ans    | 17     |
| 16,4   | 15-29 ans    | 14,2   |
| 17,8   | 0-14 ans     | 15,8   |

### Enseignement

#### Enseignement primaire et secondaire

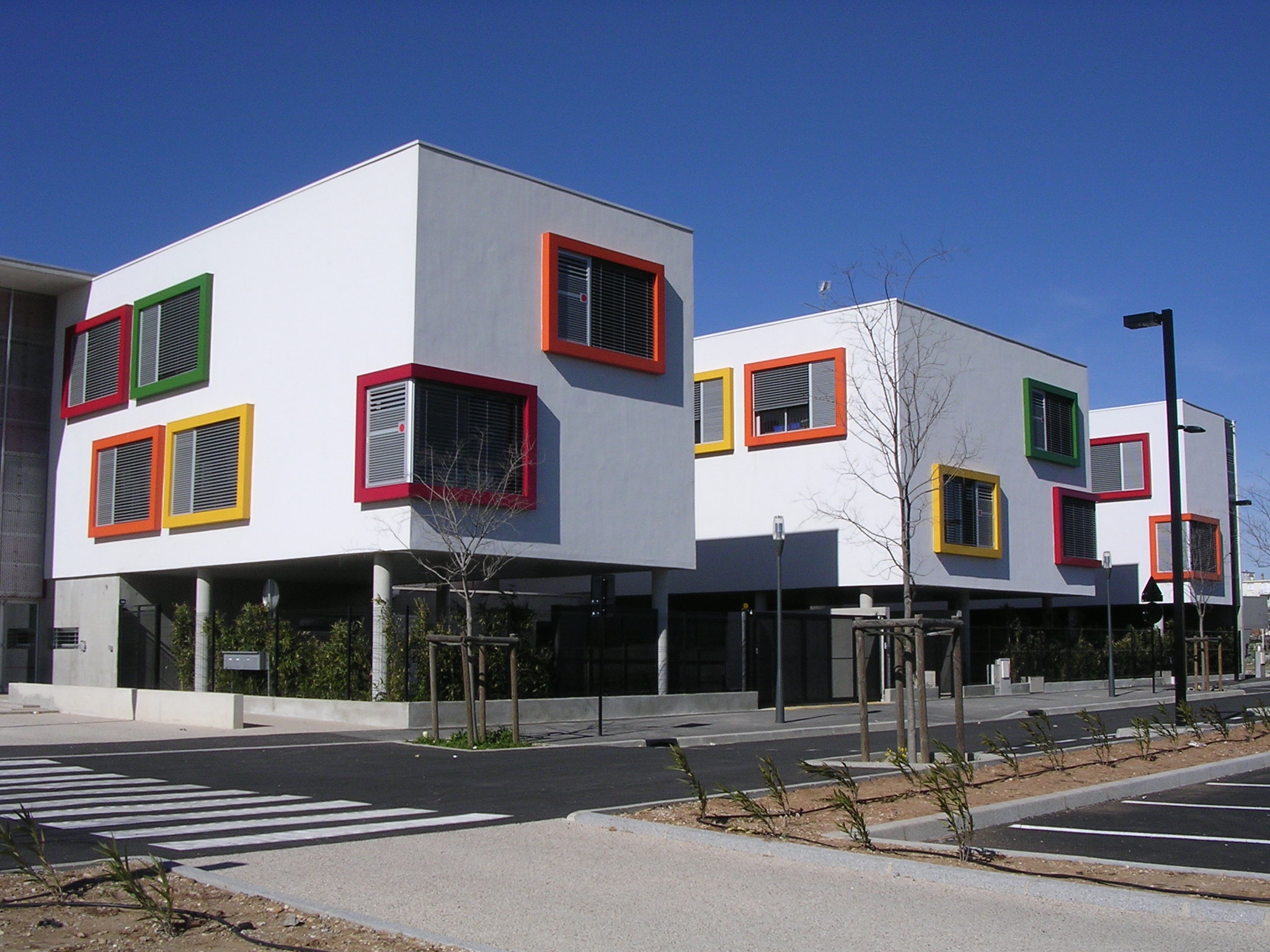
L'école René-Char.

Nîmes est située dans l'académie de Montpellier. La ville administre 44 écoles maternelles (dont 14 situées en ZEP) et 40 écoles élémentaires (dont une dizaine situées en ZEP) communales.
Les écoles maternelles accueillent et scolarisent 4 000 à 5 000 enfants chaque année. Le cycle élémentaire (écoles maternelles et élémentaires) accueille chaque année entre 7 000 et 7 500 enfants.
Le département gère 12 collèges (Antoine-Bigot, Capouchiné, Condorcet, Diderot, Feuchères, Jean-Rostand, Mont-Duplan, Les Oliviers, Révolution, Romain-Rolland, Jules-Vallès et Jules-Verne) et la région cinq lycées à Nîmes : Alphonse-Daudet, Philippe-Lamour et Albert-Camus (ex-Montaury), établissements d'enseignement général et technologique, Ernest-Hemingway (ex-Camargue), établissement d'enseignement polyvalent et le lycée Dhuoda, établissement d'enseignement technologique. Les lycées professionnels publics au nombre de quatre : Jules-Raimu, Gaston-Darboux, Frédéric-Mistral, et le lycée Voltaire à vocation hôtelière (ex-L'Étincelle), auxquels il faut ajouter le lycée agricole Marie-Durand à Rodilhan (formations générales et dans le domaine de l'agriculture, de l'environnement et de l'aménagement paysager).
Les nîmois disposent également de cinq lycées et collèges privés : Institut Emmanuel-d'Alzon, Saint-Stanislas, école et collège la Valsainte, Saint-Vincent-de-Paul, Saint-Jean-Baptiste-de-La-Salle et le lycée privé de la CCI de Nîmes.

#### Enseignement supérieur

##### Enseignement supérieur public
Nîmes devient au fil des années une vraie ville universitaire autour des sites de Vauban, des Carmes et du futur site « Hoche-Gaston Doumergue », où 10 000 à 12 000 étudiants sont prévus d'ici à 2015. Derrière la fidélisation des jeunes à Nîmes, l'objectif avoué était d'y obtenir la création d'une véritable université de plein exercice, ce qui a été obtenu en 2006, pour la rentrée universitaire 2007. Depuis, l'enseignement supérieur à Nîmes tend à se développer rapidement, compte tenu d'une forte volonté politique (de toutes tendances) et à une demande croissante de la part d'une population locale qui ne cesse d'augmenter. À l'heure actuelle, la population étudiante de Nîmes n'est cependant que d'environ 6 000 étudiants, dont près de 4 000 à l'université de Nîmes. Nîmes a, par ailleurs, la particularité de posséder un centre hospitalier universitaire (CHU Carémeau) autonome et indépendant alors que l'UFR de médecine n'est qu'une antenne de celle de Montpellier.
Nîmes dispose de plusieurs établissements d'enseignement supérieur, dont le principal est donc l'université de Nîmes, située sur trois pôles : le site historique Vauban (Arts, Droit, Économie, Lettres, Sciences Sociales, Psychologie), celui des Carmes (Sciences) ainsi que le parc scientifique et technique Georges-Besse (avec la CCI de Nîmes). Les autres établissements sont l'École de sages-femmes et l'antenne de l'UFR de médecine de l'université Montpellier 1, l'Institut universitaire de technologie de Nîmes (IUT Génie Civil, GEII, SGM, GMP, GEA) de université Montpellier 2, l'École d'infirmières du CHU de Nîmes, l'Institut universitaire de formation des maîtres (IUFM), l'École nationale supérieure des mines d'Alès (institut EERIE), l'École de Notariat, l'École nationale de police (ENP), l'École des employés territoriaux et le Conservatoire national des arts et métiers (CNAM) de Nîmes.
La ville dispose également d'un Conservatoire à rayonnement départemental et d'une École supérieure des beaux-arts, située dans l'ancien hôtel Rivet. Par ailleurs, plusieurs établissements publics proposent des classes préparatoires scientifiques, littéraires, économiques et technologiques ainsi que de nombreux BTS.

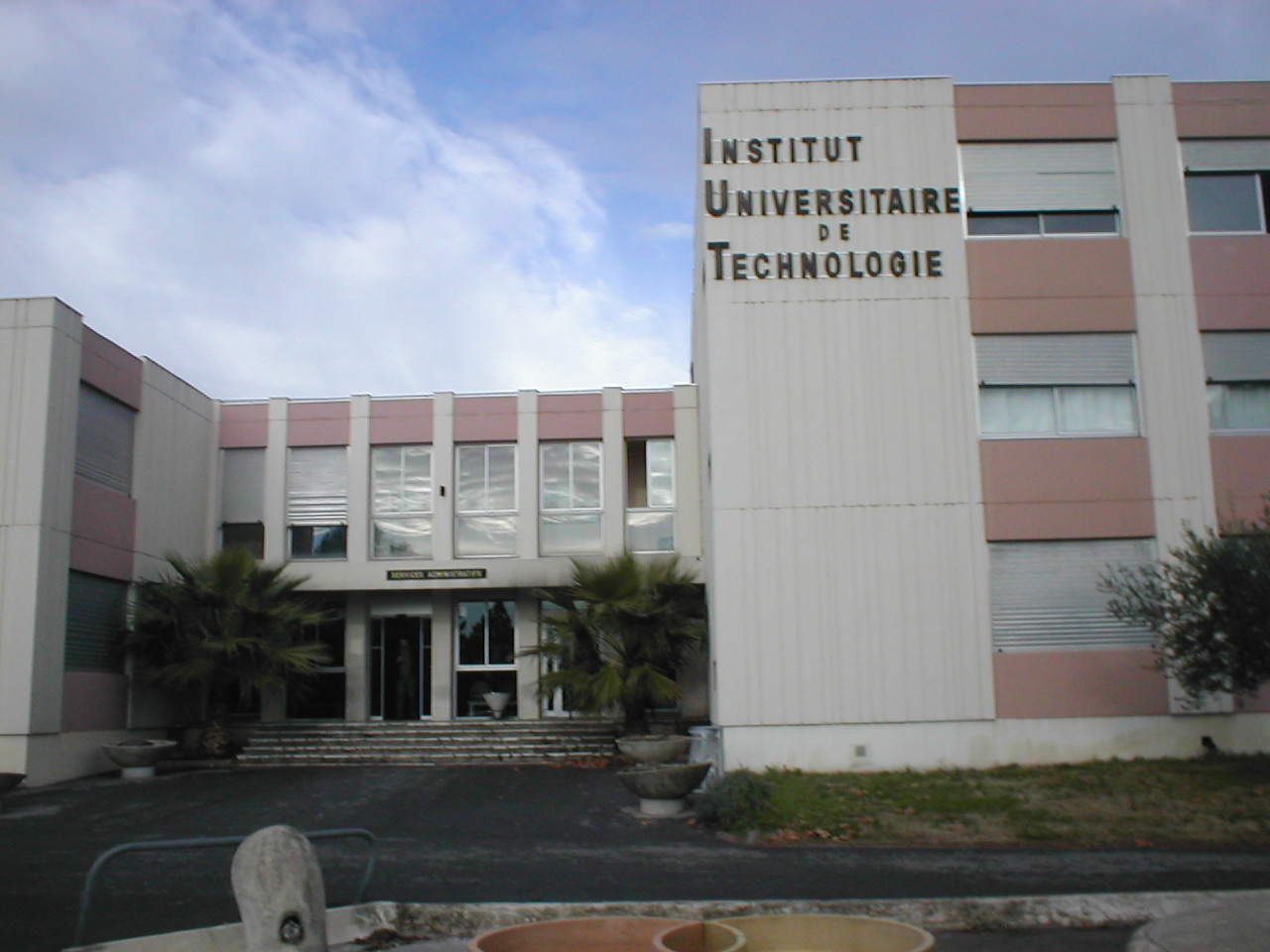
L'IUT de Nîmes.
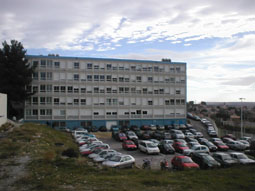
L'antenne de l'UFR de médecine à Nîmes.
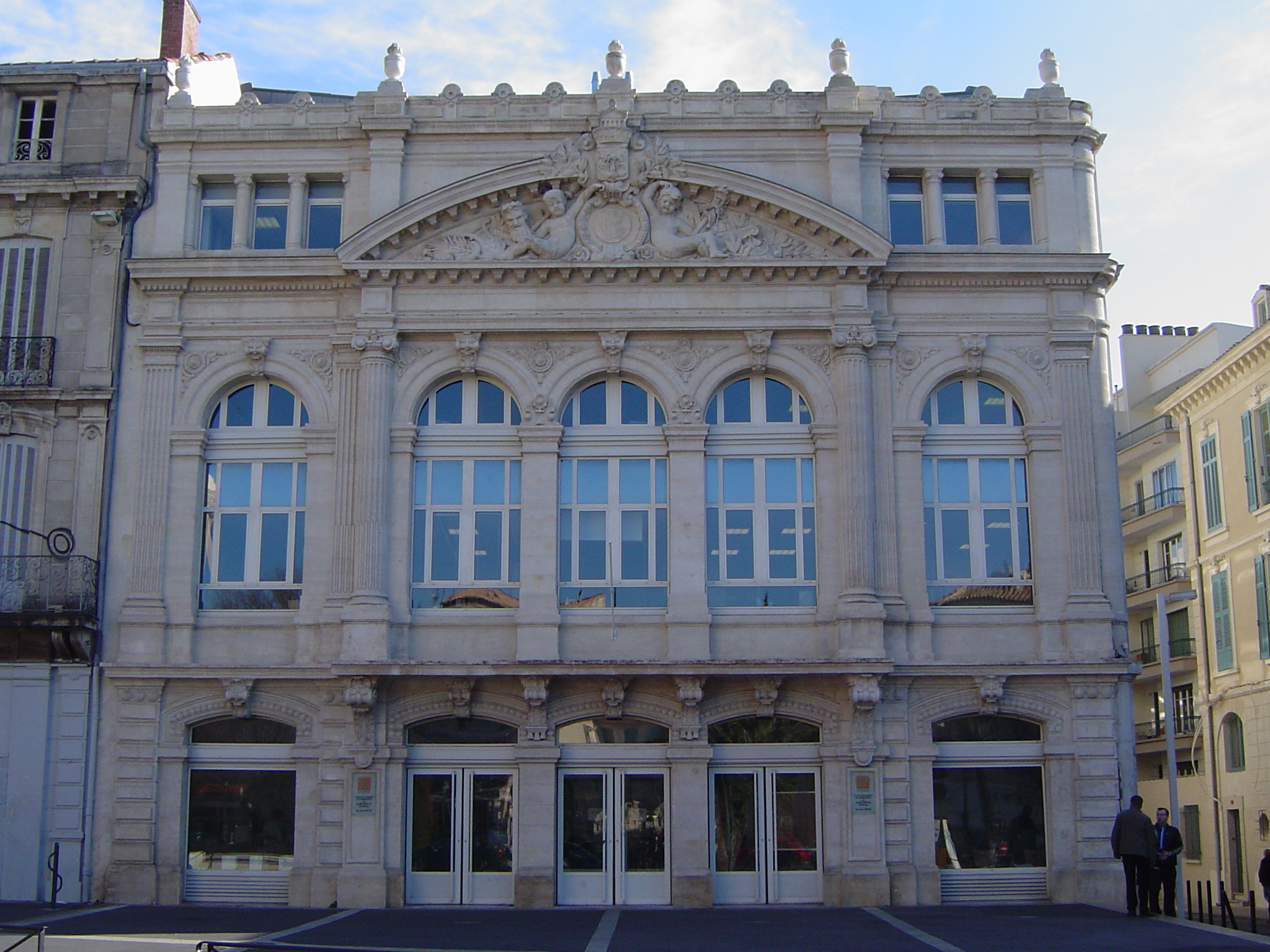
Le site des Carmes, pôle « Sciences ».

##### Enseignement supérieur privé
Plusieurs établissements d'enseignement secondaire privés proposent des formations dans le supérieur (classes préparatoires et BTS) comme le lycée de la CCI de Nîmes (BTS), le lycée Saint-Vincent de Paul (BTS), l'Institut Emmanuel-d'Alzon (classes préparatoires et BTS) et le lycée Saint-Stanislas (classes préparatoires artistiques). Des formations sont également proposées par l'IFC Nîmes (baccalauréat professionnel, BTS, Bachelors, bac +3 DCG, bac +5 DSCG) et Pigier (formation initiale et formation en alternance).
Des établissements proposent des formations dans le domaine des sciences et de la santé, comme l'École de l'ADN, l'IFSI Croix-Rouge, l'IPESUD et Formatic Santé. Des écoles dispensent également des formations dans le commerce, comme l'IFAG Nîmes. SUPEXUP cherche depuis plusieurs années une implantation au centre de Nîmes pour développer une grande école de l'immobilier.
Citons également la maison des Compagnons du Devoir, l'École hôtelière Vatel et l'école de formation de pilote de ligne Airways Formation. Enfin, l'école des métiers du jeu vidéo Créajeux propose des formations d'artiste 2D/3D spécialisé dans le jeu vidéo, d'artiste 2D/3D spécialisé dans l'animation, de programmeur de jeu vidéo, de testeur de jeu vidéo ainsi qu'une année de préparation aux différentes filières proposés (Prépa-JV) (label SNJV).

### Manifestations culturelles et festivités

#### Tauromachie

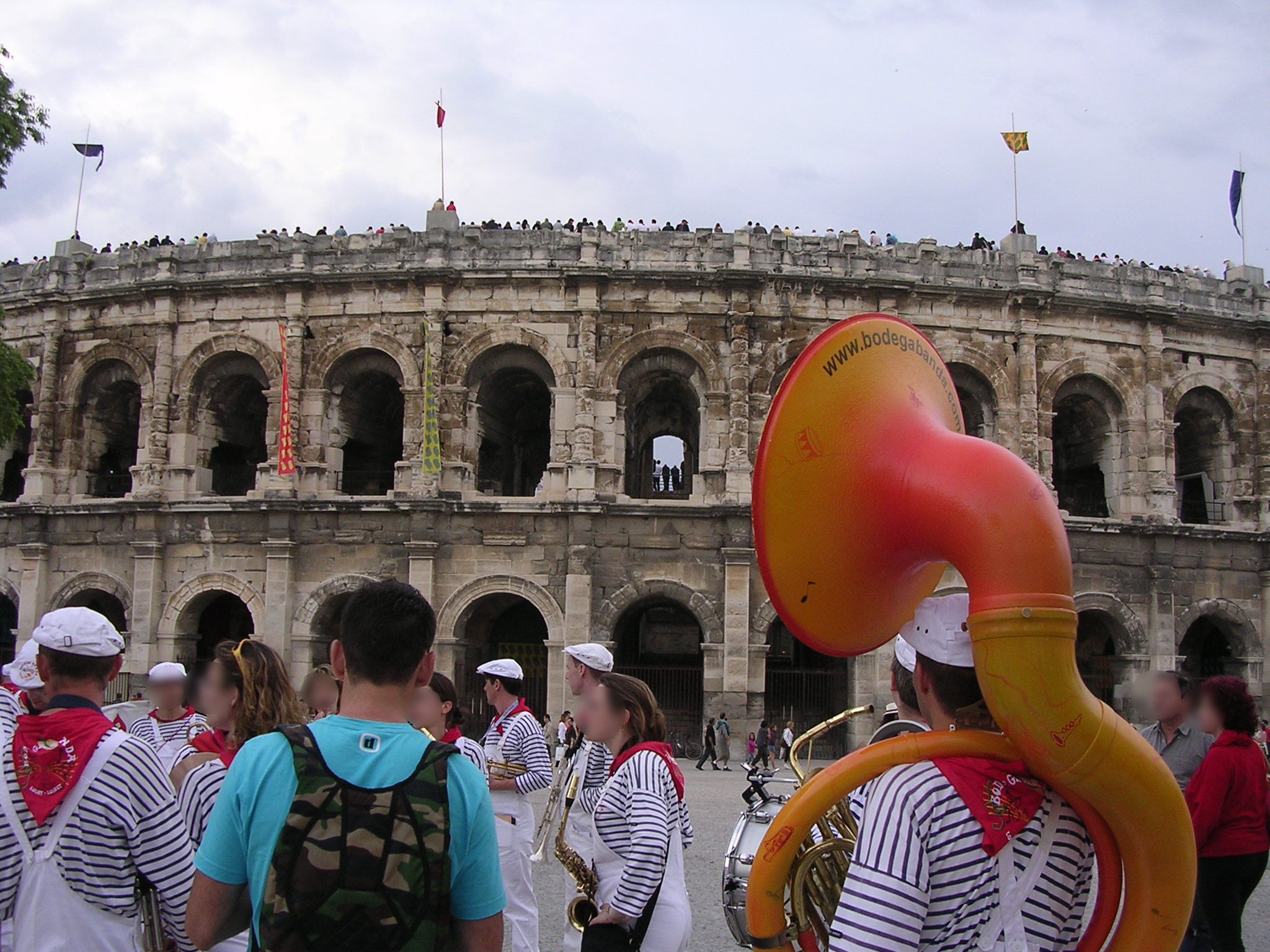
Nîmes un jour de fête.

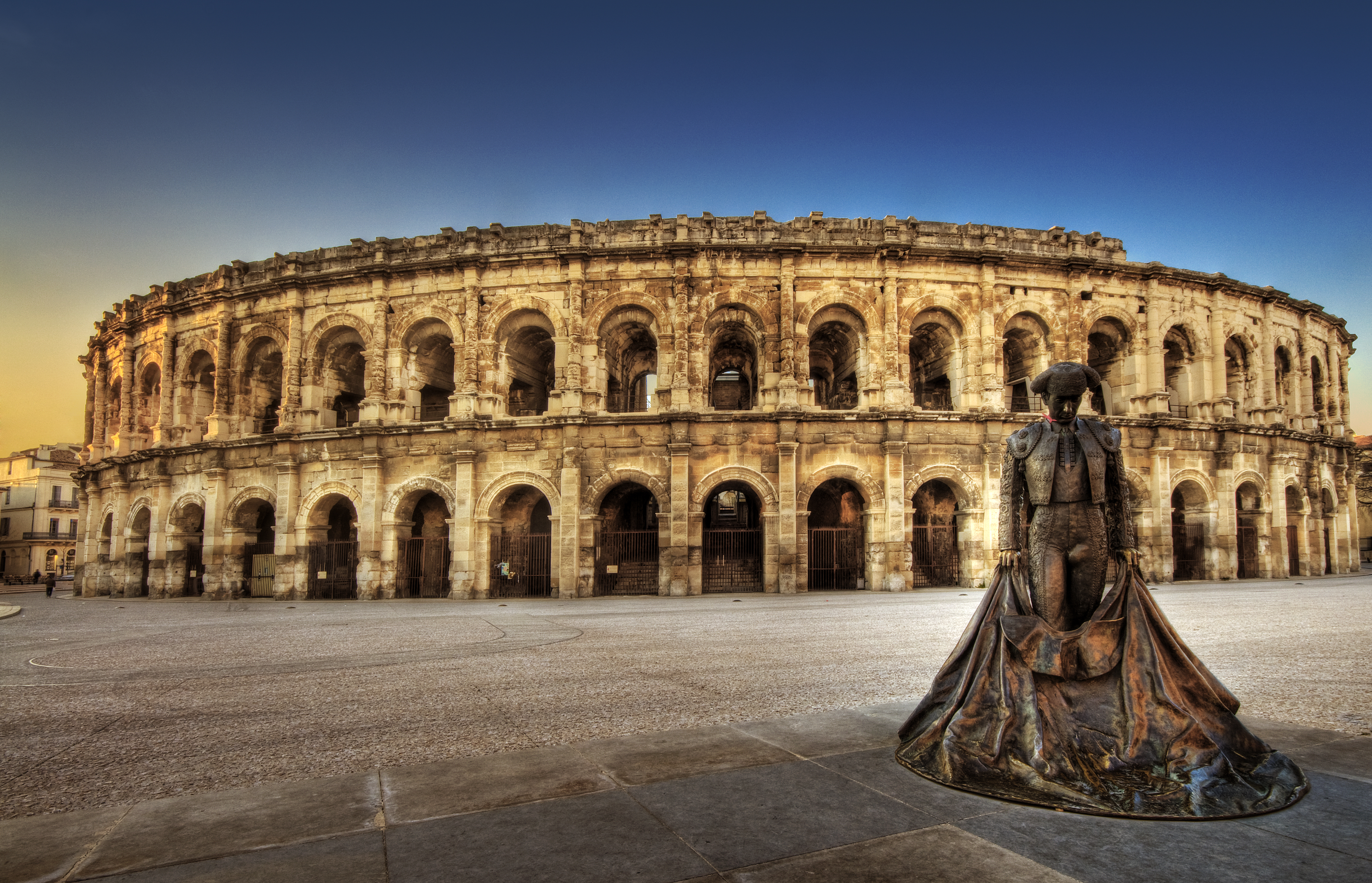
Les arènes de Nîmes

Nîmes a été la première ville de France à accueillir une école taurine de tauromachie espagnole dans le Centre français de tauromachie en 1984.
La ville est connue pour ses ferias, qui existent officiellement depuis 1952. La feria de Pentecôte, dite Feria de Nîmes, se déroule fin mai-début juin du mardi au lundi qui suit, tandis que la feria des Vendanges se tient durant trois jours en septembre. Une troisième feria, la feria de Primavera, se tenait durant deux jours au mois de février. Elle n'existe plus aujourd'hui car une toile, appelée « la bulle » par les Nîmois, qui recouvrait les arènes et protégeait ainsi les spectacles de l'hiver, n'est aujourd'hui plus installée.
À cette occasion, des corridas, qui se pratiquent officiellement à Nîmes depuis 1853, sont organisées avec ou sans mise à mort, dans les arènes. Les rues sont envahies par des peñas (orchestres de rue d'origine espagnole), et des bodegas (bars souvent temporaires, boite de nuit en plein air dans des hôtels particuliers...) ouvrent au centre-ville en caves ou en extérieurs. La fête dure toute la nuit jusqu'au lever du jour. La feria de Pentecôte, tout comme celle des vendanges, constitue l'une des fêtes les plus populaires d'Europe. Pour les deux ferias nîmoises, certains médias parlent de plus d'un million de visiteurs par an. En 2012, la feria de Pentecôte a célébré ses 60 ans.
La Feria se compose de la Pégoulade, défilé d'ouverture de la Feria avec des chars, des bandas et un spectacle pyrotechnique. Elle a lieu le jeudi ou le mercredi précédant la Pentecôte, de corridas ou de novilladas, deux fois par jour à 11 heures et 17 ou 18 heures ; une course camarguaise le samedi et deux corridas le dimanche et le lundi de Pentecôte. Il y a aussi des
concerts place de la Maison Carrée, parvis des Arènes, allées Jean-Jaurès et aux jardins de la Fontaine  et
l'encierro et l'abrivado dans les rues de la ville.
Les arènes de Nîmes accueillent également des courses camarguaises pendant l'année.

#### Autres manifestations
Des manifestations musicales de renom se déroulent à Nîmes chaque année. Le Festival de Nîmes est un festival de musique se tenant chaque été dans les arènes et où se retrouvent de nombreux groupes et artistes d'envergure internationale. Le festival a ainsi vu défiler Stevie Wonder, Muse, Jamiroquai, Mika, Metallica, Rammstein, Radiohead, David Guetta, LMFAO, Depeche Mode, Elton John… Nîmes accueille aussi des artistes renommés dans le cadre de l'Automne Musical de Nîmes, du festival de Jazz organisé par Jazz 70 en octobre et du festival Tout Simplement Hip-Hop (concerts rap, battles hip-hop, live graffiti) également organisé en octobre.
De nombreuses manifestations culturelles et artistiques se tiennent annuellement à Nîmes. Citons notamment la foire d'art contemporain ARTéNIM (en septembre) et le salon de l'artisanat Nimagine (en novembre). Le Salon des Antiquaires (en décembre) est un des plus importants du sud de la France et incontournable pour la qualité remarquable de ses meubles régionaux. Les établissements culturels de Nîmes, dont le musée archéologique et Carré d'art, proposent de nombreuses expositions en lien avec leurs collections. Le théâtre Bernadette-Lafont propose quant à lui une riche programmation tout au long de l'année. Il organise notamment le Festival Flamenco, en janvier. Notons que Nîmes accueille chaque année plusieurs manifestations liées au monde littéraire, comme le Festival de la biographie (en janvier), le Festival des auteurs psy (en mars), le Salon européen de la BD (en mai) et le Salon du livre d'artiste (en juin).

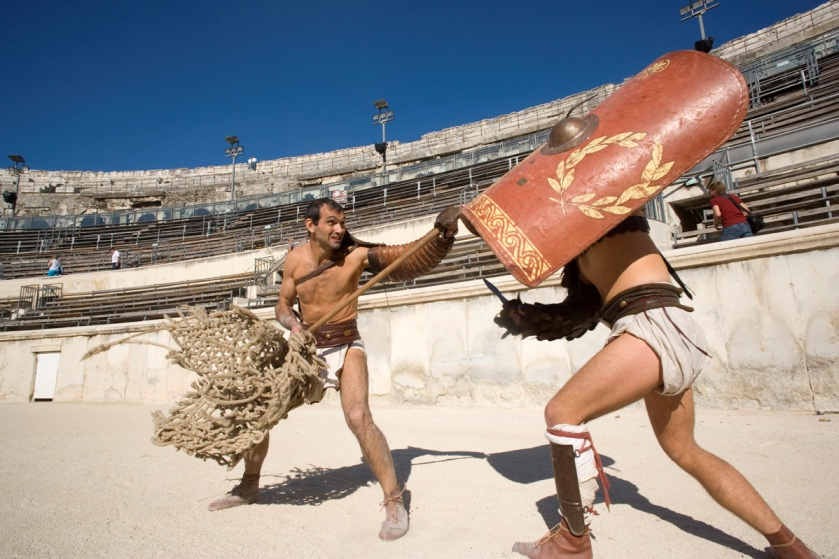
Reconstitution d'un combat de gladiateurs lors des Grands Jeux Romains.

Entre 2010 et 2020, la ville de Nîmes et la société Culturespaces organisaient chaque année les Grands Jeux Romains, reconstitution historique des ludi romains, tels qu'ils devaient se dérouler il y a 2000 ans au sein de la cité de Nemausus. L'évènement se tient généralement au mois de mai et dure le temps d'un week-end. Chaque édition est l'objet d'une thématique particulière : la guerre de Troie en 2012, le triomphe de César en 2013, l'avènement d'Auguste en 2014 ou encore Hannibal en 2015. Depuis, la société Edeis Romanité a pris la relève en créant le spectacle Hadrien, la Guerre des Pictes en mai 2022. À cette occasion, de nombreuses manifestations se tiennent dans les rues de la ville (défilés, visites guidées...).
Depuis plus de vingt ans, les Jeudis de Nîmes se tiennent chaque jeudi de l'été et animent les rues de la ville avec des marchés ouverts durant la soirée. Durant la belle saison, des manifestations artistiques et musicales en plein air se tiennent également dans les jardins de la Fontaine. Dans le cadre des Nuits des Jardins, des concerts et spectacles ont lieu vers la fin du mois de juin à la tombée de la nuit. La ville participe également au festival culturel et musical le Temps des Jardins, chaque année en juin. La Féérie des Eaux est un spectacle de jeux d'eaux en son-et-lumière qui se déroule chaque été au mois d'août ; en 2013, des représentations se sont également tenues dans les arènes. Les Jardins de la Fontaine accueillent également chaque année le festival Un Réalisateur dans la Ville, festival de cinéma où sont programmés et diffusés en plein air pendant une semaine les principaux films d'un réalisateur, en présence de ce dernier et de certains acteurs. Parmi les réalisateurs déjà invités : Claude Chabrol, Bertrand Tavernier, Claude Lelouch, Claude Miller, Jean-Pierre Mocky, Patrice Leconte ou encore Danièle Thompson en 2016. Notons que le festival réunit environ 3 000 personnes par soir, soit un total de 14 000 personnes chaque année.
Nîmes met également en avant la culture et le terroir méditerranéens, avec les Journées méditerranéennes de l'olivier (en mai). Au mois de juillet se tient l'Université Occitane d'Été, durant laquelle les associations M.A.R.P.OC. (Maison pour l'Animation et la Recherche Populaire OCcitane) et I.E.O. 30 (Institut d'Estudis Occitans) organisent une semaine de conférences, de colloques et de spectacles dont le thème central est l'Occitanie. Le 21 avril 2006, a eu lieu le 16e concours des vins des vignerons indépendants qui est un concours itinérant visant à promouvoir le vin et les vignerons. Lors de cette manifestation, 353 médailles d'or, 436 médailles d'argent et 226 médailles de bronze ont récompensé les meilleurs vignerons de France.

### Sports
Nîmes est une ville sportive et possède des clubs sportifs dans la plupart des disciplines, aussi bien individuelles que collectives. Les principaux clubs sportifs de la ville sont le Nîmes Olympique pour le football évoluant en National, l'USAM et le HBC Nîmes pour le handball évoluant le plus souvent dans les championnats de France de première division et enfin le RC Nîmes en rugby qui évolua dans les années 1980 et 90 en groupe A de 1re division du Championnat de France (ancienne formule). La ville de Nîmes possède également des infrastructures de qualité comme le stade des Costières, Le Parnasse et le stade nautique Nemausa. Elle possède aussi un aérodrome dans le quartier de Courbessac.
Nîmes a accueilli quelques événements sportifs comme le WWE Raw LIVE! Tour aux arènes en 2009 avec les stars suivantes : Triple H, John Cena, Randy Orton, The Miz, The Big Show, MVP, Matt Hardy, Kofi Kingston, Maryse Ouellet, Kelly Kelly, Carlito, Primo, Cody Rhodes, Ted DiBiase Jr., Goldust et William Regal. Par le passé, le Grand Prix automobile de Nîmes a été organisé en 1932, 1933 et 1947 sur le circuit de Nîmes-Courbessac.
En 2012, la ville a reçu les Championnats du monde de squash féminin.
Nîmes a également été une ville étape du Tour de France 2014, le 20 juillet 2014.
Enfin, Nîmes accueille régulièrement des manifestations sportives d'ampleur nationale et internationale, comme la Coupe du monde de tir à l'arc en salle qui se tient chaque année au mois de janvier. La ville reçoit aussi des épreuves de la Coupe du monde d'escrime.
En 2017, la ville accueille le Grand Départ du Tour d'Espagne. La première étape est un contre-la-montre par équipes dans les rues de la ville tandis que la deuxième est un départ en direction de Gruissan.
Le 23 juillet 2019, Nîmes est ville-étape du Tour de France 2019. Cette étape est une boucle romaine qui part devant l'arènes pour revenir au sud de la ville. Cette 16e étape est remportée par l'australien Caleb Ewan.
En natation, la ville de Nîmes a vu naître un grand champion, Yannick Agnel, médaille d'or sur 200 m nage libre et sur 4 × 100 m nage libre et d'argent sur 4 × 200 m nage libre aux Jeux olympiques d'été de 2012. Il est le premier et le seul nîmois à avoir été vainqueur d'une médaille olympique.
Le 8 juillet 2021, Nîmes est ville-étape du Tour de France 2021 (arrivée de la 12e étape). Elle a été remportée par Nils Politt après une étape de plat.
Le 16 juillet 2024, le Tour de France 2024 est arrivé à Nîmes. Le belge, Jasper Philipsen a gagné cette étape sur une arrivée au sprint sur le Boulevard du Président Salvador Allende.
Le 5 novembre de cette même année, la halle des sports Ludivine Furnon a été inaugurée.

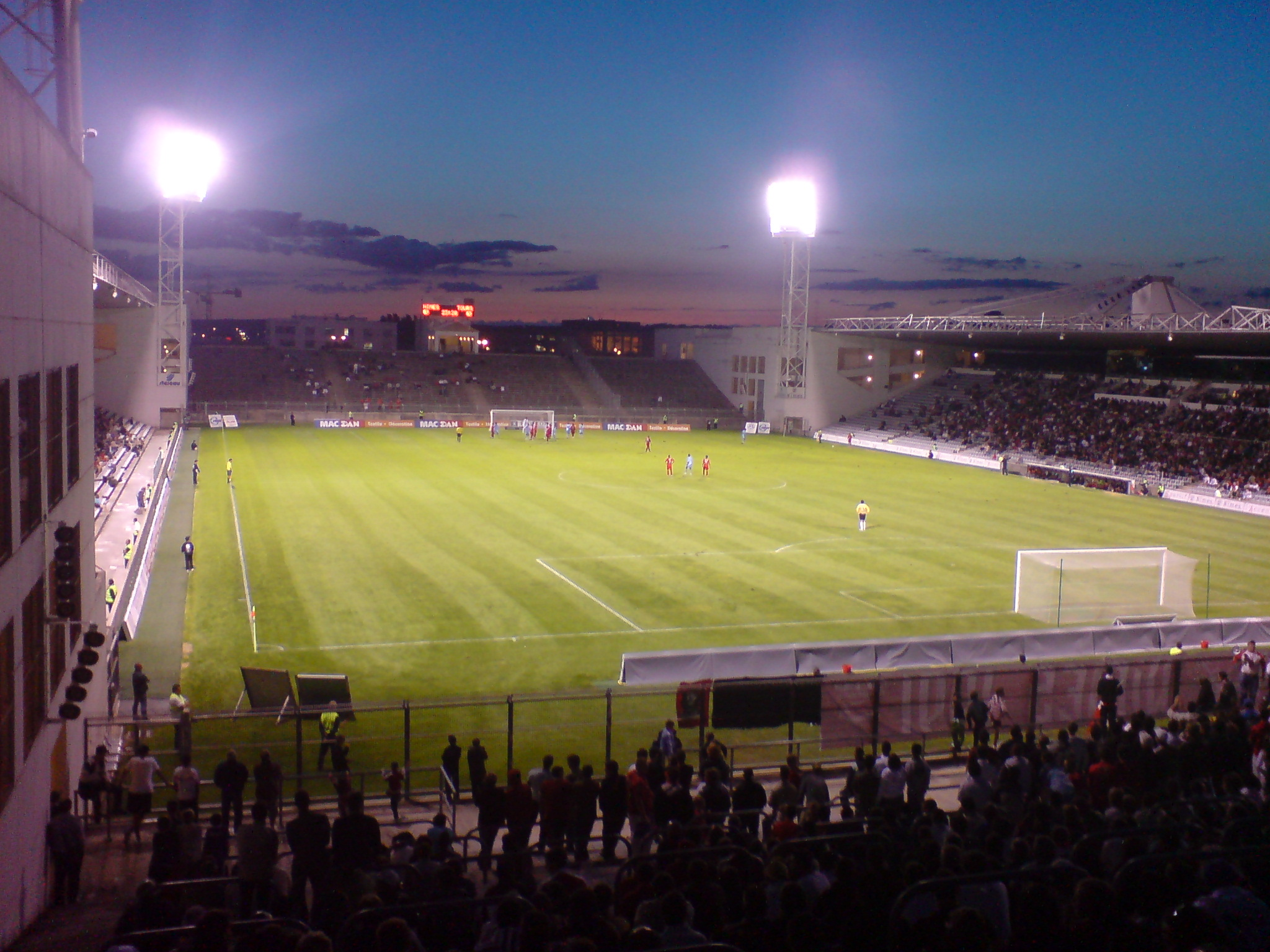
Le stade des Costières.
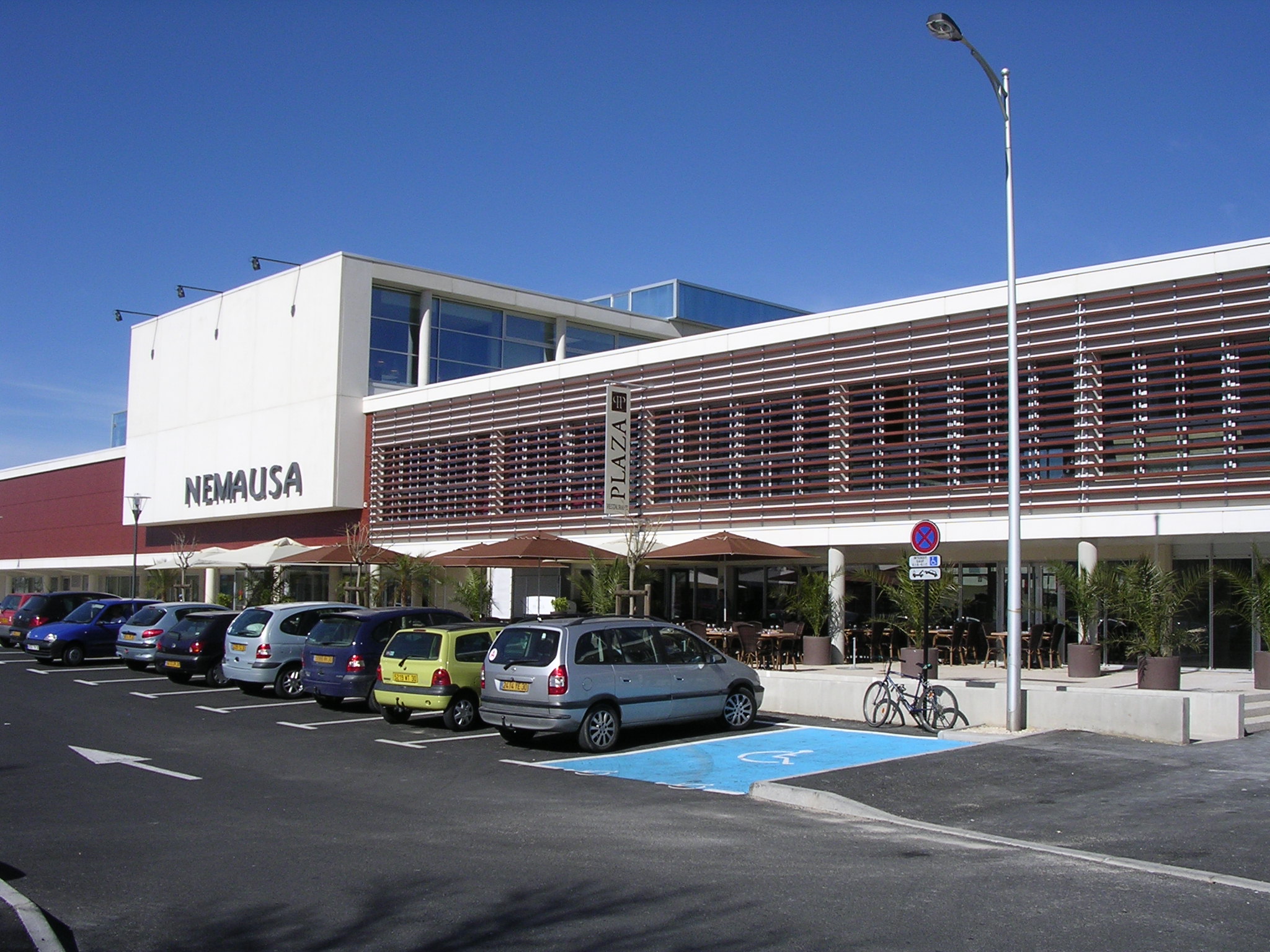
Le stade nautique Nemausa.

### Santé
Nîmes dispose d'un CHU (Nîmes Carémeau) et de plusieurs cliniques dont la Polyclinique Grand-Sud. La maison de santé protestante est quant à elle une institution médico-sociale reconnue d'utilité publique depuis 1872. Elle gère aujourd'hui trois EHPAD sur la commune de Nîmes.

### Cultes
Les Nîmois disposent de lieux de culte catholique, israélite, musulman, orthodoxe et protestant.

#### Cultes catholique et orthodoxe
La ville de Nîmes est le siège du diocèse de Nîmes.
La communauté catholique dispose de nombreux lieux de culte : dix-sept églises (Bethléem, cathédrale Notre-Dame et Saint-Castor, Notre-Dame-des-enfants, Notre-Dame-du-Salut, Notre-Dame-du-Suffrage-et-Saint-Dominique, Saint-Baudile, Saint-Césaire, Saint-Charles, Saint-Luc, Saint-François-de-Sales, Saint-Jean de Courbessac, Sainte-Jeanne-d'Arc, Saint-Joseph-des-Trois-Piliers, Saint-Paul, Saint-Pierre, Saint-Vincent-de-Paul, Sainte-Perpétue et Sainte-Félicité), cinq chapelles (Institut Emmanuel-d'Alzon, Sainte-Eugénie, Saint-Jean-Baptiste de La Salle, Saint-Louis, Sainte-Madeleine-Sainte-Rita) ainsi que le monastère des Stellamarins (Œuvre de l'Étoile), le sanctuaire Notre-Dame-de-Santa-Cruz et l'ancien grand séminaire de Nîmes.
Le culte orthodoxe grec est assuré dans l'église Saint Antoine le Grand et de la Pêche miraculeuse, chemin de la Planète, chaque dernier dimanche du mois.

#### Culte israélite
La synagogue de Nîmes a été édifiée en 1793 par des marchands juifs (marchands de mules, marchands de textiles) venus du Comtat Venaissin, principalement de Carpentras et installés depuis peu à Nîmes. Comme celles du Comtat Venaissin, la synagogue qu'ils ont édifiée se trouve au premier étage tandis qu'au rez-de-chaussée se trouvent des annexes : le logement du rabbin, le four à Matsot (pain azyme) ou le Mikvé (bain rituel). Elle a été restaurée en 1893 et la façade actuelle sur rue date de cette époque. Depuis, elle n'a subi aucun changement notable.

#### Culte musulman
La communauté musulmane dispose de sept lieux de culte : association culturelle des musulmans de Nîmes (rue des Greffes), association culturelle et cultuelle du Mas de Mingue (Chemin du Mas de Mingue), association culturelle musulmane de Nîmes (route de Nîmes), association culturelle musulmane Mosaïque de Nîmes (rue Galilée), association franco-musulmane de la ZUP Sud (place Fragonard), association de l'union culturelle musulmane Imano-Paix (quai Mégisserie) et la mosquée Lumière et Piété (rue Jacques-Monod).

#### Culte protestant
Les différentes communautés protestantes et leurs lieux de culte sont les suivants : Église protestante unie de France (Chapelle de Garons, Fraternité, Grand temple, Petit temple, Temple de l'Oratoire, Temple Réformé de Nîmes - Saint-Césaire, Temple Réformé de Nîmes-Sud, Temple Réformé de Nîmes-Ouest), Union nationale des Églises réformées évangéliques indépendantes (rue Adrien), Association évangélique d'Églises baptistes de langue française (chemin de la combe des oiseaux), Fédération des Églises évangéliques baptistes de France (Centre Martin Luther King), Armée du salut (boulevard Victor-Hugo et rue régale), Assemblées de Dieu (rue Godin), Union des Églises évangéliques libres (rue du fort), Église adventiste du septième jour (rue Saint-Rémy et route d'Avignon).
L'Église de Jésus-Christ des saints des derniers jours se situe, quant à elle, chemin du Mas de Vignolles.

### Médias

#### Presse écrite
Nîmes reçoit deux quotidiens régionaux principaux, le Midi libre et La Marseillaise (édition gardoise du quotidien provençal) ainsi qu'un hebdomadaire, La Gazette de Nîmes et un bimensuel Objectif Gard.

#### Télévision
Deux chaînes de télévision locales émettent sur Nîmes et sa région :
- France 3 Languedoc-Roussillon émet sur Nîmes sous le nom de « France 3 Pays Gardois »[99]. Elle propose, en plus des programmes montpelliérains de France 3, une édition locale consacrée au Gard lors du 12/13 et du 19/20 ;
- ViàOccitanie Pays Gardois (Anciennement TV Sud Camargue-Cévennes, Télé Miroir) est la chaîne privée gardoise.

Ces deux chaînes émettent sur Nîmes grâce aux sites TDF de la route d'Arles (multiplex R1 avec France 3 et TV Sud) et de la Tour France Télécom du Mas des Capitelles (simplex R15 avec TV Sud).

#### Radio
Plusieurs radios locales peuvent être reçues à Nîmes :
- 90.2 France Bleu Gard Lozère : station locale publique du Gard et de la Lozère. Ses studios sont à Nîmes[101].
- 92.2 Radio Fréquence Nîmes (RFN) : radio associative de Nîmes. Elle émet ses programmes depuis ses studios sur la route d'Uzès[102].
- 96.6 Chérie FM Grand Sud : déclinaison nimoise de Chérie FM. Elle émet des décrochages locaux pour Nîmes mais aussi Alès (90.5 FM) et Florac (92.6 FM)[103].
- 99.9 Fun Radio Nîmes : déclinaison nîmoise de Fun Radio[104]. Ses studios sont situés à Saint-Gilles, sur la route d'Estagel.
- 100.8 Radio Ecclesia : radio du Diocèse de Nîmes[105].
- 102.5 RAJE : radio associative arrivée en 2007 sur Nîmes[106]. Il existe une déclinaison sur Avignon (90.3 FM).
- 103.1 Radio Alliance Plus : radio associative nîmoise protestante[107].
- 105.8 NRJ Nîmes : déclinaison nîmoise d'NRJ. Elle diffuse des décrochages locaux et partage ses studios avec Chérie FM Grand Sud[108].
- 106.6 RTS FM : radio locale commerciale basée à Sète. Elle est aussi diffusée dans l'Hérault et le Vaucluse[109].

#### Internet
L'actualité de la ville de Nîmes est relayée sur internet par les sites suivants :
- Gard-Entreprises.com : web magazine économique et annuaire multimédia et multi-langues (français, anglais, allemand et espagnol) des entreprises de Nîmes et du Gard. Agenda des sorties professionnelles, articles économiques et juridiques, recherche et offres d'emplois ciblées sur le département du Gard[110].
- Objectifgard.com : actualité politique, économique, culturelle et sportive de la ville de Nîmes et du département du Gard[111].
- Nîmes-actu.com : actualité de Nîmes et de sa région, agenda, communiqués, clips vidéo.
- Nimes-gard.fr (ex- Nemausus.com) : découverte de Nîmes et de sa région, bons plans de sorties[112].

## Économie

### Revenus de la population et fiscalité
Concernant les revenus, celui moyen par ménage est d'environ 16 500 €/an quand il est d'environ 21 000 € au niveau national. En 2023 le nombre de bénéficiaires du revenu de solidarité active (RSA) s'élève à 9 325 personnes, soit 6,3 % de la population totale.
En 2010, le revenu fiscal médian par ménage était de 21 060 €, ce qui plaçait Nîmes au 29 134e rang parmi les 31 525 communes de plus de 39 ménages en métropole.

### Emploi

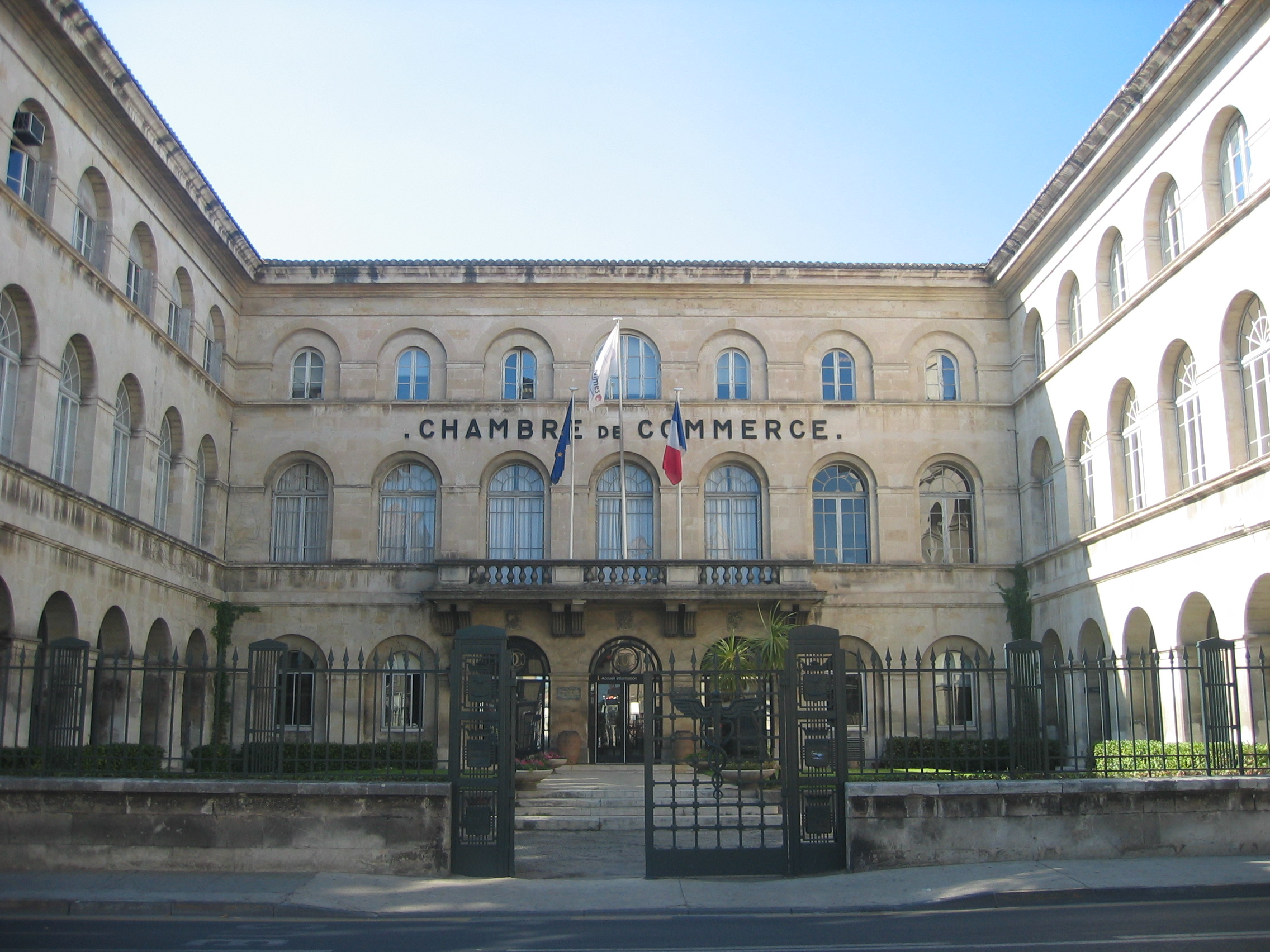
La Chambre de commerce et d'industrie.

En 2009, la population de Nîmes se répartissait ainsi : 66,7 % d'actifs et 33,3 % d'inactifs dont 7,7 % de retraités et 13,2 % d'élèves, d'étudiants et de stagiaires non rémunérés.
En 2009, la population active nîmoise se compose pour 34,2 % d’employés, pour 27,9 % de professions dites intermédiaires, pour 17 % d’ouvriers, pour 15,1 % de cadres et autres professions intellectuelles, pour 5,5 % d’artisans, commerçants et chefs d'entreprise. Les actifs des professions du secteur agricole ne comptent que pour 0,3 % de la population active.
Le taux de chômage était de 20,4 %, légèrement plus faible que celui de 1999 (22,9 %), mais supérieur au taux de chômage du département du Gard et du territoire national. Les données concernant les quartiers prioritaires de Valdegour et Pissevin sont encore plus préoccupantes et méritent une attention particulière, s'agissant de la sixième zone la plus pauvre de France. Dans ces îlots de précarité, (en 1999 44,2 % de la population y était au chômage) on trouvait en 2009 78 % des jeunes adultes sans diplôme de niveau au moins égal au baccalauréat.
Malgré un accroissement marqué de sa population de plus de 7 000 personnes entre les années 2000 et 2005, le taux de sa population active n’atteint que les 42,5 % environ, soit en valeur absolue environ 67 000 actifs à comparer au taux de 45,5 % de la moyenne nationale. La comparaison des données concernant le taux d'activité des travailleurs dont l’âge se situe entre 20 et 59 ans se fait encore en défaveur de la cité nîmoise ; il n’atteint que les 78 % alors que la moyenne nationale s'élève à 82,5 % et sa population de retraités est supérieure d'un demi point à celle de la moyenne nationale qui n'est qu'à 18,5 %.

### Entreprises et commerces

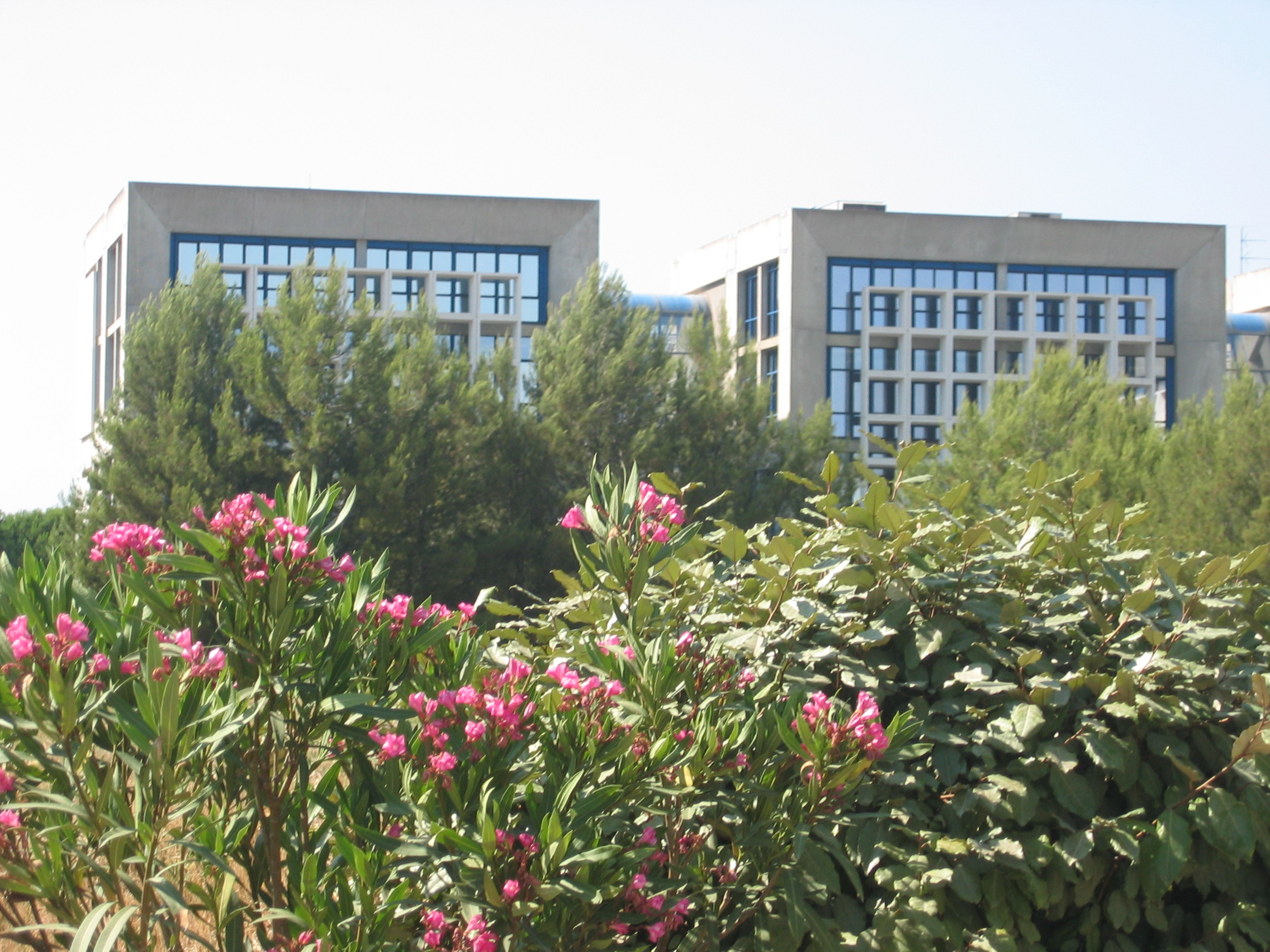
Le parc scientifique et technique Georges-Besse.

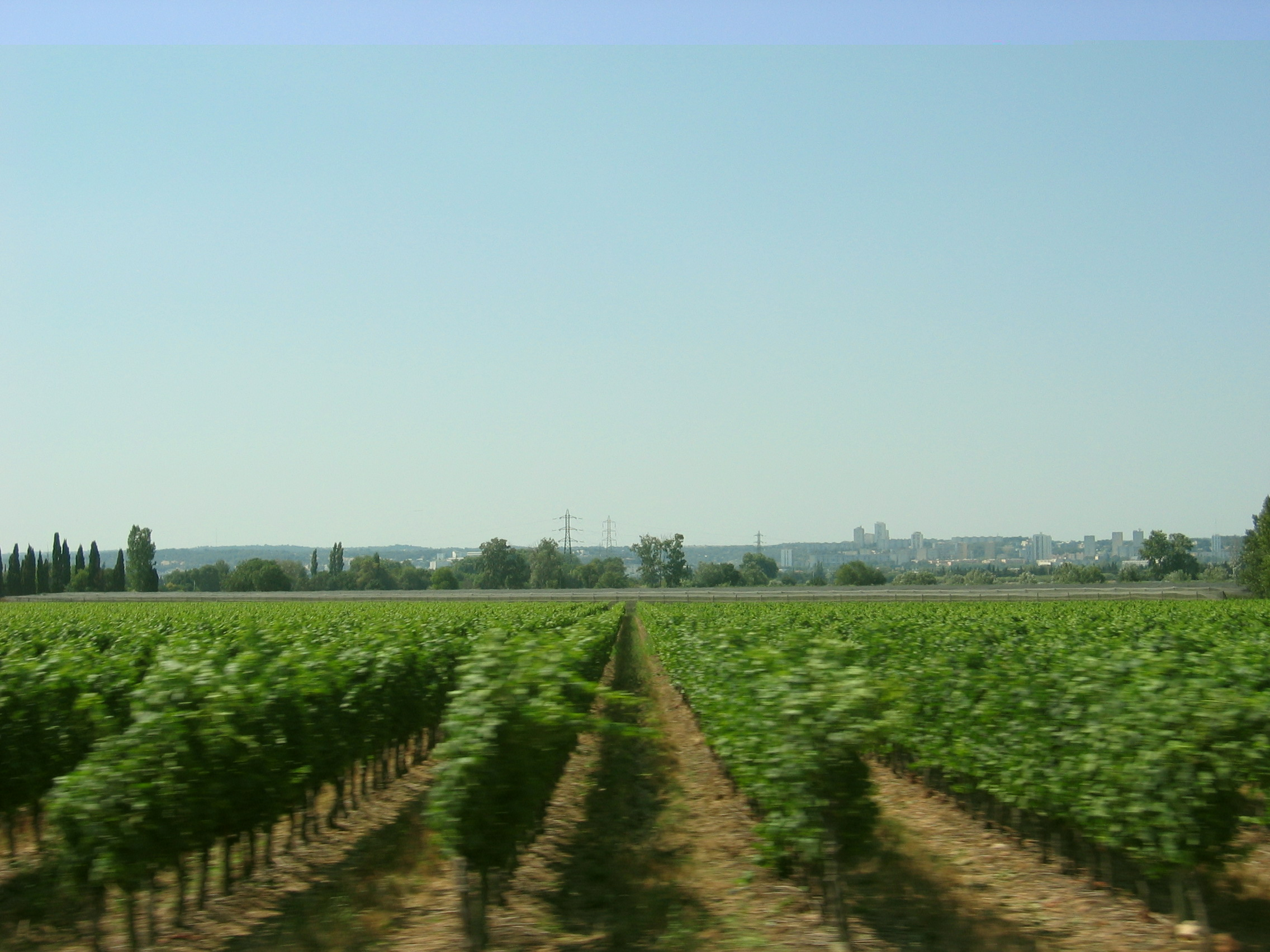
Vignes en bordure de Nîmes.

Au 31 décembre 2010, Nîmes comptait 14 687 établissements : 226 dans l'agriculture-sylviculture-pêche, 735 dans l'industrie, 1 414 dans la construction, 9 698 dans le commerce-transports-services divers et 2 614 étaient relatifs au secteur administratif. En 2011, 1 570 entreprises ont été créées à Nîmes dont 635 par des auto-entrepreneurs.
Après avoir traversé des années de sérieuses difficultés, notamment en ce qui concerne le secteur du textile, la ville semble avoir retrouvé depuis 2000 le chemin de l’essor et du dynamisme économique grâce, entre autres, au dynamisme de Montpellier et d'Avignon. L’environnement nîmois, devenu relativement attractif, est un gage de succès pour les entreprises qui s’installent dans les zones d’activité créées et leurs capacités d’accueil sont dépassées.
Pour maintenir le rythme du nouvel essor économique, la ville avec l'aide de la communauté d'agglomération Nîmes Métropole, et la Chambre de commerce et d'industrie de Nîmes-Bagnols-Uzès-Le Vigan, dont la ville est le siège, cherche à valoriser ses atouts. Les efforts déployés pour améliorer la situation économique portent en particulier sur l’extension des zones d’activités économiques. La zone d’activité de Grézan avec ses 100 entreprises procure quelque 1 200 emplois principalement dans la logistique. La zone du parc scientifique et technique Georges-Besse spécialisée dans les hautes technologies et les nouvelles technologies de l’information et de la communication (NTIC), compte 100 entreprises et apporte environ 1 700 emplois. La zone franche urbaine (ZFU) de Pissevin-Valdegour, avec l'attractivité de ses avantages fiscaux temporaires pour les entreprises, a prospéré de façon assez significative. Son attractivité a favorisé, mais sans doute pas dans de suffisantes proportions, l’emploi dans les quartiers prioritaires qui reste encore à un niveau trop élevé. Toutes ces zones ont fait l’objet d’extensions et les nombreuses demandes d'installations venant d'entreprises souhaitant s'y installer créent une situation encourageante.
Nîmes est une commune viticole connue grâce au vin AOC Costières-de-nîmes (en rouge, blanc et rosé). Son terroir lui donne également la possibilité de produire de l'AOC Languedoc et les IGP Gard et Pays-d'oc.
Deux AOC oléicoles sont également produites sur le territoire nîmois : l'olive de Nîmes AOC et l'huile d'olive de Nîmes AOC.

## Culture locale et patrimoine
Nîmes est classée ville d'art et d'histoire. Connue sous le nom de Colonia Augusta Nemausus à l'époque romaine, Nîmes conserve de nombreux témoignages de la splendeur romaine et des largesses de l'empereur Auguste. La ville possède également des édifices religieux, hôtels particuliers, places et musées prestigieux.
Nîmes possède également un patrimoine textile important. Longtemps le textile a fait la richesse de la ville qui possédait par le biais de certains commerçants des comptoirs à l'étranger. La ville est connue pour sa production de soie et surtout de la toile de Nîmes ancêtre du "Denim" que nous connaissons maintenant.

### Patrimoine architectural

#### Monuments romains

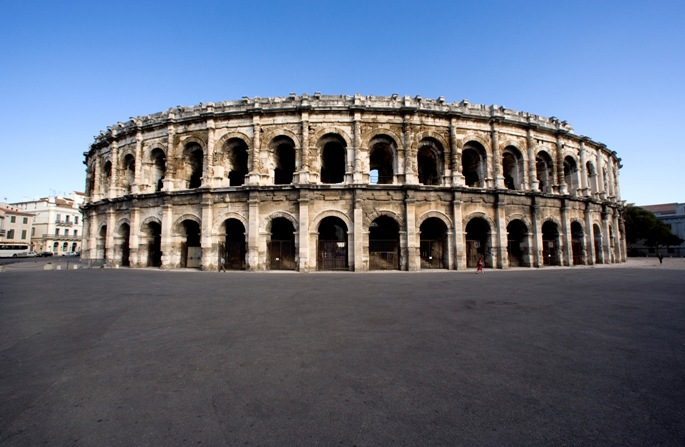
Les Arènes.

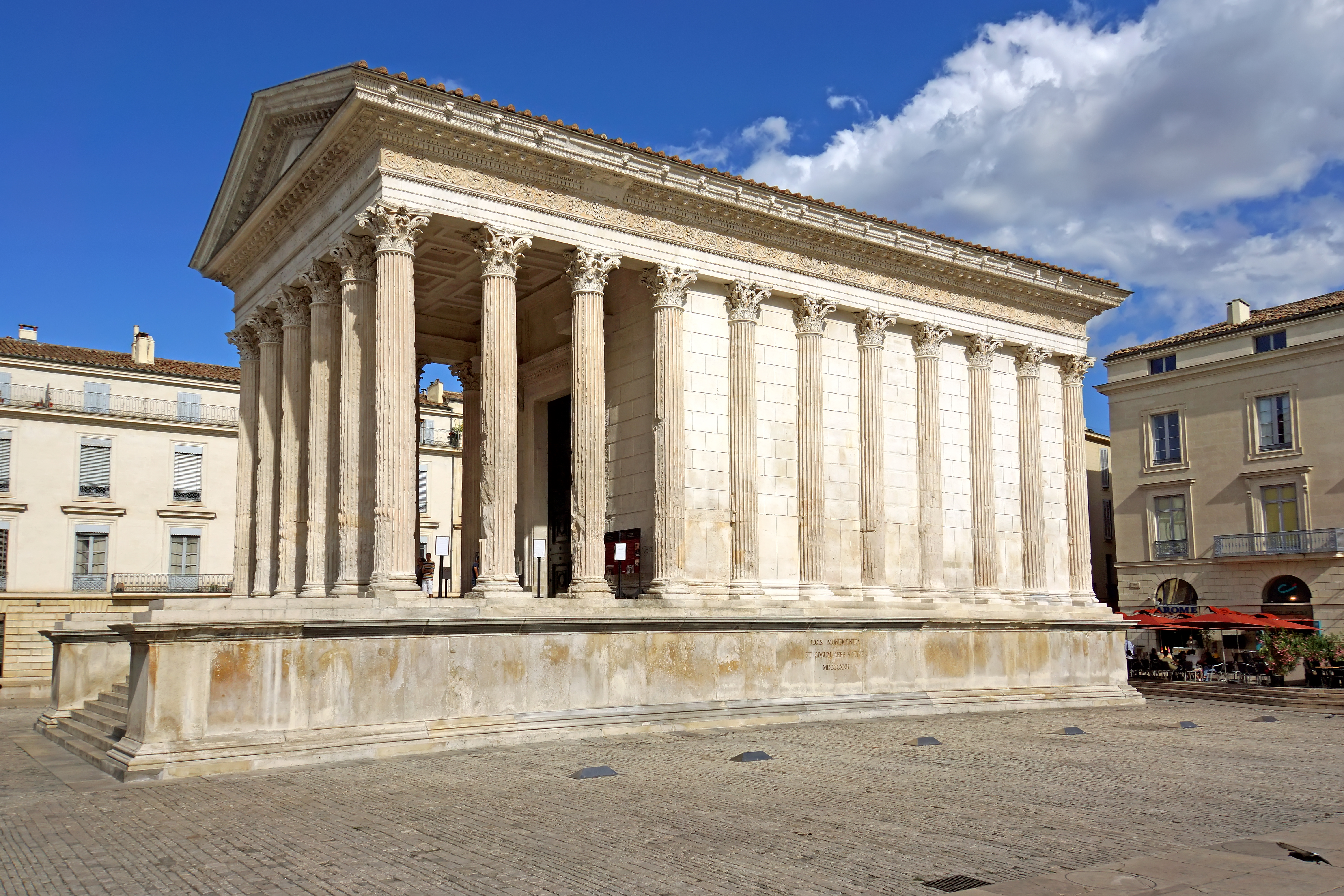
La Maison Carrée.

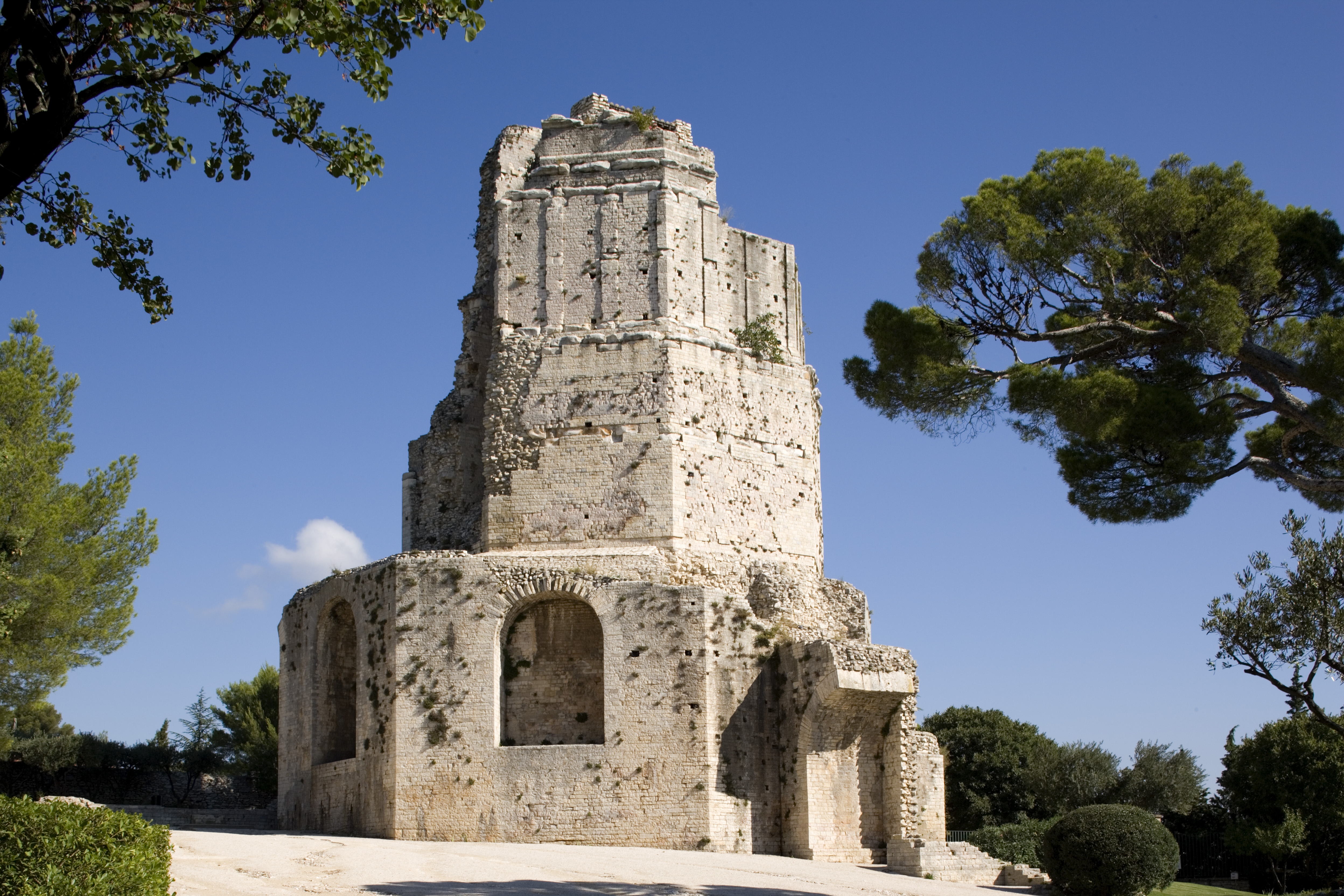
La tour Magne.

Nîmes abrite de remarquables témoins du passé romain de la ville. Certains de ses monuments figurent aujourd'hui parmi les mieux préservés au monde dans leur catégorie. C'est notamment le cas du plus connu d'entre eux, l'amphithéâtre, appelé également arènes de Nîmes. Construit à la fin du Ier siècle apr. J.-C., l’amphithéâtre mesure 133 mètres de long et 101 mètres de large. La façade, haute de 21 mètres, est composée de deux niveaux de 60 arcades chacun. À l’intérieur, près de 25 000 spectateurs pouvaient assister aux combats d’animaux et de gladiateurs. Une légende affirme qu'un tunnel relierait les arènes de Nîmes à celles d'Arles (à 25 km). Ce tunnel traverserait ainsi le Rhône. En réalité, de nombreux tunnels existent sous les arènes, correspondant à un système très perfectionné d'égouts romains. Aujourd’hui, les arènes de Nîmes, lieu de prestige, se transforment régulièrement en une grande salle de spectacle où artistes nationaux et internationaux viennent se produire. Elles constituent de même le cœur des ferias de Nîmes, où des corridas réunissent des milliers de spectateurs venus du monde entier. Un vaste programme de sauvegarde et de restauration de la totalité du monument est peu à peu réalisé, tant pour l'ensemble des façades extérieures (120 arches reparties sur deux niveaux) que pour le lourd et très problématique traitement de l'étanchéité interne. Ce programme devrait durer de longues années étant donné l'importance de l'édifice.
L'autre monument romain emblématique de la ville est la Maison Carrée, temple romain construit en 3 et 5 apr. J.-C., qui dominait le forum de la ville antique. Dédiée donc, dans un second temps, à Caius et Lucius César, petits-fils et fils adoptifs de l’empereur Auguste, la Maison Carrée est dans un état de conservation tout à fait exceptionnel qui en fait le temple le plus "intact" du monde romain. La restauration de ses façades, initiée en 2006, a nécessité quatre années de travaux. La Maison Carrée est entourée d'un péristyle élevé sur un podium et marquée dans son architecture classique par une influence grecque (ordre corinthien). Le forum romain auquel elle appartenait autrefois était un important ensemble immobilier.
Source d’inspiration des plus grands poètes tels que Frédéric Mistral et Guillaume Apollinaire, la tour Magne domine Nîmes du haut de ses 32 mètres. Elle est le plus important vestige de l’enceinte romaine qui entourait Nîmes jadis. Le rempart n’existe plus, mais des ruines sont régulièrement découvertes lors des fouilles menées par les archéologues. Véritable tour de guet, la tour Magne permettait de repérer les envahisseurs au loin. Aujourd’hui, elle offre depuis son sommet une vue imprenable sur la capitale gardoise.
Les jardins de la Fontaine abritent un autre monument romain, datant du IIe siècle apr. J.-C. : le temple de Diane. Il se dresse dans la partie basse des jardins, à proximité de la source. Il était encore entier au milieu du XVIe siècle, transformé en église. Les frères en furent chassés au moment des guerres de Religion et le bâtiment servit alors d'entrepôt à bois et foin. Mais, rapidement, un différend apparaît entre deux personnages sur l'attribution de la propriété du lieu qui est alors incendié. Sa voûte s'effondre, le mur sud est démoli, la façade principale est dépouillée de son ordonnancement de colonnes et de ses frontons étagés. Le temple de Diane constitue néanmoins le seul monument conservé en élévation de l'ensemble du sanctuaire romain dédié au culte impérial et aux loisirs autour de la source sacrée. Sa fonction d'origine reste incertaine, même si l'on penche vers un édifice à vocation culturelle, de type bibliothèque. D'une manière générale, ce monument a été assez peu étudié.
De l'antique enceinte augustéenne, deux portes de villes nous sont parvenues : la porte d'Auguste et la porte de France (16-15 av. J.-C.). Dite également « porte d'Arles », la porte d'Auguste est une des principales portes de l'époque romaine de la ville. Elle s'ouvrait sur la voie Domitienne et faisait partie des remparts. D'après certains érudits, une borne milliaire y fixait le point de départ de la voie Domitienne de Nîmes à Beaucaire. Elle fut redécouverte au moment de la démolition du château royal durant la période révolutionnaire et échappa de peu aux coups de pioches. Elle était flanquée à l'origine de deux puissantes tours. On notera, à cet effet, que la ville antique était entourée d'une muraille autant défensive que symbolique de la puissance de la cité. S'étendant sur plus de 6 km, ponctuée de nombreuses tours, sa partie la mieux conservée et la plus impressionnante s'étend du bas de la route de Sauve au sommet du Montaury. Par endroits, elle a conservé sa hauteur initiale ce qui en fait un monument exceptionnel ; le tronçon de rempart antique le mieux conservé en France selon le ministère de la Culture.
La porte de France portait autrefois le nom de porte d'Espagne. Elle compte une seule arcade en plein cintre surmontée d'une galerie aveugle décorée de pilastres toscans. Durant l'Antiquité, elle était, elle aussi, flanquée de deux tours semi-circulaires. Visible de loin, elle signalait la présence de la cité et du sanctuaire impérial située au pied de la colline, autour de la source.
Le castellum divisorium, aussi appelé castellum aquae (Ier siècle) est situé rue de la Lampèze, au pied de l'ancien « fort Vauban ». Redécouvert il y a près de 170 ans, ce bassin de distribution des eaux répartissait dans la ville l'eau arrivant d’Uzès sur 50 km, via l'aqueduc de Nîmes et le pont du Gard. C'est un témoin unique et exceptionnel du génie des ingénieurs romains. Il est le seul du monde antique à avoir conservé l'intégralité de son socle percé de bouches. De ce bassin circulaire de 5,50 mètres de diamètre et de 1,40 mètre de profondeur, taillé dans le roc, partaient des canalisations en plomb qui acheminaient l’eau vers les monuments, les fontaines et les différents quartiers de la cité antique.
De la fin du XVIIIe au début du XIXe siècle, les monuments antiques nîmois ont été très étudiés par les érudits de l'époque : Hubert Gaultier a ainsi écrit une Histoire de la ville de Nismes ; Léon Ménard a écrit quant à lui une Histoire des Antiquités de la ville de Nismes et de ses environs.

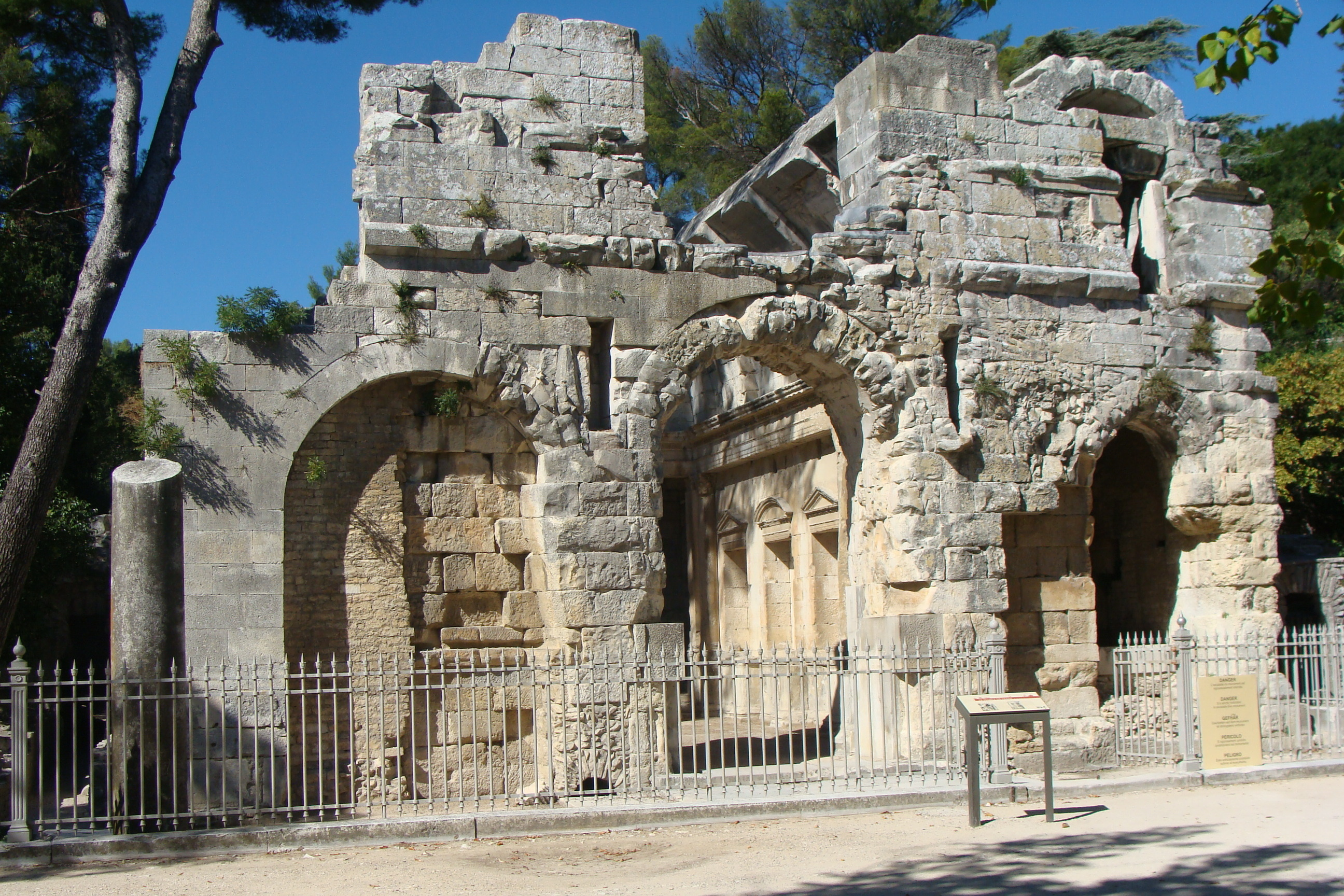
Le temple de Diane.
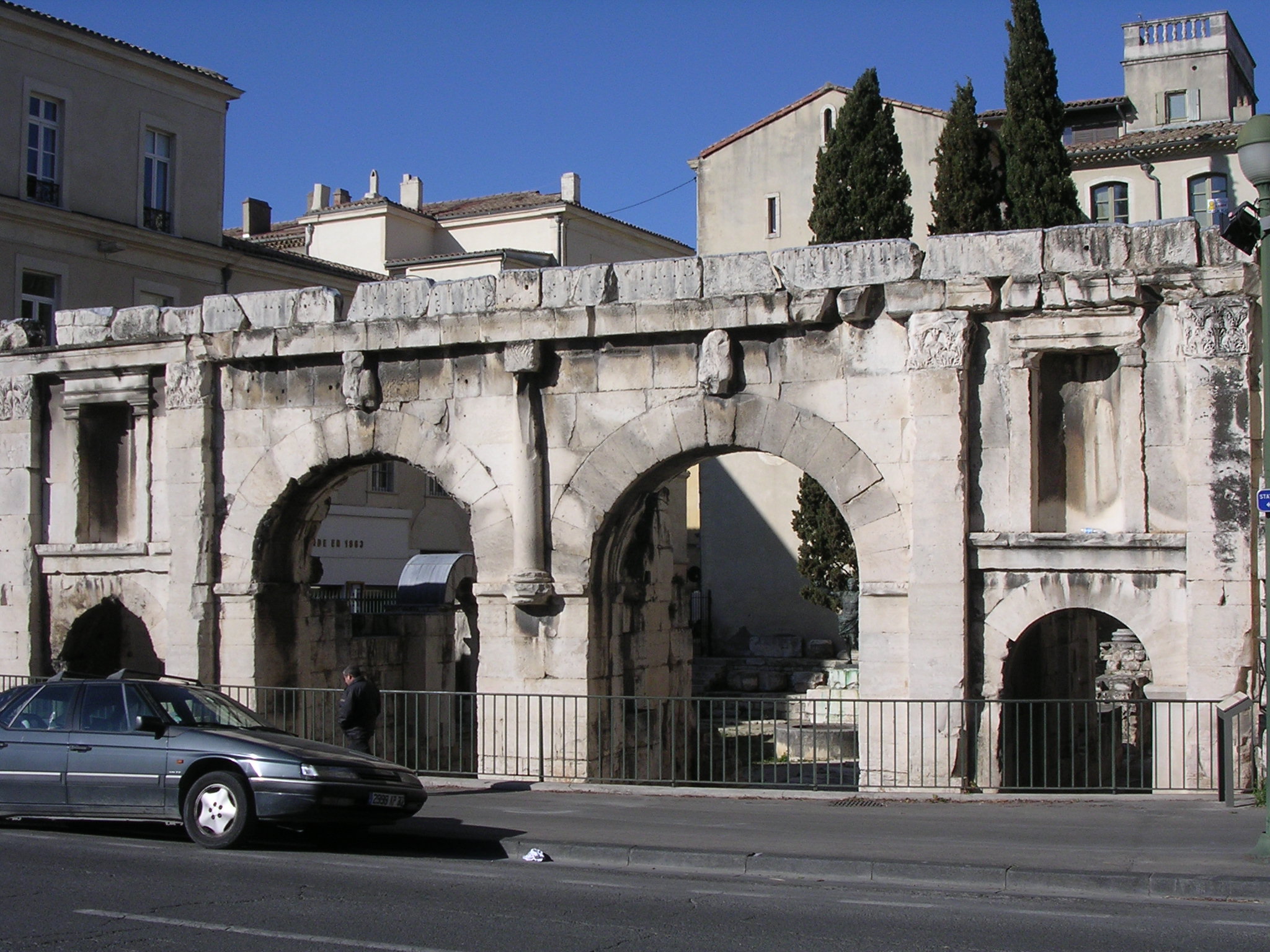
La porte d'Auguste.
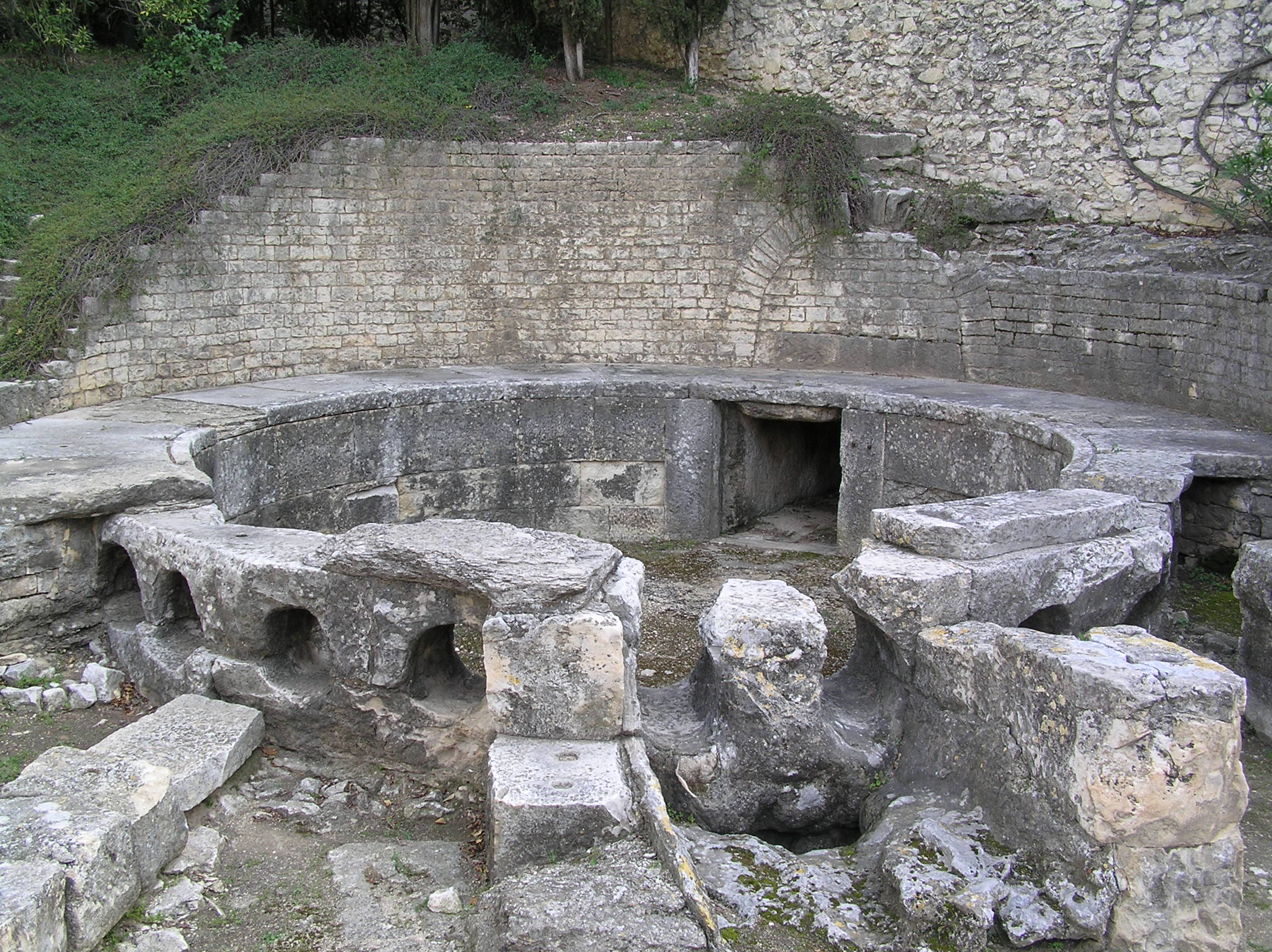
Le castellum divisorium.

#### Monuments religieux

##### Cathédrale Notre-Dame-et-Saint-Castor de Nîmes

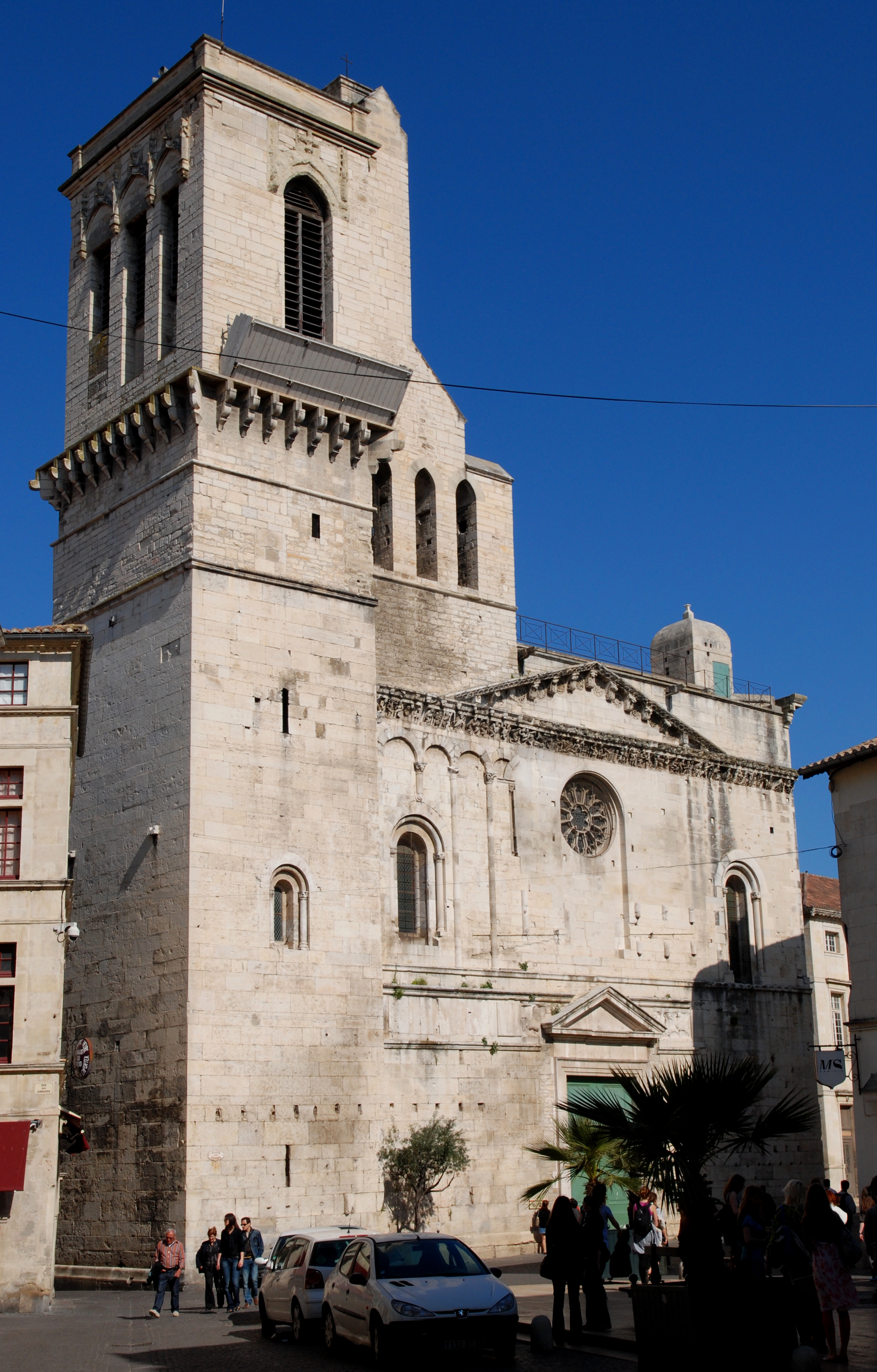
La cathédrale Notre-Dame-et-Saint-Castor.

L'architecture religieuse médiévale est relativement peu représentée à Nîmes. En effet, les vicissitudes de l'histoire ont emporté de nombreux témoins bâtis de cette époque. Parmi les édifices parvenus à ce jour[Quand ?], citons surtout la cathédrale Notre-Dame-et-Saint-Castor, édifice roman du XIIe siècle. Flanquée d'une tour massive d'environ 40 mètres, elle a subi les assauts des guerres de religion et dû malgré tout être remaniée. Seules la tour nord et les six premières scènes de la frise sculptée sur le large fronton de la façade appartiennent à l'édifice d'origine. L'église a été reconstruite à deux reprises au XVIIe siècle. L'intérieur a été entièrement remanié à la fin du XIXe siècle par l'architecte diocésain Henri Antoine Révoil qui restaura également, entre autres, l'amphithéâtre romain ou encore la cathédrale de Montpellier. On remarquera cependant la chapelle du Rosaire, très bel exemple d'architecture religieuse baroque du XVIIe, un sarcophage paléochrétien intégré dans l'autel d'une chapelle latérale et, bien sûr, la frise du grand fronton de la façade extérieure, chef-d'œuvre de sculpture de l'art roman, en partie restaurée au XVIIe, inspirée elle aussi des représentations antiques. La cathédrale est élevée au rang de basilique depuis 1882. La hauteur des voûtes de la nef atteint 20 mètres. Henri Antoine Révoil ne fut cependant pas autorisé à remanier la façade en style néo-roman.

##### Chapelle Sainte-Eugénie de Nîmes
La chapelle Sainte-Eugénie est la plus ancienne église de Nîmes encore ouverte à ce jour[Quand ?]. Elle était également romane à l'origine. Sa façade (beaucoup plus haute que l'église elle-même) est un trompe-l'œil de style néo-roman réalisé par des maîtres cimentiers marseillais spécialistes en la matière à la fin du XIXe siècle. L'intérieur présente un plan très irrégulier et conserve une partie de ses voûtes gothiques refaites au XVIIe siècle, de nombreux tombeaux médiévaux à même le sol, un étonnant et monumental retable en bois et un maître-autel de style néo-gothique formant dentelle de boiseries.

##### Chapelle du collège des Jésuites de Nîmes
L'ancienne chapelle du collège des Jésuites est un des rares témoins nîmois de l'architecture religieuse du XVIIe siècle. Son architecture se distingue par l'emprunt de nombreux éléments de décoration aux monuments romains de la ville. Elle possède une vaste coupole centrale d'où pénètre la lumière, des balcons en fer finement ouvragés et sa toiture est ponctuée d'originaux clochetons cylindriques surmontés de petits dômes. Le maître autel et son retable du XVIIe siècle sont invisibles au public, stockés depuis fort longtemps dans les réserves du musée des beaux-arts. La chapelle accueille aujourd’hui des expositions temporaires et des manifestations culturelles. L'ancien collège des Jésuites abrite depuis 1886 le musée archéologique et le muséum d'histoire naturelle de la ville.

##### Chapelle Saint-Joseph de l'Hôtel-Dieu de Nîmes
La chapelle Saint-Joseph est une petite église située rue Jean-Reboul, à proximité de la porte de France. À l'intérieur de ce discret mais intéressant édifice du XVIIe siècle se trouve un retable et plusieurs peintures de la même époque. Ancienne chapelle conventuelle, elle faillit être démolie en même temps que son couvent à la fin des années 1970.

##### Église Saint-Charles à Nîmes
La façade monumentale de l'église Saint-Charles donne sur le boulevard Gambetta. Elle est surmontée d'un vaste fronton triangulaire de style néo-classique s'inspirant des temples antiques, avec pilastres et sculpture d'une coquille Saint-Jacques au-dessus de la fenêtre qui domine la porte d'entrée. On notera que cet édifice, œuvre de l'architecte Claude Rollin dans les années 1770, est bien peu mis en valeur et n'a été que très récemment inscrite monuments historiques. La hauteur des voûtes de la nef s'élève à 19 mètres. Cette nef longue de 33 mètres pour 11,70 mètres de large se compose de 4 travées. Le clocher carré, terminé aujourd'hui par une simple terrasse sans ornement, a perdu son couronnement d'origine.
De nombreuses églises nîmoises ont été construites au XIXe siècle. C'est notamment le cas de l'église Saint-Paul de style néo-roman, réalisée par l'architecte Charles-Auguste Questel (1835-1849). Elle possède un puissant clocher s'élevant à 62 mètres à la croisée du transept de la nef formant une coupole sur trompes. La hauteur des voûtes de la nef centrale atteint 18 mètres. La coupole de la croisée du transept atteint environ 24 mètres. La façade est, à trois porches, s'inspire des portails de Saint-Trophime d'Arles et de ceux de l'abbatiale de Saint-Gilles. Le clocher, quant à lui, à deux étages d'arcades, reprend le modèle de Saint Honorat des Alyscamps d'Arles tout en y ayant adjoint une haute flèche. Le chevet est également remarquable, avec son abside semi-circulaire encadrée par deux absidioles dont l'ensemble forme, avec les toitures, jusqu'au clocher, une élévation à multiples décrochements particulièrement réussie. On notera enfin que Saint-Paul de Nîmes est le premier projet d'église néo-romane présenté en France au XIXe siècle et qu'il s'agit d'un édifice majeur de ce siècle tant décrié, qui devait être « à la hauteur » architecturale des fleurons que constituent la Maison Carrée et l'amphithéâtre romain.

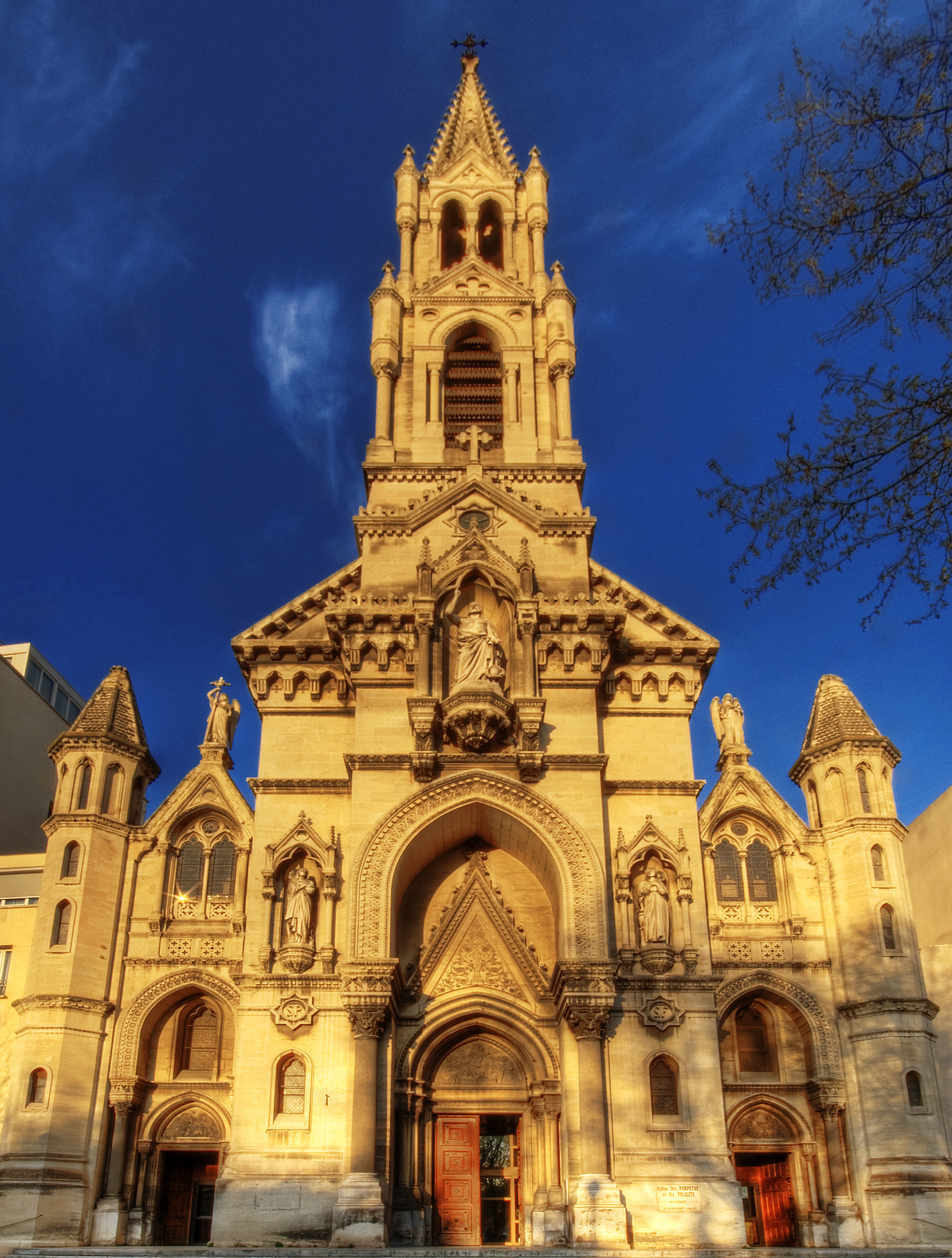
L'église Sainte-Perpétue-et-Félicité.

L'église Sainte-Perpétue-et-Félicité est représentative du mouvement éclectique, à tendance néo-gothique, style de rigueur sous le Second Empire. Elle fut édifiée entre 1854 et 1865 sur les plans de l'architecte Léon Feuchère, sur l’emplacement de la petite chapelle de l’ancien couvent des Capucins — ce dernier fut détruit en 1984, avec ses bâtiments, son cloître, son réfectoire, sa laverie, son puits, ses latrines et son passage dissimulé. La hauteur des voûtes intérieures sur croisées d'ogives est de plus  20 mètres et l'intérieur de l'édifice, pouvant contenir 1 200 personnes, mesure 45 mètres de long par 20 mètres de large. Remarquer l'étonnante présence d'arcs outrepassés sur les bas-côtés. La disposition générale de sa façade occidentale ainsi que son haut clocher ne sont pas sans rappeler l'architecture de la basilique de l'Immaculée-Conception de Lourdes, construite 15 ans plus tard. Le clocher, qui est le plus haut de la ville, s'élance à 71 mètres au-dessus de l'esplanade au niveau du sommet de sa grande croix en fer. Elle était encadrée à l'origine par le palace du Luxembourg au nord et la façade de la manutention militaire (partie importante de l'ancien couvent et son cloître), au sud qui permettaient de la mettre en valeur. Aujourd'hui, deux hauts immeubles modernes gâchent quelque peu cette harmonie primitive. L'église renferme une très belle pietà en marbre du XVIIe siècle. Notons que Perpétue et Félicité sont deux martyres suppliciées dans l’arène en 203 à Carthage. Nîmes est la seule ville de France qui possède une église où sont honorées les deux saintes. On ne sait pas vraiment par quel cheminement le culte de ces martyres nord-africaines est arrivé jusqu’à Nîmes.
L'église Saint-Baudile est un édifice de style néo-gothique, réalisé entre 1867 et 1877 en pierre de Beaucaire et dédié à saint Baudile. Elle possède deux clochers surmontés de hautes flèches. L'église Saint-Baudile fut construite sur les plans de l'architecte bordelais Mondet, au détriment du projet romano-byzantin avec coupole et campanile d'Henri-Jacques Espérandieu. À l'intérieur se trouvent les mosaïques des fonts baptismaux et un ensemble de vitraux de belle qualité, exécutés par des ateliers bordelais. Elle est la plus spacieuse église de Nîmes. La longueur de la nef est de 65 m, la largeur au transept de 30 m et la hauteur sous voûtes de 20 mètres. En façade, les flèches sont hautes de 70 mètres. Les visiteurs confondent souvent l'église Saint-Baudile avec la cathédrale, car il s'agit de la plus vaste église de Nîmes. Comme pour l'église Sainte-Perpétue, le monument nécessiterait une importante campagne de restauration.
Les hameaux de Saint-Césaire-lès-Nîmes et de Courbessac disposent chacun d'une église. À Saint-Césaire, une ancienne église, romane à l'origine, possède un intéressant chevet. À Courbessac se trouve une église du XIe siècle, largement réaménagée depuis le XVe siècle.
Haut lieu du protestantisme dès le XVIe siècle, Nîmes possède plusieurs édifices religieux affectés à ce culte. La plupart de ces édifices date des XVIIIe et XIXe siècles, les guerres de religion ayant détruit les édifices antérieurs. Le principal d'entre eux, le Grand temple, est une ancienne église des Dominicains datant de la fin XVIIIe siècle. Elle fut affectée au culte protestant sous la Révolution. Sa façade baroque a été en partie remaniée au XIXe siècle par l'ajout d'une grande Bible sculptée. Le Petit temple est quant à lui une ancienne église d'un couvent du XVIIIe siècle ; on notera à l'intérieur un remarquable buffet d'orgue très travaillé, du milieu du XVIIIe siècle.
Enfin, le temple de l'Oratoire a été édifié dans un style néo-roman de 1866 à 1877. Il se situe près de la porte de France, non loin du quartier de la Placette. Il possède la particularité d'avoir une charpente apparente en fonte de fer ouvragée typique de la seconde moitié du XIXe siècle. Il est le temple de Nîmes possédant la plus grande capacité d'accueil (forme intérieur quasi en hémicycle). À l'arrière de ce bâtiment est installé le conseil régional Cévennes-Languedoc-Roussillon de l'Église protestante unie de France depuis l'arrivée du président de région (ERF-CLR) Christian Bouzy.

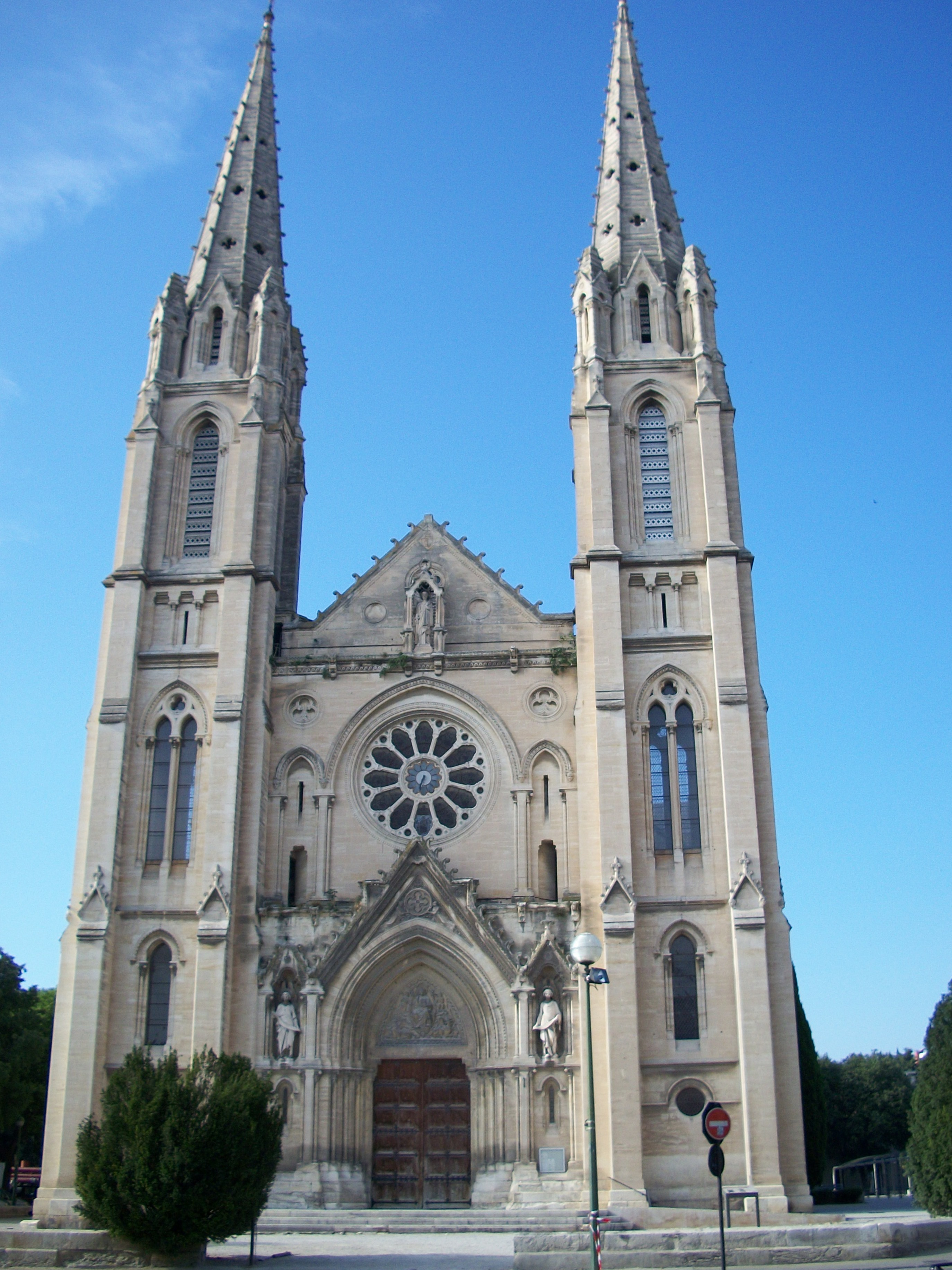
L'église Saint-Baudile.
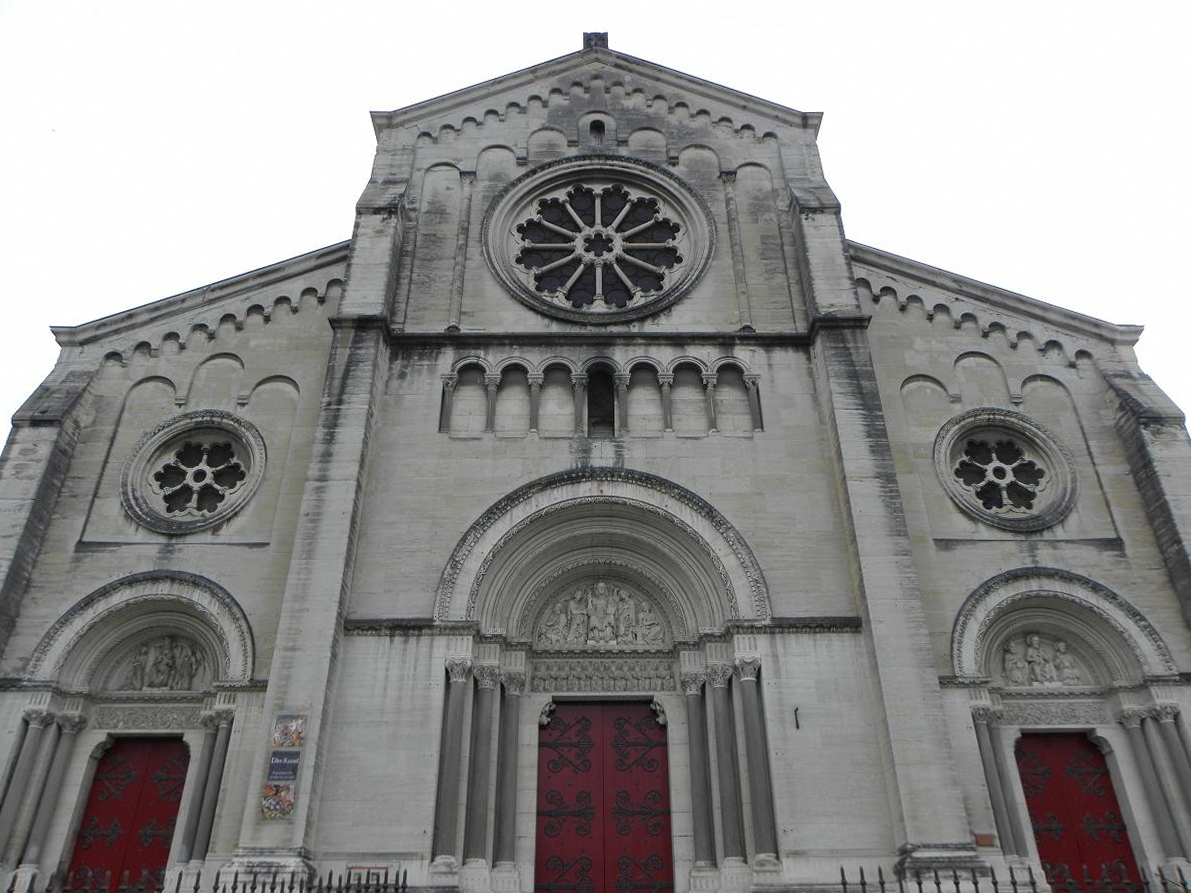
L'église Saint-Paul.
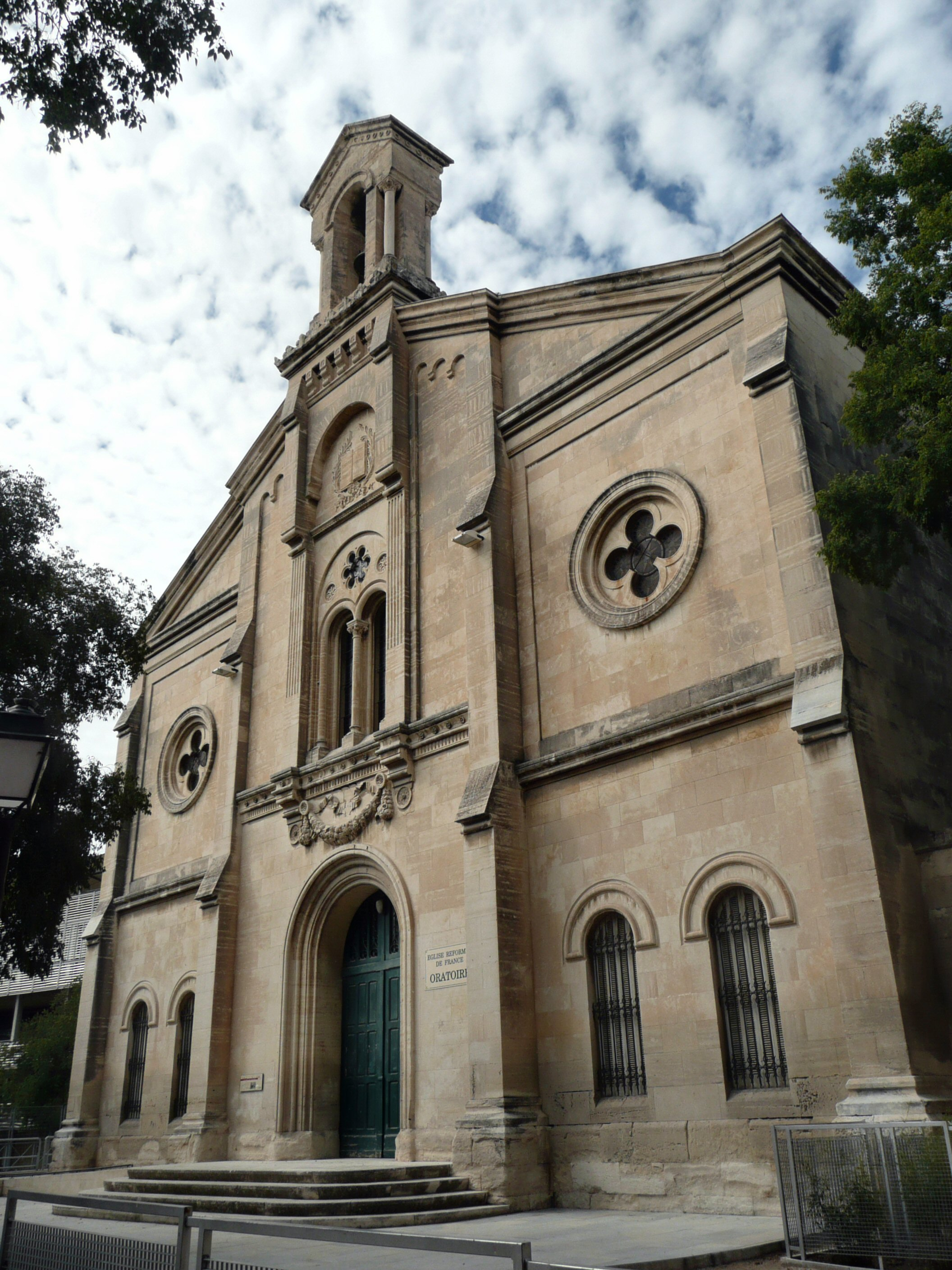
Le temple de l'Oratoire.

##### Monuments civils

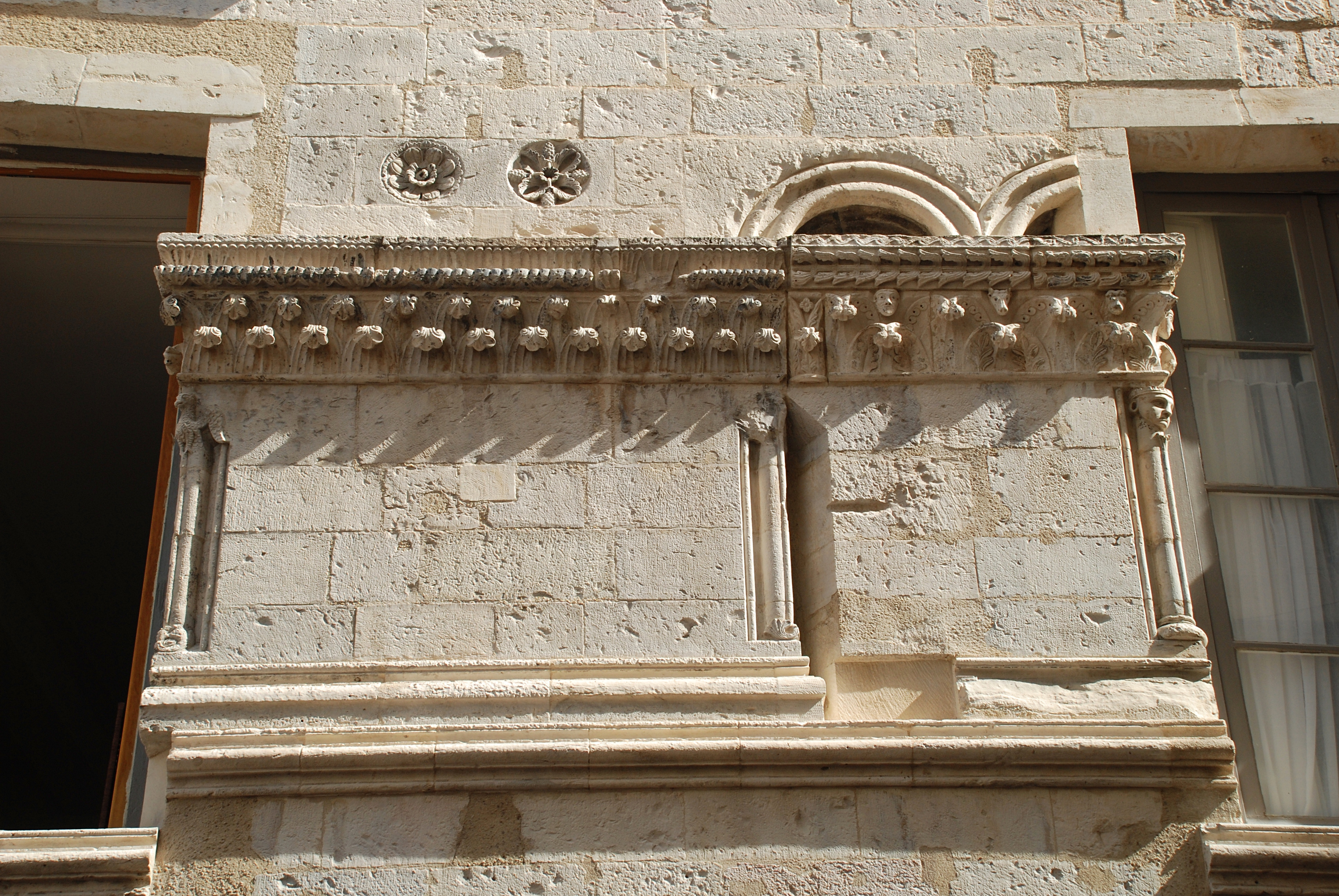
La maison romane de Nîmes.

Parmi les édifices civils, deux maisons représentent principalement l'époque médiévale. La maison romane de Nîmes a été édifiée au XIIe siècle. Elle présente une décoration sculptée composée de frises, de colonnettes surmontées de têtes de monstre, de têtes de bélier ou de visages humains et de cupules ornées d'un visage, de feuilles d'acanthe ou de fleurs. La maison dite de "l'avocat des pauvres", située rue Fresque, a quant à elle longtemps hébergé une fondation de bienfaisance. Cette dernière logeait un avocat, qui défendait la cause des pauvres aux tribunaux de Nîmes.
La tour de l'horloge a été réédifiée à l'emplacement de l’ancien beffroi de l'hôtel de ville en 1752. Cette tour de 30 mètres de haut est surmontée d'un campanile en fer forgé très ouvragé formant une sorte de couronne et abritant une cloche de 1757.
Les rues de Nîmes sont parsemées de nombreux hôtels particuliers construits à l'époque moderne, entre les XVIe et XIXe siècles. L'édification de ces demeures coïncide avec l'essor économique qu'a connu la ville à cette époque. Parmi les hôtels particuliers nîmois les plus prestigieux, on compte notamment, l'hôtel de l'Académie (XVIe siècle, siège de l'Académie de Nîmes depuis 1919), l'hôtel de Balincourt, l'hôtel de Bernis, l'hôtel Bézard, l'hôtel Boudon ou Meynier de Salinelles, l'hôtel de Brueys ou André, l'hôtel de Chazelles, l'hôtel Davé, l'hôtel Démians, l'hôtel de Fontfroide (XVIIe siècle, remarquable escalier), l'hôtel Foulc ou Colomb de Daunant (XIXe siècle, remarquable jardin d'hiver du début du XXe siècle, réaménagé selon un plan inspiré d'Édouard André), l'hôtel Lagorce, l'hôtel Milliarède, l'hôtel Novi de Caveirac ou Chouleur, l'hôtel de Possac, l'hôtel de Régis, l'hôtel de Rozel, l'hôtel Rivet (XVIIIe siècle, siège de l'École supérieure des beaux-arts depuis 1985), l'hôtel Séguier, l'hôtel Villard, la maison des Atlantes ou encore le château Fadaise. La rue Dorée, à l'arrière de l'hôtel de ville, concentre à elle seule une quantité non négligeable de ces hôtels particuliers, encore peu mis en valeur pour certains.

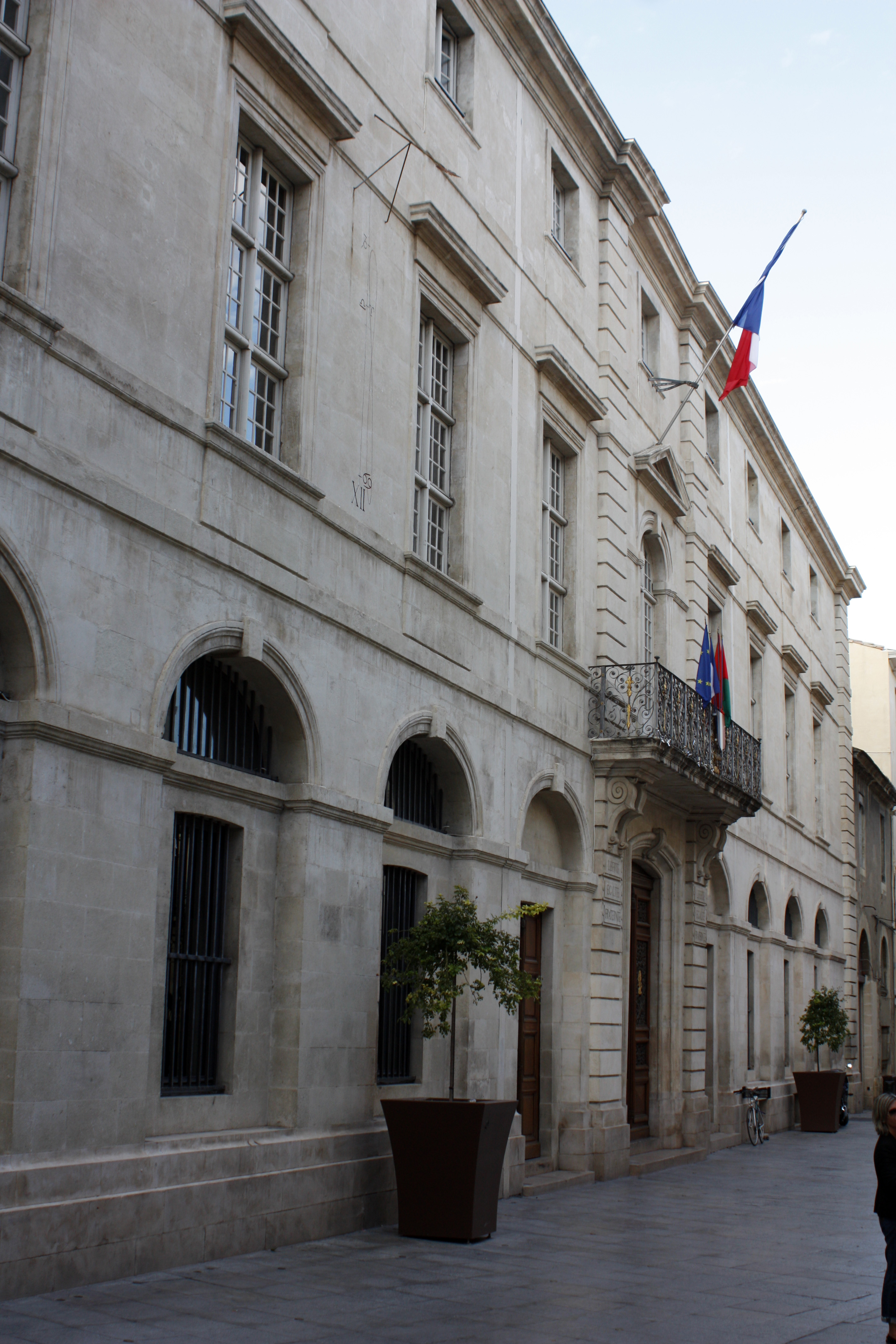
L'hôtel de ville.

L'hôtel de ville a quant à lui été construit à la charnière des XVIIe et XVIIIe siècles. Sa façade du XVIIIe est ornée de mascarons remarquables. Son escalier d'honneur abrite quatre crocodiles naturalisés des XVIe et XVIIIe siècles provenant de l'ancienne foire de Beaucaire. À noter le Mandarin égrenant les heures sur la place de l'hôtel de ville, au sein de l'ancien hôtel Méjean.
L'architecture civile nîmoise du XIXe siècle est principalement représentée par des bâtiments administratifs et officiels. L'hôtel de préfecture du Gard est un édifice monumental, typique de l'architecture éclectique (1855) sous le Second Empire. Il donne alors sur la nouvelle et prestigieuse avenue Feuchères. Il dispose d'une tour-horloge sur la façade centrale à portiques et colonnades, d'un avant-corps à frontons inspirés de l'Antiquité, de toitures mansardées couvertes d'ardoises et de tours d'angle donnant sur le parc surmontées de grandes toitures pointues à pans coupés, couvertes, là aussi, d'ardoises. La construction de l'édifice s'est tenue sous la direction de l'architecte Léon Feuchère. Le décor du grand escalier d'honneur reprenant la composition d'Hubert Robert sur les monuments antiques de Nîmes est remarquable ; les salons, chambres et la galerie du 1er étage sont dans le plus pur style Napoléon III de la IIIe République. En revanche, les décors du rez-de-chaussée n'ont jamais été achevés.
Le palais de justice est un imposant monument néo-classique édifié à de 1836 à 1846 par l'architecte Gaston Bourdon. Il possède une puissante colonnade donnant sur l'esplanade, largement inspirée par la Maison Carrée et récemment restaurée.
L'ancien hôpital Ruffi, ou Hôtel-Dieu, est situé rue de la République. Il fut réédifié par Charles-Étienne Durand, ingénieur des ponts et chaussées et architecte dans les années 1820-30 dans le style néo-classique monumental avec frontons triangulaires et arcades, qui rappelle un peu le premier palais de justice édifié par le même architecte. Il abrite la CCI de Nîmes depuis 1937 ; l'édifice conserve de belles peintures régionalistes de style art déco dans la salle d’honneur et une cheminée Renaissance provenant du château de Montcalm.
Situé route d'Uzès, près des casernes, l'ancien hospice d'humanité fut édifié à partir de 1863 et inauguré le 1er novembre 1874. Il a perdu sa grande coupole à quatre pans, son lanternon abritant une cloche qui surmontait la chapelle et ses toitures d'origine donnant au centre de la façade principale du bâtiment sur la route d'Uzès. Côté route d'Uzès, l’ancienne grille d’entrée en fer forgé richement travaillée encadrée de deux petits pavillons est remarquable. Des constructions ont été adjointes à l'édifice dans les années 1920 pour servir de nouvel hôpital à Nîmes (ancien hôpital Gaston-Doumergue) lors de son déménagement définitif de l'ancien hôpital Ruffi en 1937. Il va subir de graves dommages lors du bombardement allié du 27 mai 1944 (55 victimes) qui visait les casernes militaires voisines. Il est à son tour désaffecté progressivement après les terribles inondations du 3 octobre 1988 au profit du grand et moderne hôpital Carémeau au milieu des années 1990 sur les hauteurs ouest de la ville. Le site, abandonné depuis 10 ans, fait actuellement l’objet d’une vaste campagne de réhabilitation en vue d’accueillir le nouveau campus universitaire de Nîmes. Seuls les bâtiments de l'hospice d'humanité XIXe avec leurs gracieuses cours à portiques seront conservés. Le grand dôme de la chapelle et son lanternon devraient être reconstruits à l'identique.
Situé à l'emplacement de l'ancienne église des Carmes, près de l'actuelle église Saint-Baudile, l'ancien théâtre de la Renaissance, puis de la Scala, fut construit durant la seconde moitié du XIXe siècle (1877). Il brûle à deux reprises, en 1885 et 1893. Du théâtre original, seule la façade nous est parvenue. Son affectation en tant que théâtre est de courte durée, puisque dès le début du XXe siècle le magasin Paris-Nîmes y prend ses quartiers puis ce seront les Dames de France qui s'y installeront, jusque dans les années 1980. Un faubourg des antiquaires s'y installe durant une courte période puis le bâtiment est affecté au Rakan, association d'artistes. De style éclectique, très en vogue durant la seconde moitié du XIXe siècle, la façade n'est pas sans rappeler l'architecture d'autres monuments destinés au théâtre et à l'opéra, comme l'Opéra Comédie de Montpellier ou même le Palais Garnier, de Paris, de manière bien plus modeste. L'édifice abrite aujourd'hui la majorité de la partie scientifique de l'université de Nîmes (site des Carmes).
Construite au sein du complexe urbanistique de l'ancien cloître des Jésuites par Maximilien Raphel en 1894, la galerie Jules-Salles vient de retrouver ses décors d'origine au cours d'une restauration. Son architecture et ses décors sont typiques de la fin du XIXe siècle, avec une impressionnante verrière zénithale.
Le lycée Alphonse-Daudet a d'abord été un hôpital. Sa façade néo-classique donnant sur le boulevard Victor Hugo, édifiée au tout début du XIXe siècle avec arcades au rez-de-chaussée, possède, dans sa partie supérieure, une frise à l'antique sur le thème de la médecine. L'intérieur, dont l'aménagement fut un temps envisagé pour accueillir le palais des arts et de la culture de la ville, est richement décoré. Le bâtiment a été finalement affecté au lycée de garçons en 1883, après que ce dernier ait quitté ses locaux du cloître des Jésuites en 1886. Face aux arènes, se dresse une rotonde d'angle (tour de l'horloge vers 1885) surmontée d'une coupole dont les pilastres évoquent les différentes civilisations antiques. Cette tour possède un cadran d'horloge inscrit dans un arc monumental dans lequel s'inscrivent les 12 signes du zodiaque, dont l'état très dégradé. Il est soutenu par deux grandes colonnes de marbre rose. L'horloge possède un carillon de plusieurs cloches qui vient d'être remis en marche lors de récents travaux de restauration de la partie haute du campanile. De la même époque datent les différentes adjonctions de bâtiments en pierres et briques avec cours protégées de portiques en fonte de fer, typiques de l'architecture sous la IIIe République. Certaines façades sont soulignées de bandeaux de carreaux émaillés.
L'architecture civile du début du XXe siècle est peu représentée à Nîmes. La ville possède toutefois un témoignage intéressant du style art déco, avec le lycée Dhuoda, édifié dans les années 1930. Il possède un programme iconographique caractéristique de cette période et de ce style : colonnade en façade et bas-reliefs, décors peints de la salle des fêtes, etc.
L'un des édifices civils nîmois les plus contemporains est sans doute l'ensemble résidentiel Nemausus 1, construit en 1987 sur une ancienne friche industrielle par l'architecte Jean Nouvel. Cet ensemble original de deux immeubles se trouve dans la banlieue sud de la ville.

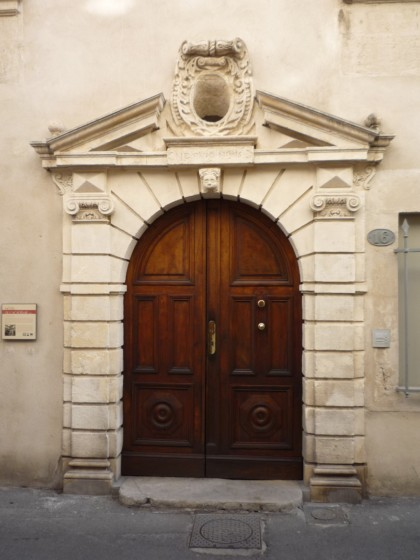
L'hôtel de l'Académie.
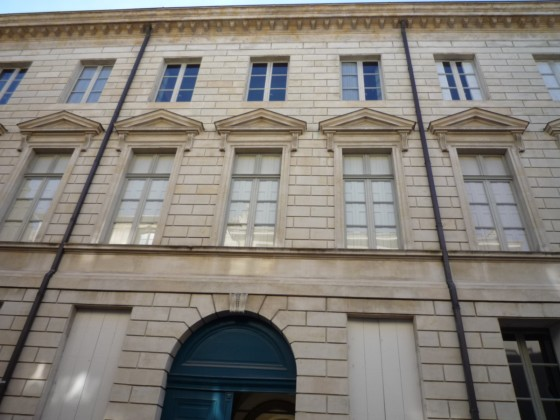
L'hôtel Rivet.
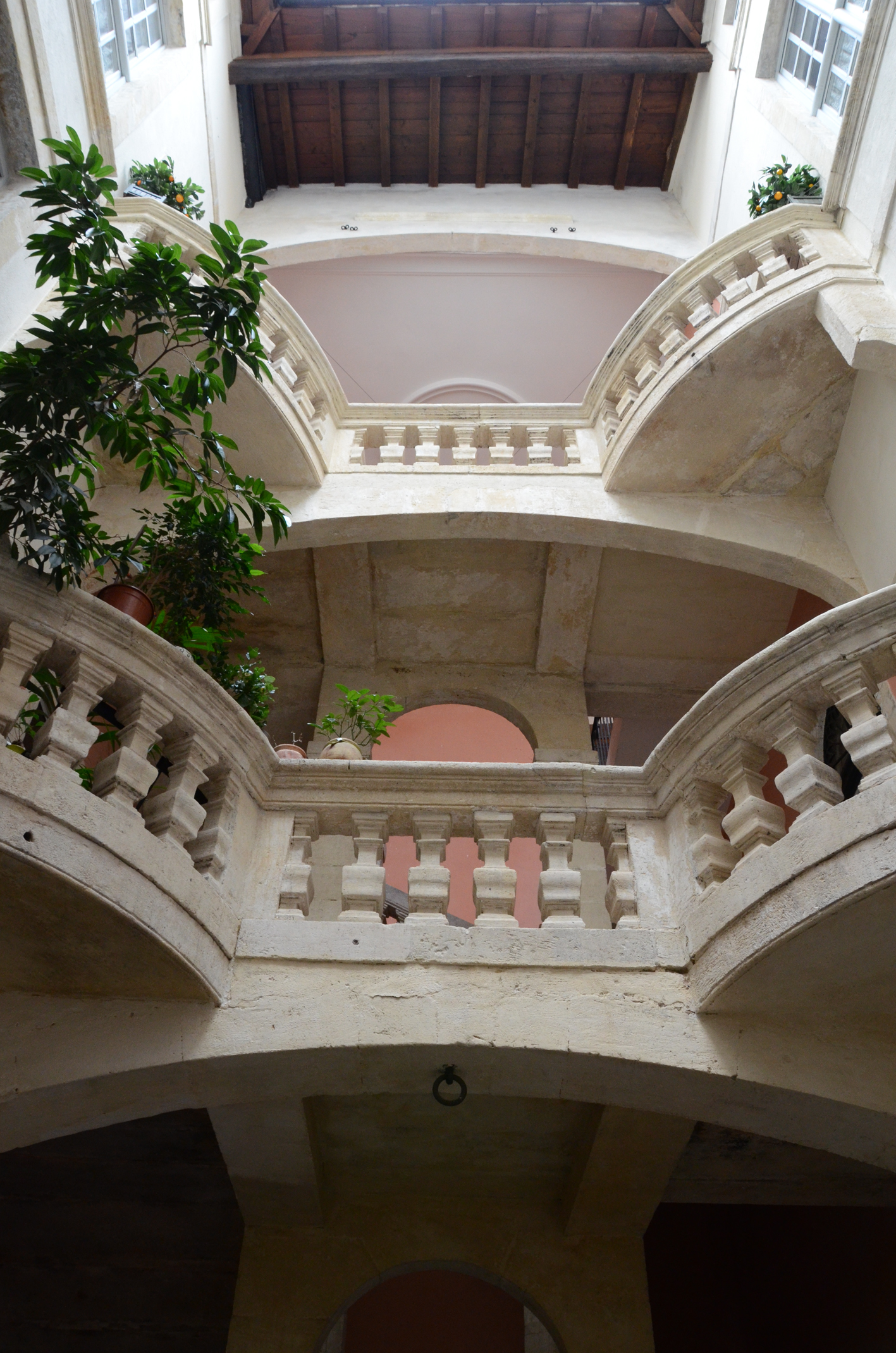
L'hôtel de Fontfroide.
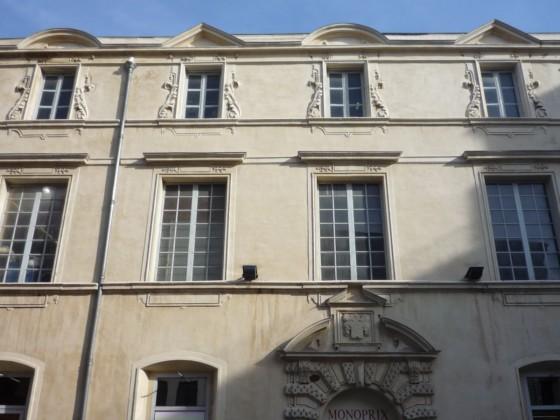
L'hôtel de Chazelles.

#### Places monumentales et parcs publics

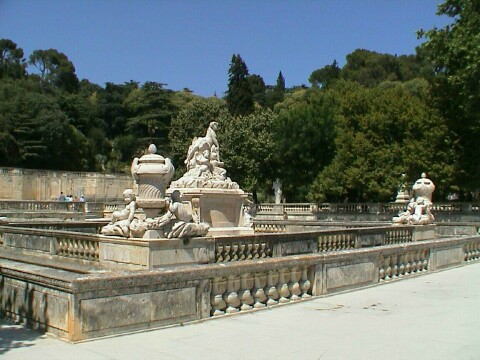
Les jardins de la Fontaine.

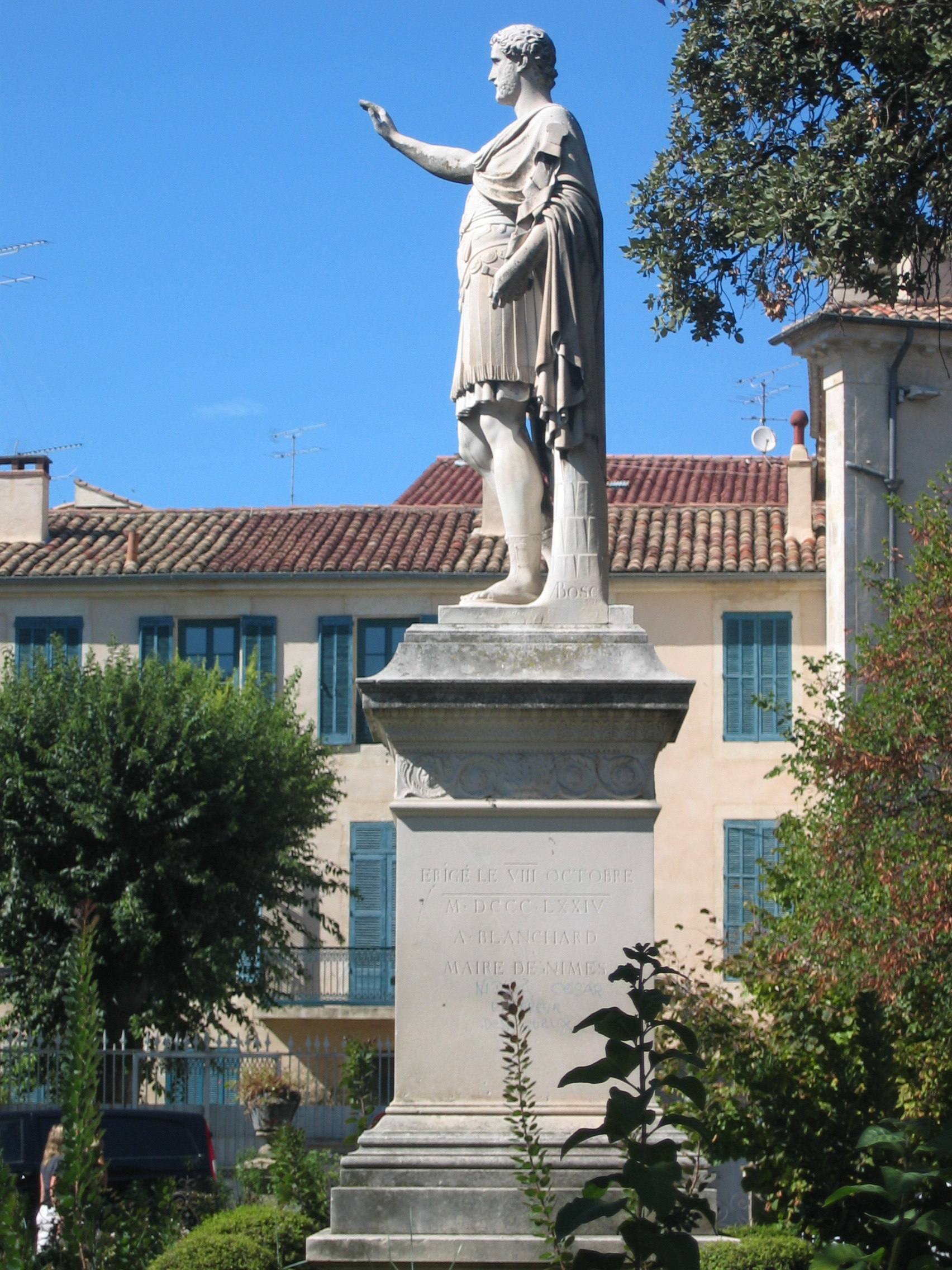
Le square Antonin.

Les jardins de la Fontaine, aménagés au milieu du XVIIIe siècle, constituent le principal jardin public de la ville et l’un des plus importants jardins d’Europe. Respectant en partie le plan du sanctuaire antique autour de la source fondatrice de la ville, Jacques Philippe Mareschal et Gabriel Dardailhon ont dessiné, sous l'influence de Le Nôtre, un jardin à la française où sont actuellement rassemblées de nombreuses espèces végétales méditerranéennes. Entre les XVIIIe et XIXe siècles un petit théâtre romain, a été enfoui plusieurs fois sous les pelouses. Au XIXe siècle, des influences anglaises et italiennes se sont manifestées dans l'aménagement du jardin, contribuant à l'esprit « romantique » du lieu.
L'esplanade Charles-de-Gaulle est une place majeure du centre-ville, à mi-chemin entre la gare et les arènes. Son premier aménagement remonte au XVIe siècle. De nombreux embellissements y furent apportés au cours des siècles qui suivirent et plus particulièrement au XIXe siècle. L'esplanade est dominée, à l'est, par la haute flèche néogothique de l'église Sainte-Perpétue, au nord-est par le grand dôme recouvert d'ardoises de l'immeuble art déco (1924) des anciens « grands magasins Bloch », au nord-ouest par le palais de justice avec sa puissante colonnade puis, en arrière, par les imposantes arènes romaines. Au sud, le départ de la très large avenue Feuchères (60 m × 300 m) bordée de façades monumentales telles la préfecture, l'ancien « hôtel Silhol » (actuel tribunal administratif) ou encore l'ancien hôtel des Postes (ancien « hôtel Bézar ») en direction de la grande gare centrale, confèrent au site un aspect particulièrement monumental.
La fontaine en marbre inaugurée en 1851 au centre de l'esplanade, la fontaine Pradier, est l'œuvre du sculpteur James Pradier et de l'architecte Charles Questel, auteur de l'église Saint-Paul. La figure féminine monumentale représente la ville de Nîmes (une des toutes premières représentations allégoriques de ce type en France) couronnée des arènes et des colonnades de la Maison Carrée, celles du palais de justice et de l'ancien théâtre. Elle est entourée de personnages symbolisant les cours d'eau importants pour la ville ; le Gardon, le Rhône, la fontaine d'Eure (source d'Uzès, point de départ de l'ancien aqueduc romain) et la fontaine de Nîmes.
Aménagé durant la seconde moitié du XIXe siècle sur les plans de l'architecte Henri Révoil à l'emplacement du bassin terminal du quai de la Fontaine, le square Antonin témoigne de l'attachement des Nîmois à leur passé antique. La statue monumentale dédiée à Antonin, érigée au centre du square en 1874, est l'œuvre du sculpteur Auguste Bosc. La grille extérieure en fer forgé est quant à elle l'œuvre de Marius Nicolas, serrurier nîmois. Sur le piédestal de la statue, près de la dédicace, se trouvent ces quelques vers du poète nîmois Jean Reboul, dans son épître « À M. Sigalon » :
« Le Nîmois est à demi romain,
Sa ville fut aussi la ville aux sept collines,
Un beau soleil y luit sur de grandes ruines,
Et l'un de ses enfants se nommait Antonin. »
À proximité du square Antonin se trouve la place d'Assas, place du centre-ville avec une imposante fontaine imaginée par l'artiste Martial Raysse au milieu des années 1980. Cet artiste est également à l'origine de la fontaine au crocodile de la place du Marché, située au cœur de l’Écusson, œuvre réalisée avec les sculpteurs italiens Silvio et Vito Tongiani. Le crocodile qui se rafraîchit dans l'eau du bassin en marbre et le palmier situé de l'autre côté de place rappellent les armoiries de la ville. Notons qu'il s'agit du seul endroit de Nîmes où figure une plaque de nom de voie écrite en occitan (Plan dau mercat).
Le bois des Espeisses est un vaste espace de garrigue de 82 hectares situé sur une colline au nord de Nîmes. 26 hectares sont protégés et interdits au public. Ce lieu renferme une biodiversité dense et qui peut se développer à l’abri de l’homme. Véritable poumon au cœur de la ville, le bois des Espeisses est apprécié des Nîmois, qui s’y rendent nombreux pour une promenade dominicale en famille. N’hésitez pas à le découvrir et parcourez les différents sentiers qui s’y trouvent.

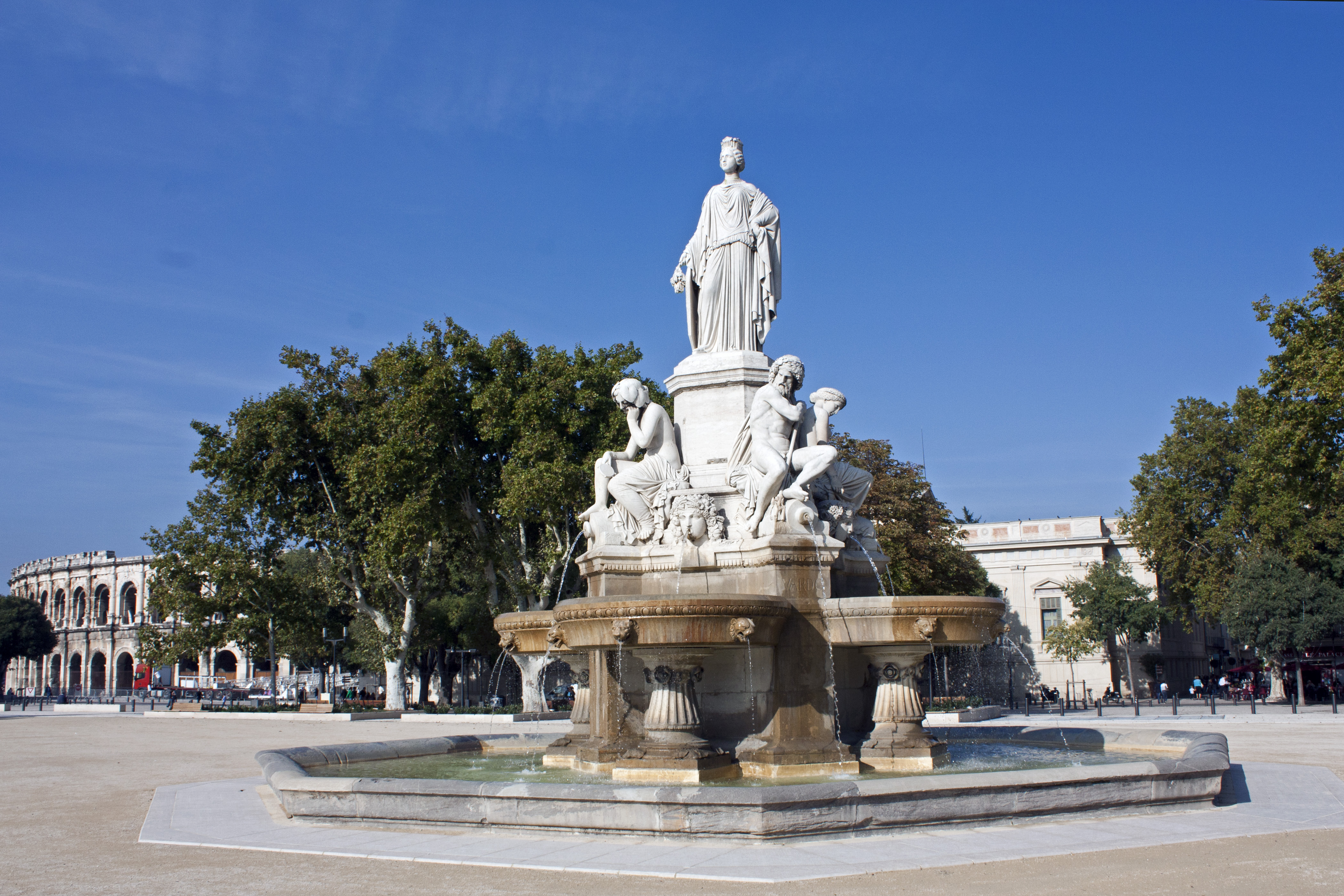
La fontaine Pradier.
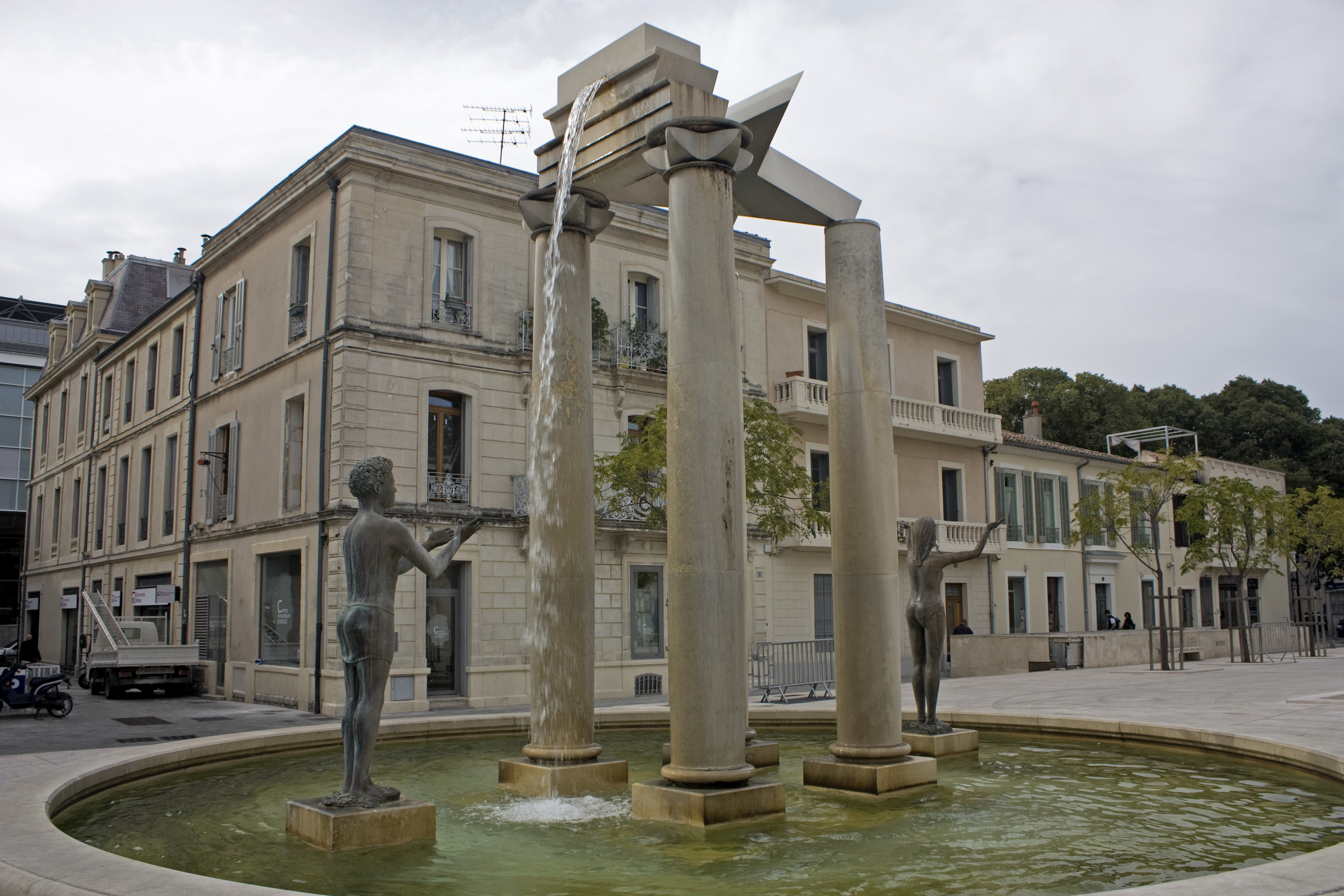
La place d'Assas.
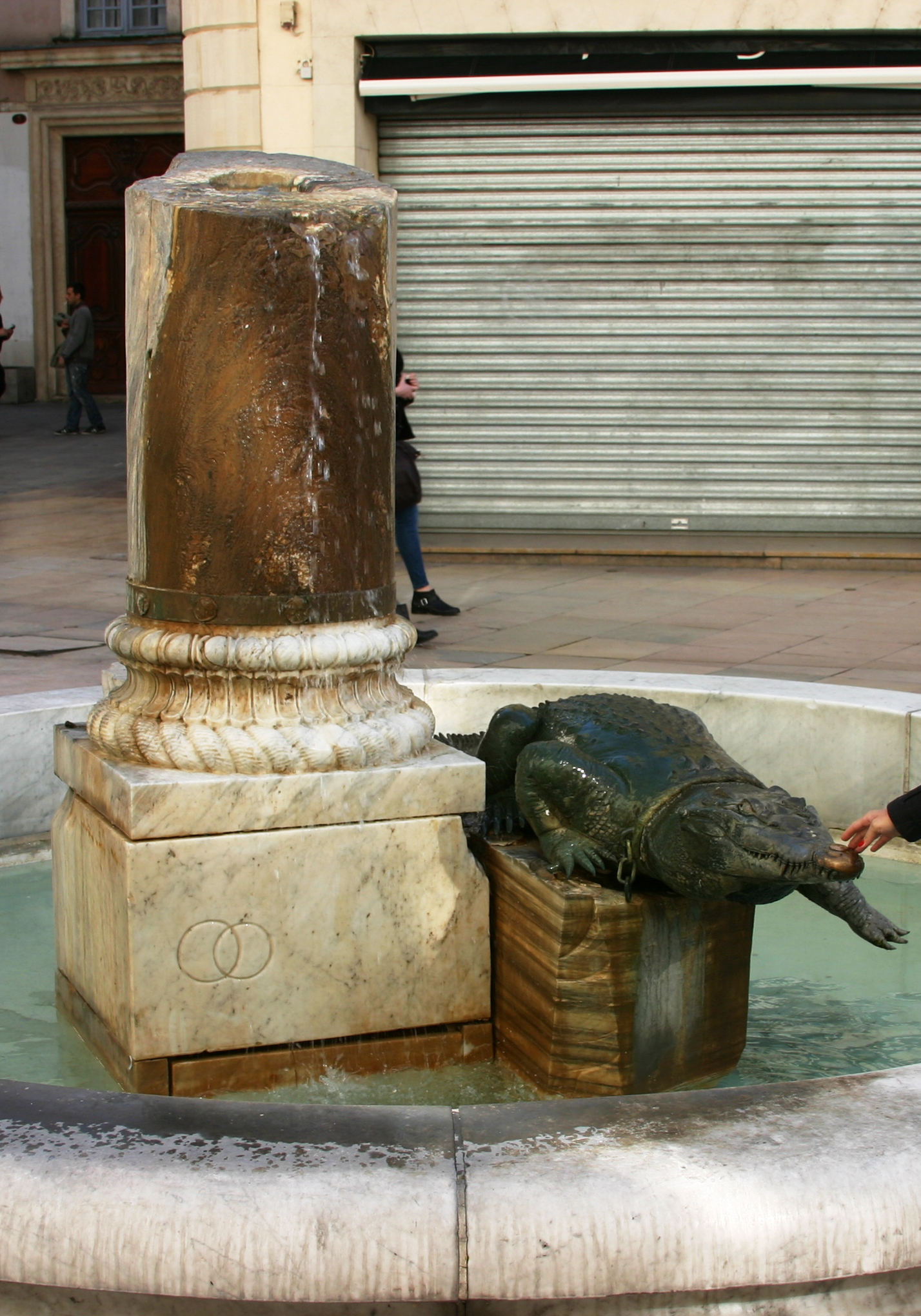
La fontaine au crocodile.

#### Architecture militaire
L'architecture militaire nîmoise est principalement représentée par l'ancien fort dit « Vauban », datant de la fin du XVIIe siècle, réalisé suivant les plans de François Ferry présentés au roi en 1687. Sa porte d'accès est surmontée d'une remarquable coquille Saint-Jacques sculptée. Il fut construit pour prévenir des menaces venant de l'intérieur, après la Réforme et la révocation de l'Édit de Nantes. L'édifice est aujourd'hui le site principal de l'université de Nîmes.

#### Architecture ferroviaire

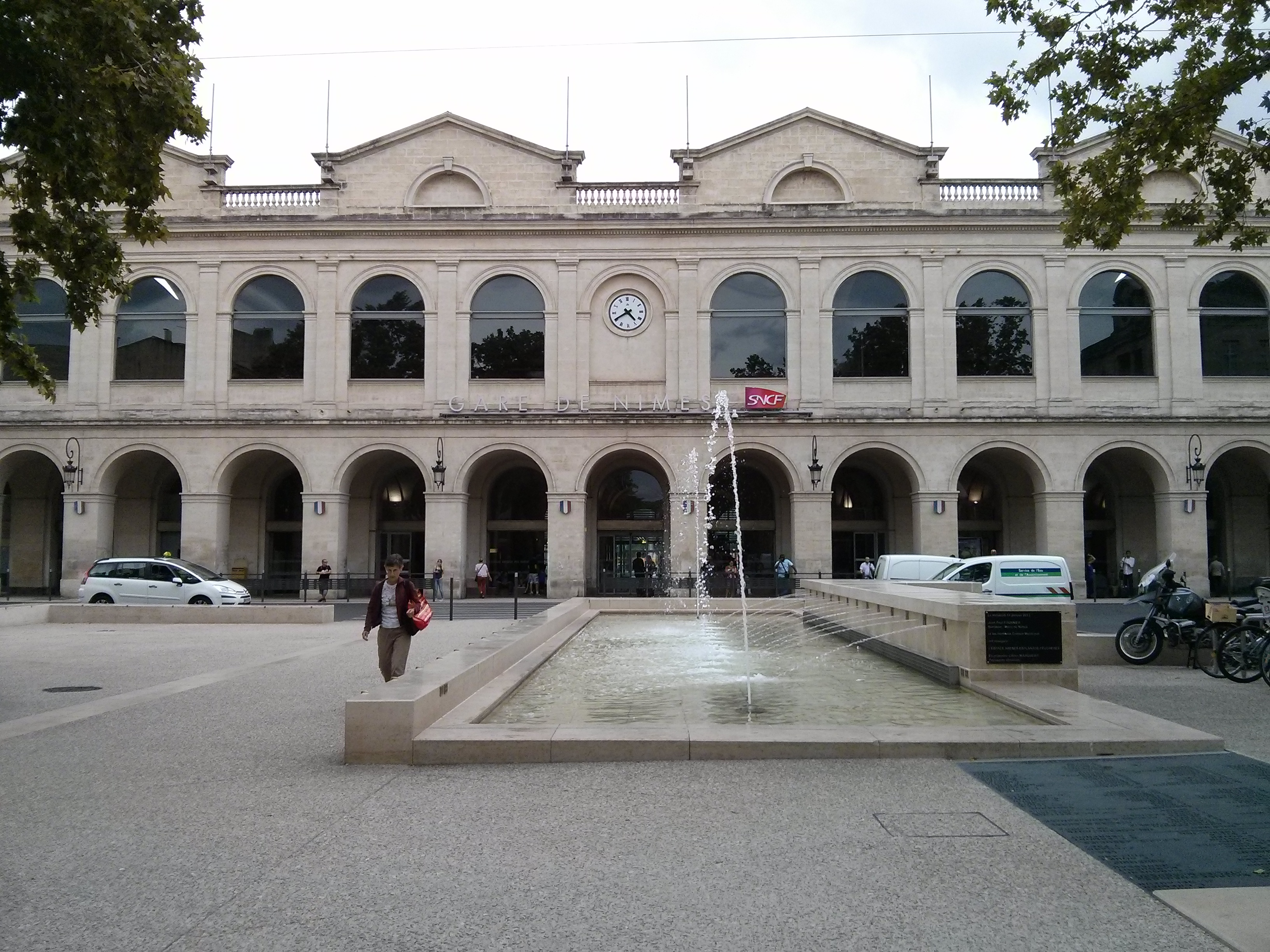
Façade de la gare de Nîmes.

Nîmes possède une importante architecture ferroviaire. Le viaduc à arceaux qui dessert l'actuelle gare de Nîmes est long de 2 km. Sa façade monumentale, l'une des premières et des plus anciennes en France à posséder de telles proportions, est ponctuée de près de 20 arches à son rez-de-chaussée et autant de grandes fenêtres à arcades au premier étage (1842-44) ; clin d'œil aux arènes romaines…) avec horloge en son centre. Les vastes frontons qui couronnent l'ensemble ne furent ajoutés qu'entre 1947 et 1948 afin de masquer la nouvelle marquise en voile de béton lors de l'électrification de la ligne. Si la gare a la particularité d'être établie au premier étage et la ligne de passer sur un viaduc surplombant la ville, c'est tout simplement parce que les ingénieurs de l'époque ont tenu compte des risques de barrage que constituerait une « voie classique sur remblais » et du barrage que ce dernier constituerait en cas d'inondation de la ville… De plus, élément esthétique non négligeable, toutes ces arcades ouvertes permettaient, à l'origine, d'apercevoir l'autre côté de la ville (alors la campagne). Mais au fil des décennies, nombre de ces arches furent bouchées pour créer garages et autre ateliers et il aura fallu attendre les inondations du 3 octobre 1988 pour voir rouvrir certaines d'entre elles. L'idéal serait la réouverture totale de l'ensemble des arcades afin de diminuer la coupure fort disgracieuse que ce « pont bouché » engendre et dans un but de réunification du centre-ville avec les quartiers souvent oubliés dits de « derrière la gare ».
On peut voir également l'ensemble formé par les bâtiments de la gare de marchandises : le pavillon néo-classique à colonnes doriques, donnant sur la route d'Uzès, date de 1839 et constituait, avec son frère jumeau hélas disparu en 1977 lors d'un élargissement du carrefour, la première gare de Nîmes.
Les anciennes rotondes de garage des locomotives ont hélas été détruites durant la Seconde Guerre mondiale. Leurs emplacements ont été toutefois en partie rénovés et quelques anciennes colonnes en fonte subsistent. En revanche, la grande et magnifique halle métallique de ce dépôt existe toujours et abrite une partie du musée du chemin de fer.

#### Architecture de pierre sèche

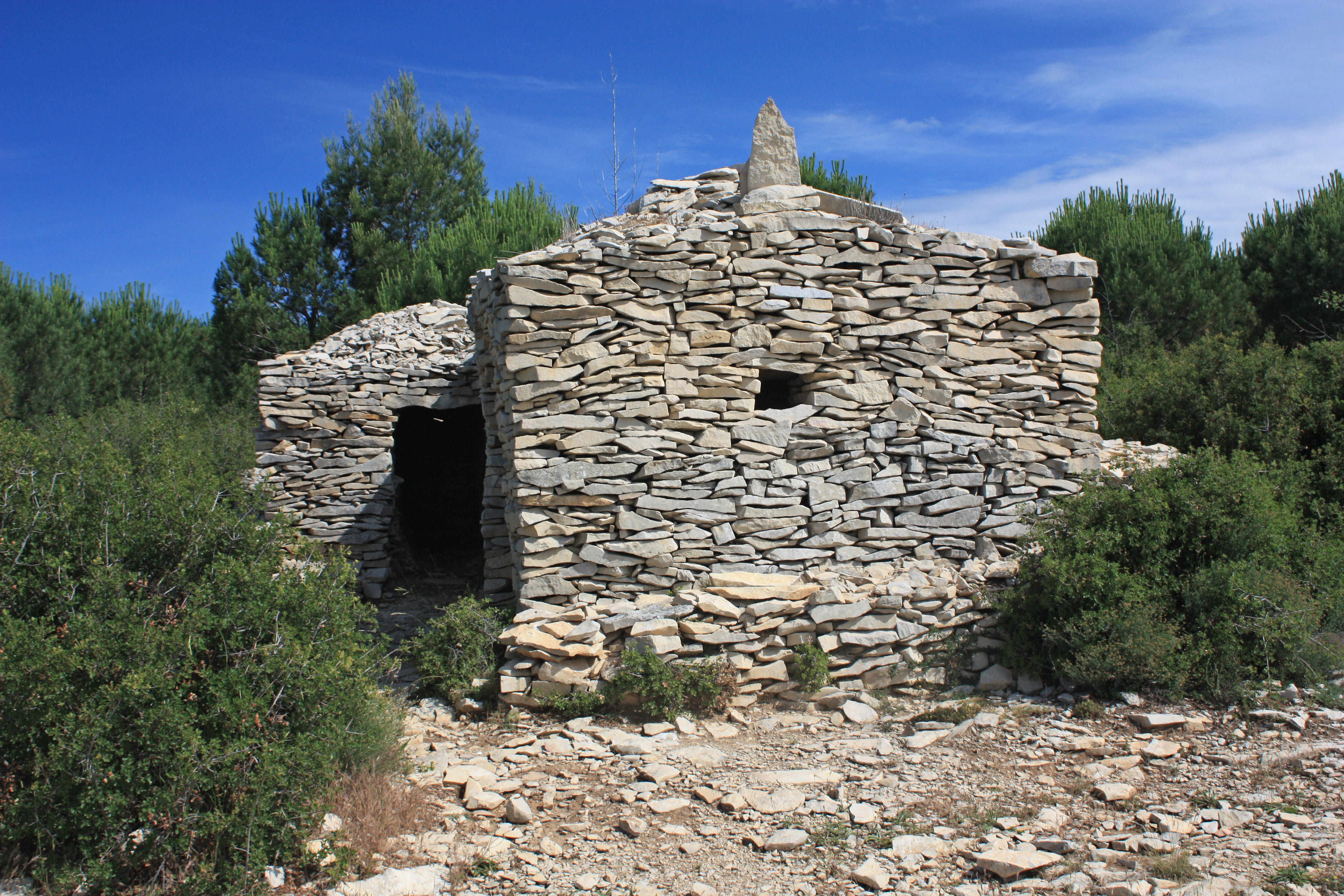
Plateau de La Liquière, Vaunage, Gard. Mazet en pierre sèche à trois corps de bâtiment.

La commune de Nîmes, très étendue par sa superficie, possèderait, selon une estimation, plus de 1500 capitelles, cabanes de pierre sèche, témoins de l'architecture vernaculaire rurale locale. Sans oublier les nombreux murs d'enclos et autres clapas, construits en pierre sèche du XVIIe au début du XXe siècle : ils forment un ensemble unique et exceptionnel protégé, en théorie, depuis 25 ans par la « Charte de la garrigue ».
Notons aussi la présence de très nombreux mazets, petites constructions rurales à pièce unique, en maçonnerie liée (enduite ou non de mortier) et à couverture de tuiles, qui servaient au XIXe siècle de maisonnettes dominicales aux petites gens propriétaires d'un lopin dans la garrigue.

### Patrimoine culturel

#### Musées

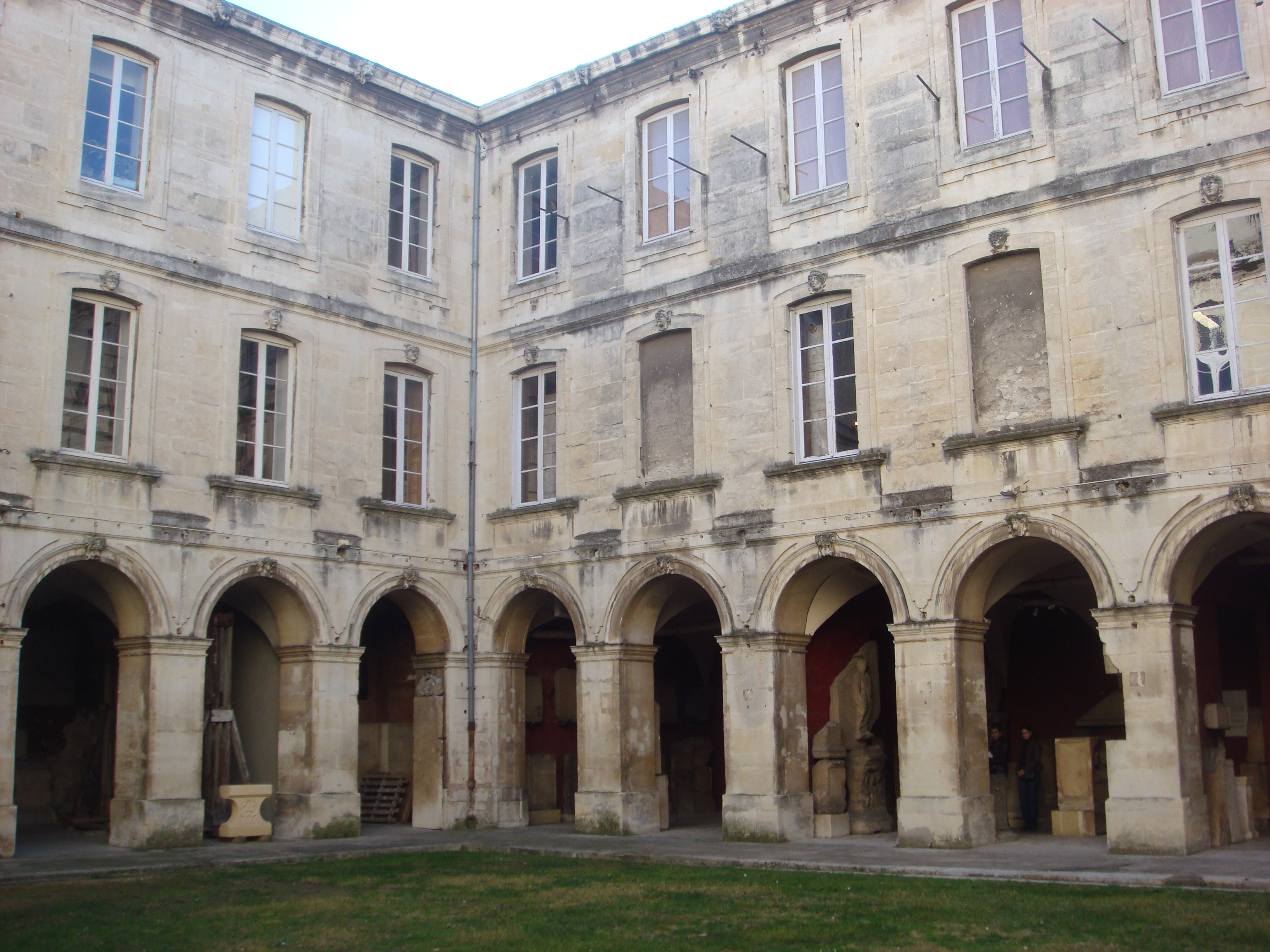
Le musée archéologique.

Le muséum d’histoire naturelle est installé dans l'enceinte du collège des Jésuites (XVIIe siècle). Ce musée, aménagé en 1892, abrite de très riches collections relevant des domaines des sciences de la nature et des sciences de l’homme. Il possède, notamment, l'herbier de l'érudit nîmois Jean-François Séguier.
Le musée archéologique possède une très riche collection d'antiquités. De 1896 à 2013, l'institution était installée dans une partie l'ancien collège des Jésuites (XVIIe siècle), dont la fameuse chapelle. Le musée présentait alors des collections de l’âge du bronze à l’époque gallo-romaine des céramiques sigillées, des vaisselles en bronze, des parures, des objets artisanaux, des verreries romaines, des monnaies issues du médailler, des maquettes des monuments antiques remontant au XIXe siècle, des mosaïques et surtout une très importante collection épigraphique d’inscriptions latines sur stèles souvent en rapport avec la gladiature, spécificité nîmoise de l'époque. Aujourd'hui, ces collections sont présentées avec une nouvelle muséographie au sein du musée de la Romanité.
Le musée du Vieux Nîmes présente la vie, la culture, l'économie et l'artisanat nîmois depuis la fin du Moyen Âge. Il est installé depuis 1921 dans l'ancien palais de l'évêché de la fin du XVIIe siècle, près de la cathédrale.

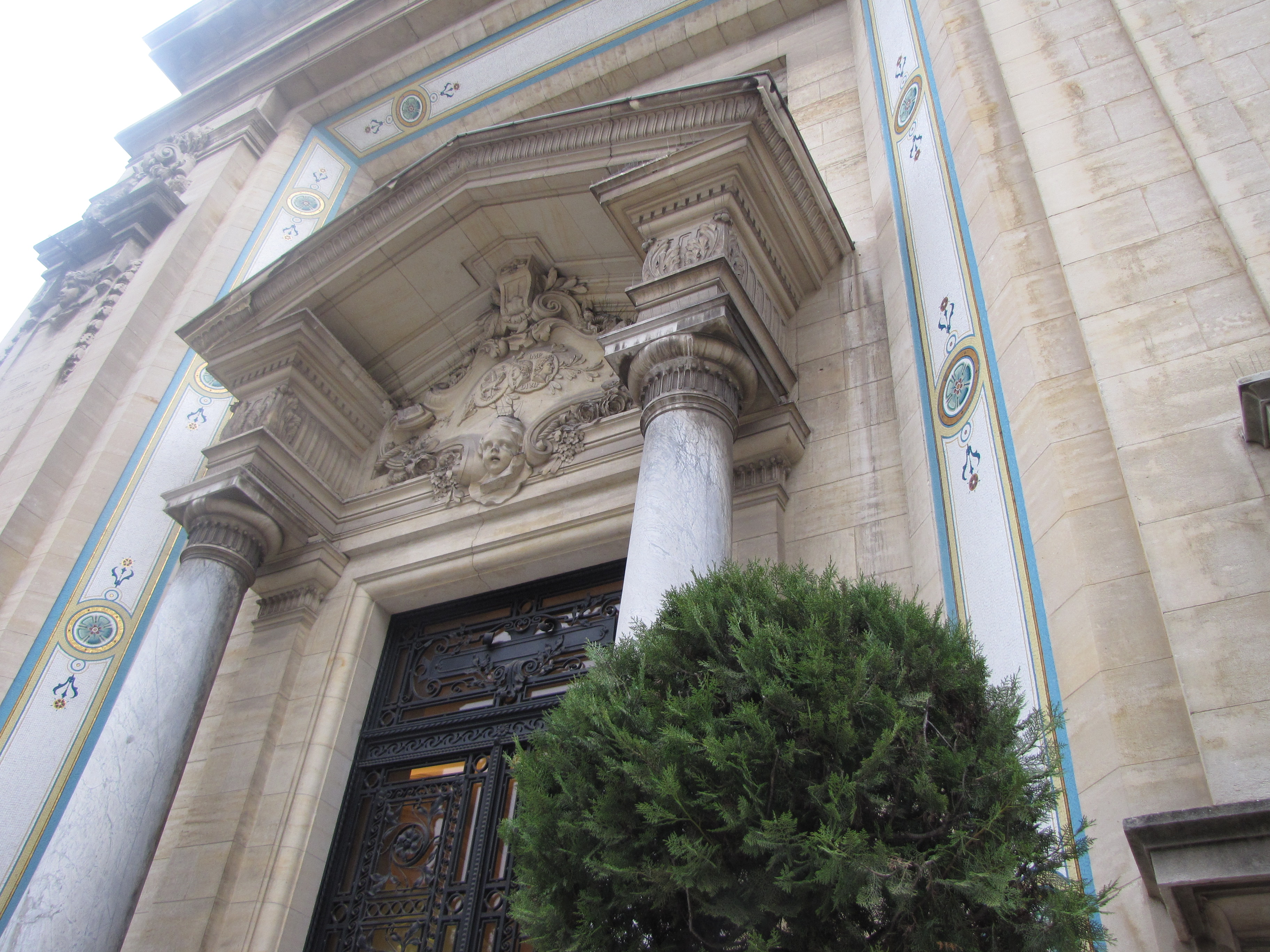
Le musée des beaux-arts.

Carré d'art.

Le musée des beaux-arts, construit en 1907 sur les plans de l'architecte nîmois Maximilien Raphel, a été réaménagé en 1986-1987 par l’architecte Jean-Michel Wilmotte. La salle principale s'inscrit autour d'une remarquable mosaïque romaine découverte en 1883 (Le Mariage d'Admète). Le musée abrite, outre de nombreuses peintures françaises, flamandes et hollandaises, des œuvres italiennes des XVIe et XVIIe siècles, une collection de peintures françaises des XVIIIe et XIXe siècles. On notera la présence d'un exceptionnel tondo du  XVe siècle en terre cuite émaillée réalisé par l'artiste italien Della Robia. La mosaïque romaine a été découverte à l'occasion de la construction des anciennes halles centrales de type « Baltard » en 1883.
Inauguré en mai 2002 dans l'ancien bâtiment du Crédit municipal (« Le Mont de Piété »), à proximité des arènes et du récent musée de la romanité, le musée des cultures taurines permet de découvrir une culture qui perdure depuis l’Antiquité autour du culte du taureau. Il offre un véritable panel de traditions régionales et internationales.
Le musée du chemin de fer présente l'ancien matériel ferroviaire, dont une locomotive. L'exposition est riche en histoire, en documentation, objets divers et modélisme. Les amateurs d'architecture métallique du XIXe siècle seront comblés par la très grande halle, rescapée des bombardements de 1944, qui donne accès au musée.
Enfin, le Carré d'art se trouve face à la Maison Carrée qui se reflète dans sa façade vitrée. Il a été construit à l'emplacement de l'ancien grand théâtre (1798) détruit par les flammes en 1952. Conçu par l'architecte Norman Foster, Carré d'art regroupe la bibliothèque municipale classée, conservant un fonds ancien et proposant tous les services d'une médiathèque moderne, ainsi que le musée d'art contemporain, complété par une audiothèque et une médiathèque. La collection du musée comprend près de 370 œuvres et présente un panorama de la création contemporaine des années 1960 à nos jours.
La ville possède deux cimetières marquants d'un point de vue patrimonial, le cimetière protestant de Nîmes et le cimetière Saint-Baudile de Nîmes.

#### Textile
Le textile a joué une place importante dans l'histoire et le patrimoine culturel nîmois. Dès le XIIIe siècle, on relève des traces d'un artisanat local. Cette industrie a eu son point culminant au XVIIe siècle, époque à laquelle Nîmes était la troisième ville la plus importante du royaume de France dans le domaine textile. Les productions comme la soie ou la célèbre toile de Nîmes sont les plus connues.
Au XXe siècle, Nîmes héberge encore quelques usines de chaussures, de lingerie, de pantalons, des bonneteries, etc. La marque Cacharel fondée en 1958, célèbre pour ses tissus Liberty et ses chemisiers, y avait son usine et ses bureaux jusqu'à la fin des années 1990.
Depuis 2014, la marque Les Ateliers de Nîmes relance ce passé textile autour d'articles en denim, rendant ainsi hommage à la toile du même nom. Au mois de septembre 2017, la marque a réussi à tisser ses premiers mètres de toile de Nîmes, impulsant ainsi une nouvelle dynamique dans ce domaine.

#### Sociétés savantes, culturelles, religieuses

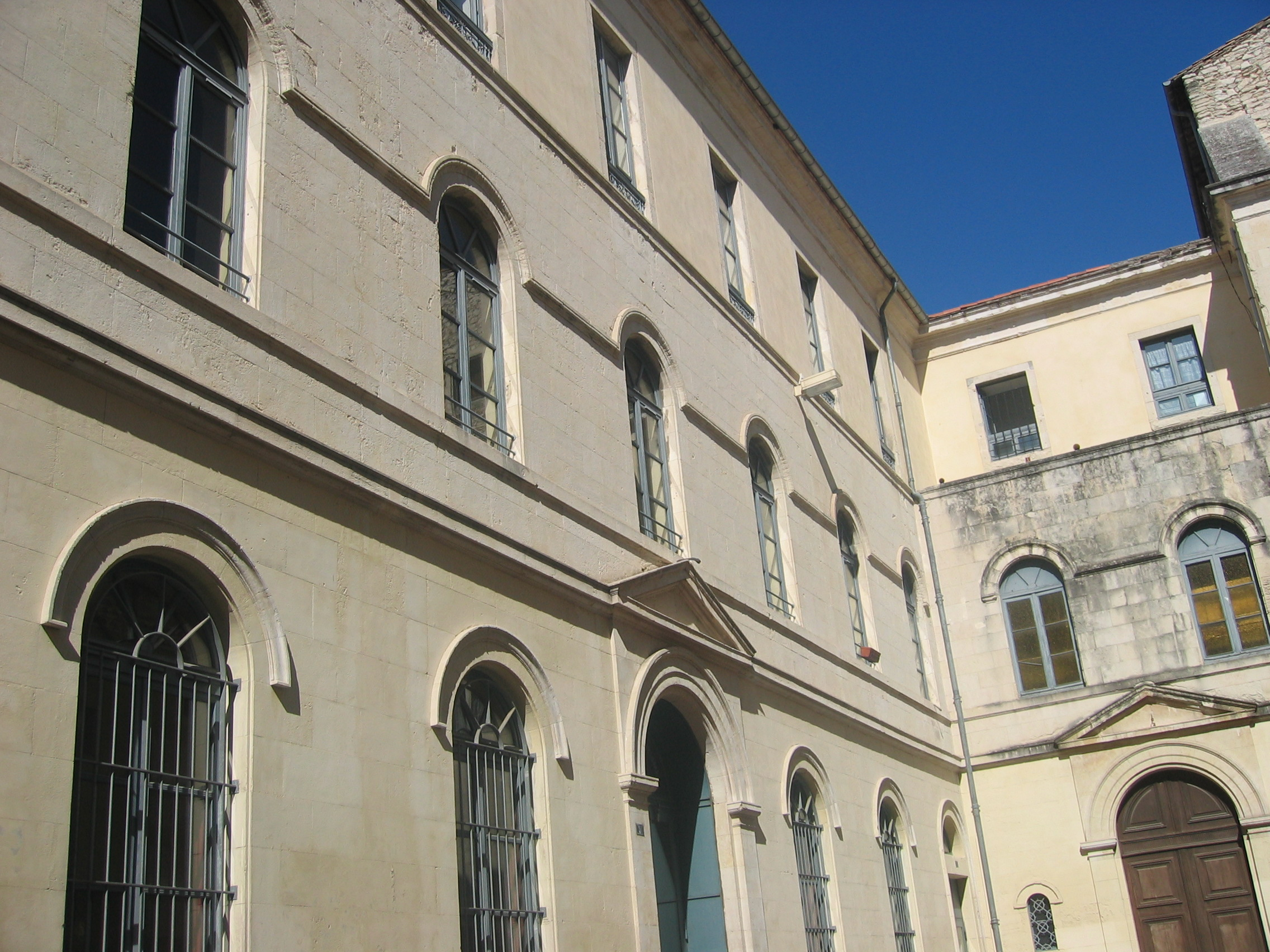
La Maison du Protestantisme.

L'Académie de Nîmes est une des plus anciennes sociétés savantes de France. Officiellement reconnue par Louis XIV, l'Académie royale de Nîmes s'est vu conférer, par lettres patentes d'août 1682 « les honneurs, privilèges, facultés, franchises et libertés » dont jouissait depuis 1635 l'Académie française. Fidèle à ses traditions, elle travaille à l'enrichissement du patrimoine culturel, local (Nîmes, Gard), régional (Languedoc-Provence) et national. Sans jamais oublier la devise inscrite au fronton de son hôtel de la rue Dorée : Ne Quid Nimis (en latin : rien de trop).
Centre de rencontres, d’accueil et d’échanges, la Maison du Protestantisme se veut la vitrine nîmoise des Réformés et de leur histoire, très liée à la cité. Située à deux pas de la Maison Carrée et du Carré d'art, elle a vocation à recevoir les visiteurs en organisant des circuits touristiques protestants. Quelques vitrines donnent un aperçu des collections du patrimoine réformé, qui manquent d’un espace permanent d’exposition au musée du Vieux Nîmes. La Maison du Protestantisme (qui n’est pas un temple) est selon ses responsables, une « expérience de médiation entre une confession religieuse et son environnement urbain ». À l’échelle du département, elle met en place des itinéraires « sur les traces des huguenots, des Cévennes à la Méditerranée ».

#### Bibliothèques et médiathèques
La ville dispose de plusieurs bibliothèques, la principale étant la médiathèque municipale de Carré d'art. Les annexes constituent un réseau à travers la ville avec les médiathèques de Marc-Bernard, Jean-Paulhan, et Serre Cavalier.

#### Galeries et salles d'expositions
Ville d'art, Nîmes possède plusieurs galeries susceptibles d'accueillir œuvres et expositions. Les galeries d'art majeures sont la chapelle des Jésuites, la galerie Jules-Salles, la galerie des arènes, la galerie 4 ou encore la galerie Anne-Paulin.

#### Théâtres et salles de spectacles
Le principal théâtre nîmois est le théâtre Bernadette-Lafont, ou théâtre de Nîmes. D'autres établissements proposent une programmation assez riche, comme le théâtre ATP, l'Odéon, le théâtre Christian-Liger, le théâtre Beau Parleur, le théâtre Télémac, le théâtre du Périscope ou encore la Comédia 7, qui est une salle de spectacle.
Nîmes possède également une scène de musiques actuelles (SMAC) avec la salle Paloma, inaugurée le 7 septembre 2012 à Courbessac.

#### Cinémas
Le principal cinéma nîmois est le multiplexe du groupe Kinepolis, situé en périphérie. CGR possède un cinéma multiplexe de 10 salles, depuis 2016 dans le nouveau quartier du Triangle de la gare. Nîmes dispose également d'un cinéma d'art et essai, Le Sémaphore, avec ses 6 salles.

### Gastronomie
Certains produits locaux nîmois possèdent une appellation d'origine contrôlée « de Nîmes ». De plus, la plupart des spécialités du département du Gard sont fabriquées et/ou vendues à Nîmes.
La brandade de Nîmes est un plat typiquement nîmois. En effet, depuis le Moyen Âge, la morue était échangée contre le sel de Camargue, d'où sa présence en abondance. La recette de la brandade de morue est signalée dès 1786. Ce mets a acquis son titre de noblesse en 1830 grâce au célèbre cuisinier Charles Durand. La brandade de Nîmes est faite de morue dessalée que l'on monte avec de l'huile d'olive et un peu de lait. Servie de préférence chaude, la brandade se mange également en feuilleté ou tout simplement mélangée à la purée de pommes de terre.
Le vignoble des Costières-de-nîmes s'étend au sud de la ville sur 12 000 hectares. Celui des Coteaux-du-languedoc s’étend plus à l’ouest de la ville. Rouge, rosé ou blanc, la qualité de ces vins AOC n'a cessé de s'améliorer ces vingt dernières années, permettant à certains costières-de-nîmes et coteaux-du-languedoc de figurer parmi les meilleurs vins français. Les vins de Nîmes, plus particulièrement de Langlade (village en bordure ouest de Nîmes, dans la vallée de la Vaunage), sont loués par des chants provençaux (le langlade fut un vin fort apprécié par Louis XIV).

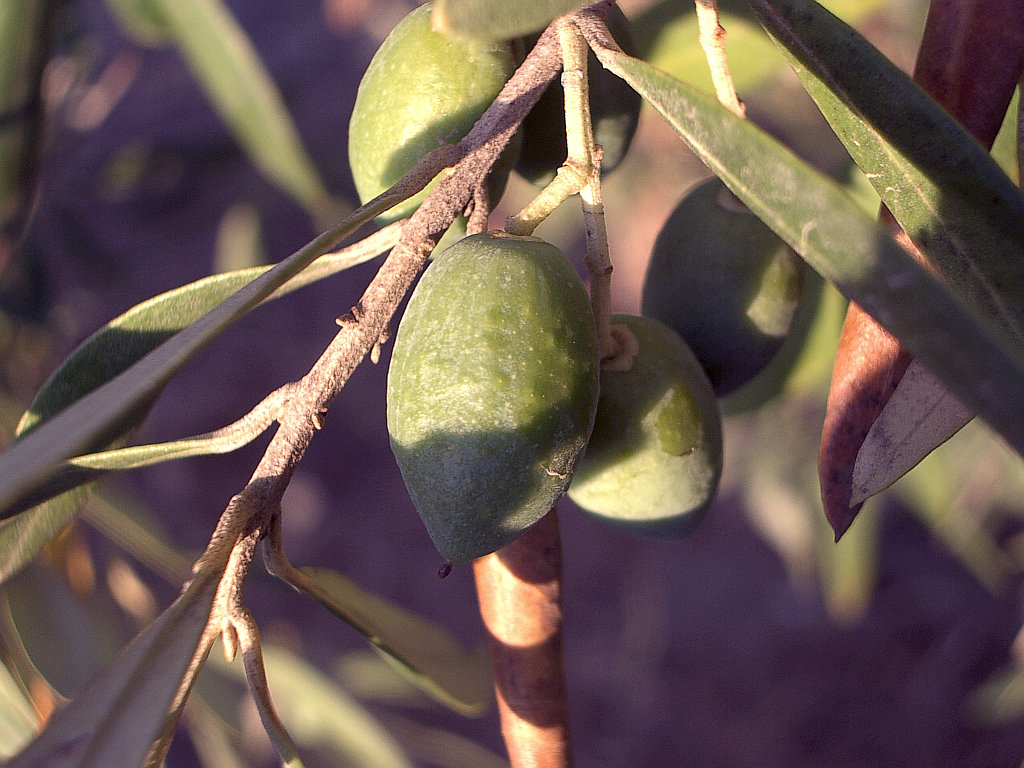
Olives de Nîmes.

L'olive de Nîmes AOC est une picholine. Sa chair abondante, ferme et douce se croque verte. Son huile (également AOC) au goût très fruité provient de fruits mûrs récoltés en décembre et janvier.
La tapenade est une pâte d'olives noires ou vertes que l'on pile avec de câpres (en occitan "tapènas"),des anchois, des herbes de Provence et de l'huile d'olive. On la déguste froide, tartinée sur du pain grillé.
Le Crocus de Nîmes est un croque-monsieur composé uniquement d’aliments que consommaient les Gallo-romains.

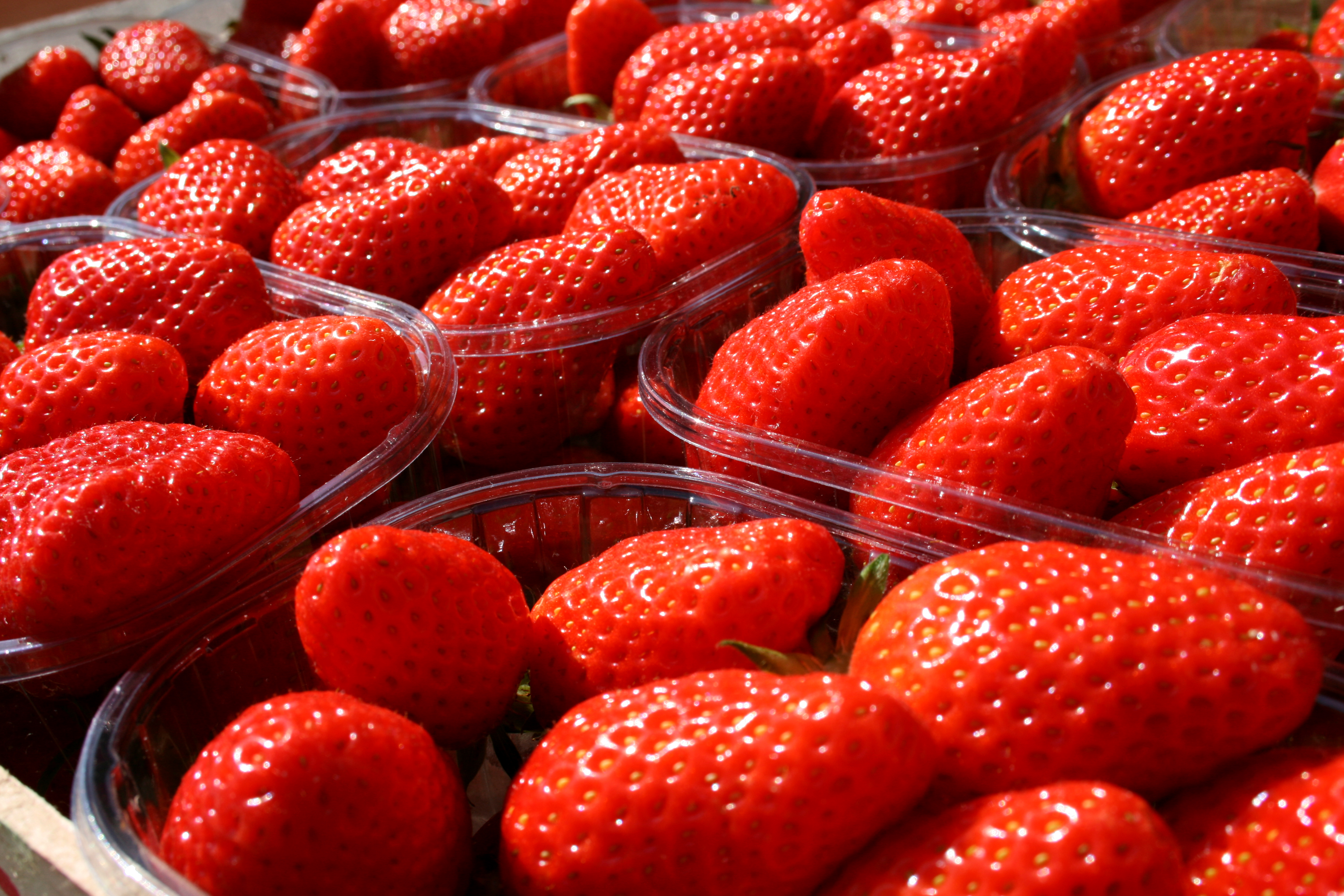
Gariguettes.

La fraise de Nîmes est généralement disponible dès le 15 mars. Elle est la première fraise printanière de France. De forme allongée et élégante, les deux variétés « gariguette » (qui n'est pas strictement une spécialité nîmoise) et « ciflorette » sont précoces, cultivées en pleine terre et particulièrement parfumées.
L'agneau de Nîmes est élevé sous la mère. Son âge ne doit pas dépasser trois mois. Ainsi sa viande très blanche reste particulièrement goûteuse et appréciée des gourmets.
La zarzuela est une spécialité espagnole adaptée à Nîmes. Il s'agit d'une sorte de ragoût espagnol importé par les immigrants ibériques venus s’installer en masse dans la ville, fuyant le franquisme ou la misère. La communauté espagnole est importante à Nîmes et a amené avec elle de nombreuses traditions et coutumes, adoptées et adaptées par une ville que les traditions taurines rapprochent de ce qui vient de la péninsule.
Le petit pâté nîmois est présenté dans une petite boîte ronde qui cache sous son couvercle un pâté réputé. On le trouve aux halles de Nîmes, dans quelques charcuteries et pâtisseries et on le déguste chaud.
Les dragées Amande de la maison BEZ ont accompagné plusieurs générations de gardois. Cette maison a ouvert sa première boutique en 1860 au 16 bis, rue Nationale. Elle y a demeuré jusqu'en 2008, date de son déménagement temporaire au centre commercial des 7 Collines.
La recette du croquant Villaret est tenue secrète par la famille Villaret et ses successeurs ; elle n'a pas changé depuis 1775. C'est un biscuit mince et doré fait à base de farine, de sucre, d’eau, de fleur d’oranger, d’extrait de citron et d'éclats d'amandes. Il est particulièrement dur.
L'oreillette est un beignet languedocien, qui demeure une fabrication très artisanale. Sa forme évoque pour certains le pavillon d’une oreille. Ce beignet est traditionnellement préparé dans les familles et consommé pendant toute la période du carnaval.
La minerve n'est pas une spécialité strictement nîmoise, mais plutôt du Gard et de l'Hérault. C'est une pâtisserie qui serait née à l’occasion de l’Épiphanie. Les gâteaux des rois invendus par les boulangers auraient été découpés en tranches et recouverts d’une « croûte » sucrée (meringue aromatisée à la fleur d'oranger), donnant ainsi la minerve.
La fougasse d'Aigues-Mortes, ou de Saint-Gilles, est une brioche glacée au sucre et levée à la fleur d'oranger. La recette reste secrète car cette fougasse est unique dans la région. De nombreuses boulangeries en préparent dans le Gard.
La rouille d'Aigues-Mortes, provenant de la même cité gardoise et préparée avec du poulpe, de la pomme de terre et de l'aïoli. On la retrouve également dans les restaurants nîmois.
En Camargue, la viande de taureau, viande corsée, se déguste en « gardianne », c’est-à-dire, marinée dans du vin. Elle peut également se déguster en grillade, notamment lors de ferrades et fêtes champêtres camarguaises.
Le Gard est également un important producteur d'asperges « blanches » ou « vertes ». L'asperge des sables, quant à elle, est produite en Petite Camargue, dans la vallée du Rhône et dans la plaine de Beaucaire.

### Nîmes dans la culture populaire

#### Nîmes au cinéma
La ville de Nîmes est une ville riche en patrimoine cinématographique. Pour la beauté de ses décors naturels et son climat chaud et ensoleillé pratiquement toute l'année, Nîmes a attiré et attire encore de nombreux réalisateurs et acteurs tels que François Truffaut, Agnès Varda, Claude Chabrol, Claude Lelouch, Patrice Leconte, Gérard Depardieu, Thierry Lhermitte, Bernadette Lafont ou encore Philippe Noiret. Le Dictionnaire du cinéma dans le Gard de Bernard Bastide et Jacques-Olivier Durand (Presses du Languedoc, 1999) évoque les rapports de la ville au cinéma : histoire des tournages, des salles, des festivals, personnalités cinématographiques originaires de Nîmes.
Prochainement est prévue l'ouverture d'un Bureau national du cinéma ainsi que de Studios de cinéma (les 3e en France, après Saint-Denis et les Studios de la Victorine à Nice), afin d'augmenter et de faciliter les tournages.
Quelques films principalement tournés à Nîmes :
- Les Mistons de François Truffaut, (1957), avec Bernadette Lafont.
- Le Jour de gloire, de Jacques Besnard, (1976), avec Jean Lefebvre, Pierre Tornade, Darry Cowl, Robert Rollis, Pierre Doris, Corinne Lahaye, Jacques Marin, Chantal Nobel, Hans Verner, Frantz Wolf, Tony Rödel, Jean Rougerie.
- Sans toit ni loi d'Agnès Varda (1985), avec Sandrine Bonnaire, Stéphane Freiss, Yolande Moreau, Macha Méril.
- Les fugitifs de Francis Veber (1986), avec Gérard Depardieu, Pierre Richard, Michel Blanc et Jean Carmet.
- De sable et de sang de Jeanne Labrune, (1987), avec Sami Frey, Maria Casarès et Clémentine Célarié.
- L'Homme qui voulait savoir de George Sluizer (1989), avec Bernard-Pierre Donnadieu.
- Vincent et Théo de Robert Altman (1991), avec Tim Roth, Jean-François Perrier
- La Belle histoire de Claude Lelouch (1992), avec Gérard Lanvin, Béatrice Dalle, Vincent Lindon, Anémone, Marie-Sophie L..
- Tango de Patrice Leconte (1993), avec Philippe Noiret, Richard Bohringer, Thierry Lhermitte, Carole Bouquet, Jean Rochefort, Michèle Laroque et Miou-Miou.
- Roulez jeunesse ! de Jacques Fansten (1993), avec Jean Carmet.
- Pourvu que ça dure de Michel Thibaud, (1996), avec Gérard Darmon et Emmanuelle Seigner.
- Bienvenue au gîte de Claude Duty (2003), avec Marina Foïs, Annie Grégorio, Julie Depardieu, Philippe Harel et Léa Drucker.
- Bellamy, de Claude Chabrol, (2009), avec Gérard Depardieu, Clovis Cornillac et Marie Bunel.
- Partir, de Catherine Corsini, (2009), avec Kristin Scott Thomas, Sergi López et Yvan Attal.
- Les Meilleurs Amis du monde de Julien Rambaldi (2010), avec Marc Lavoine, Léa Drucker, Pierre-François Martin-Laval et Maxime Godart.
- Le Bruit des glaçons de Bertrand Blier (2010), avec Jean Dujardin, Albert Dupontel et Audrey Dana.
- Omar m'a tuer de Roschdy Zem (2010) avec Sami Bouajila et Denis Podalydès.
- Chez Gino de Samuel Benchetrit (2010), avec José Garcia, Anna Mouglalis et Sergi López.
- Un balcon sur la mer de Nicole Garcia (2010), avec Jean Dujardin, Marie-Josée Croze et Michel Aumont.
- Palais des Glaces de Cyril Rigon (2011), avec Gérard Depardieu.
- J'ai peur d'oublier d'Élisabeth Rappeneau (2011), avec Clémentine Célarié et Daniel Russo.
- A Long Way from Home de Virginia Gilbert (2012), avec James Fox, Brenda Fricker et Natalie Dormer.
- Rupture des sentiments croisés de Thibault Loucheux (2012), court-métrage.
- Un beau dimanche de Nicole Garcia (2012), avec Louise Bourgoin.

### Garnison
Nîmes est l'une des plus grandes villes de garnison de France et un site clé dans le dispositif de défense français.
Conséquence de la nouvelle organisation territoriale mise en place par le ministère de la Défense, Nîmes devient à compter du 1er janvier 2011 l'une des 51 bases de défense de métropole. Cette base regroupe en fait les diverses unités déjà stationnées : l’état-major de la 6e brigade légère blindée (200 personnes), le 2e régiment étranger d'infanterie (plus de 1 200), le 4e régiment du matériel (plus de 300), le 503e régiment du train (1000), auxquelles s'ajoutent le centre de formation initiale des militaires (300) ainsi que le groupement de soutien de la base de défense (350).
Créé en 1841, le 2e régiment étranger d'infanterie est le plus ancien des régiments d'infanterie de la Légion étrangère. Son histoire est glorieuse tout au long des XIXe et XXe siècles. Le régiment se distingue particulièrement lors du combat d'El-Moungar, au Maroc, le 2 septembre 1903. Cette date symbolique est devenue fête de tradition du régiment. À l'image des autres régiments étrangers, le 2e REI a été engagé lors des combats d’Indochine. Son premier bataillon s'est illustré notamment lors de la bataille de Diên Biên Phu. Par la suite il sera engagé dans les très durs combats de la guerre d’Algérie. Aujourd'hui stationné à la caserne Colonel-de-Chabrières, le 2e REI est l'un des deux régiments d'infanterie de la 6e BLB. Avec ses 1 320 hommes, le 2e REI a la particularité d'être le plus gros régiment de l'infanterie française.

### Héraldique
| Les armes successives de la ville de Nîmes |                                                    |                  | |
| Au Moyen Âge                               | En 1516                                            | Depuis 1535      | Les armes de la ville de Nîmes au Moyen ÂgeVers le XIIIe siècle, le blason de Nîmes était, dit-on, de gueules plein, armes qui appartenaient alors à la maison des vicomtes de Narbonne. Les armes de la ville de Nîmes en 1516Au XVIe siècle, les consuls de cette vieille cité voulurent orner ce champ de gueules vide d'emblème qui composait le blason du Moyen Âge en y plaçant un « Taureau d'Or passant », pour rappeler sans doute l'attachement de la ville à la culture taurine. Ce souhait fut exaucé par François Ier en avril 1516. Les armes actuelles de la ville de Nîmes La découverte en 1517 de la médaille portant au revers un crocodile attaché à une palme motiva une nouvelle requête des consuls auprès de François Ier. En 1535 le roi concéda ces nouvelles armoiries à la ville de Nîmes. Elles se blasonnent ainsi : « De gueules au palmier de sinople posé sur une terrasse du même. Au crocodile passant et contourné, aussi de sinople, attaché avec une chaîne d'or au tronc du palmier. À la couronne florale d'or, liée d'un ruban du même, accrochée à une palme, en chef de l'écu à dextre. À l'inscription d'or en lettres latines COL à la dextre du tronc et NEM à senestre. » |
| « Un simple champ de gueules »             | « De gueules, à un taureau d'or passant à dextre » | Blason de Nîmes. | Les armes de la ville de Nîmes au Moyen ÂgeVers le XIIIe siècle, le blason de Nîmes était, dit-on, de gueules plein, armes qui appartenaient alors à la maison des vicomtes de Narbonne. Les armes de la ville de Nîmes en 1516Au XVIe siècle, les consuls de cette vieille cité voulurent orner ce champ de gueules vide d'emblème qui composait le blason du Moyen Âge en y plaçant un « Taureau d'Or passant », pour rappeler sans doute l'attachement de la ville à la culture taurine. Ce souhait fut exaucé par François Ier en avril 1516. Les armes actuelles de la ville de Nîmes La découverte en 1517 de la médaille portant au revers un crocodile attaché à une palme motiva une nouvelle requête des consuls auprès de François Ier. En 1535 le roi concéda ces nouvelles armoiries à la ville de Nîmes. Elles se blasonnent ainsi : « De gueules au palmier de sinople posé sur une terrasse du même. Au crocodile passant et contourné, aussi de sinople, attaché avec une chaîne d'or au tronc du palmier. À la couronne florale d'or, liée d'un ruban du même, accrochée à une palme, en chef de l'écu à dextre. À l'inscription d'or en lettres latines COL à la dextre du tronc et NEM à senestre. » |

L'emblème de la ville d'aujourd'hui s'inspire de l'iconographie de l'as, monnaie frappée à Nîmes dans les débuts de notre ère, au revers de laquelle figure un crocodile enchaîné à un palmier qui symbolise la soumission de l'Égypte à Rome et où sont frappés les mots : COL NEM. Ces mots ayant la signification de colonia Nemausus, ou Nemausa, ou Nemausensis, en français colonie de Nîmes. Pendant le Moyen Âge, la ville dut perdre entièrement le souvenir de ce symbole, car le sceau de la ville, scellant un acte de 1226 qui était propre à la communauté de Nîmes représentait les quatre consuls de la ville, debout en habits civils.
Ainsi le logo actuel de la ville, conçu en 1985 par Philippe Starck, garde-t-il la symbolique romaine tout en modernisant le trait de manière plus lisible.